# Вулиця Ольги Кобилянської (Чернівці)
Ву́лиця О́льги Кобиля́нської — одна з центральних вулиць Чернівців. Розташована у Першотравневому районі міста (районування міста наразі не використовується в адміністративному управлінні). Починається з Центральної площі і закінчується на перехресті з вулицею Тараса Шевченка. Виникла в 40-50-х рр. XVIII ст. Сучасна назва — з 27 листопада 1940 року, на честь видатної української письменниці Ольги Кобилянської.

## Назва
- 40-ві роки XVIII ст. — 80-ті роки XVIII ст. — Молодіївська
- 80-ті роки XVIII ст. — 20-ті роки XX ст. — Геренгассе (Панська)
- 20-ті роки XX ст. — 1940 р. — Янку Флондора
- з 1940 р. — Ольги Кобилянської

## Історія
Наприкінці XIX ст., її називали «вулицею, що веде до лісу». Пізніше про неї стали говорити як про «дорогу на Молодію». Забудова ж вулиці починалася ще в 40-50-х рр. XVIII ст. Перші будинки були дерев'яними, одноповерховими, кожен з яких був власністю окремого господаря.
Відомо, що місто розбудовувалось знизу догори, і головною на той час була вулиця Жидівська (сучасна Шолом Алейхема).
За окремими згадками, сучасну вул. Українську колись називали «Нижньою Панською», а сучасну О. Кобилянської — «Верхньою Панською». У часи, коли її починали забудовувати, на цьому місці були великі горби, букові та грабові дерева, а місцями — болота, навіть справжні мочарі. В районі Святодухівської церкви мисливці полювали на диких качок, а з ближніх лісів сюди забиралися вовки і вили ночами. Окремі ділянки на цих горбах місцеве населення використовувало під городи.
Наприкінці XVIII ст. для виготовлення шовку до Чернівців завезли шовкопряда, який тут прижився, а для його розведення потрібні були шовковичні дерева. Тоді в місті почали масове насадження цих дерев. Виробництво шовку швидко розвивалось. 1844 року, коли починали будувати Святодухівський храм, довелося викорчовувати цілі сади уже немолодих дерев шовковиці.
Перший мурований будинок, за свідченням історичних документів, закладено 1786 року. Його побудували на розі вулиць Головної та Ольги Кобилянської, а власником був п. Стефан Ханвас. Тут довелося викорчувати велику ділянку могутнього лісу.
Впорядкуванням вулиці та її тротуарів зайнялася фірма «Яков Ульріх і К°», пізніше до цієї справи долучилася фірма «Кортесі і К°», яка 1888 року завершила тут і каналізаційні роботи.
Невдовзі представники австрійської фабрики з м. Аусбург «Згесер і Келлер» розробили і здійснили проект газового освітлення вулиці, а 1896 року фірмою «Шкерт і К°» тут було проведено електроосвітлення.

Згодом стали зводити багатоповерхові будинки, в яких розмістились житлові та державні установи, на цю вулицю було переведено і міське управління. Були тут також банк сільськогосподарського кредиту, міщанська каса, кафе та магазини.

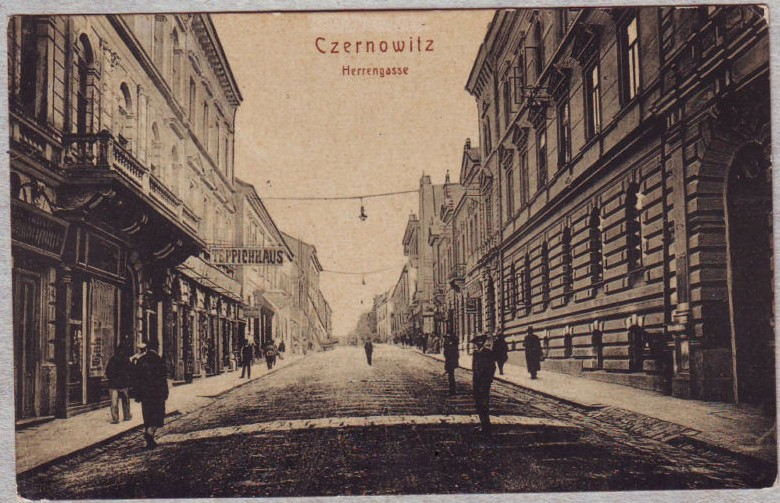
Панська вулиця на початку XX ст

 Завершення забудови та загальне впорядкування вулиці відбулося ще в австрійський час. Тоді вона офіційно дістала назву «Геренгассе», що в перекладі означає «Панська вулиця». У період румунського панування декілька будинків на Панській вулиці було перебудовано. У той час оселитися тут було престижно, і домогтися цього вдавалося переважно особам панського роду: інтеліґенції, домовласникам, лихварям, торговцям, що було справжнім підтвердженням назви вулиці — Панська.
1910 року магістрат розглянув питання будівництва трамвайної колії по вулиці Панській, але виконати цей проект так і не вдалося. Ця вулиця була найкращою в місті, і вигляду, близького сучасному, набула ще на початку XX ст.
Першими було переобладнано будинки під № 6, 26, 35, 37-39, 43, 45, 51, 53 і 55. До них підвели каналізацію і освітлення, окремі з них (№ 36) зазнали реконструкції. Вулиця Панська стала центром ділового, торговельного та культурного життя міста. У 20-30-х роках XX ст. вулиця отримала нову назву — на честь Янку Флондора.
У той період тут з'явилось чимало (понад 50) різних установ та організацій. Тут були магазини, ресторани, кав'ярні, банки, фотоательє та фірмові склади. Двірники щоранку мили бруківку і тротуари теплою водою з милом. Коли мешканці довколишніх сіл приносили сюди сільськогосподарські продукти, то кожен, перш ніж сюди зайти, повинен був ретельно витерти взуття чи босі ноги. В той час у мешканців з передмістя Роша, Садагура, Роґізна встановився звичай носити на голові кошики з продуктами та фруктами. А ось на вул. Панській (Флондора) так переносити товар заборонялося, окрім кошиків з квітами.
У 1936 році вул. Я. Флондора зазнала реконструкції за проектом архітектора Ісидора Чачкеса. Роботи виконувала фірма «Гранітул» і 27 листопада 1940 року вони були остаточно завершені. Тоді вулицю перейменували, і назвали на честь видатної буковинської письменниці — Ольги Кобилянської. Того ж дня у драмтеатрі відбулися урочисті збори, присвячені 55-річчю її літературної діяльності. На цих зборах було оголошено постанову облвиконкому про перейменування вул. імені Я. Флондора на вул. ім. Ольги Кобилянської.

## Будинки

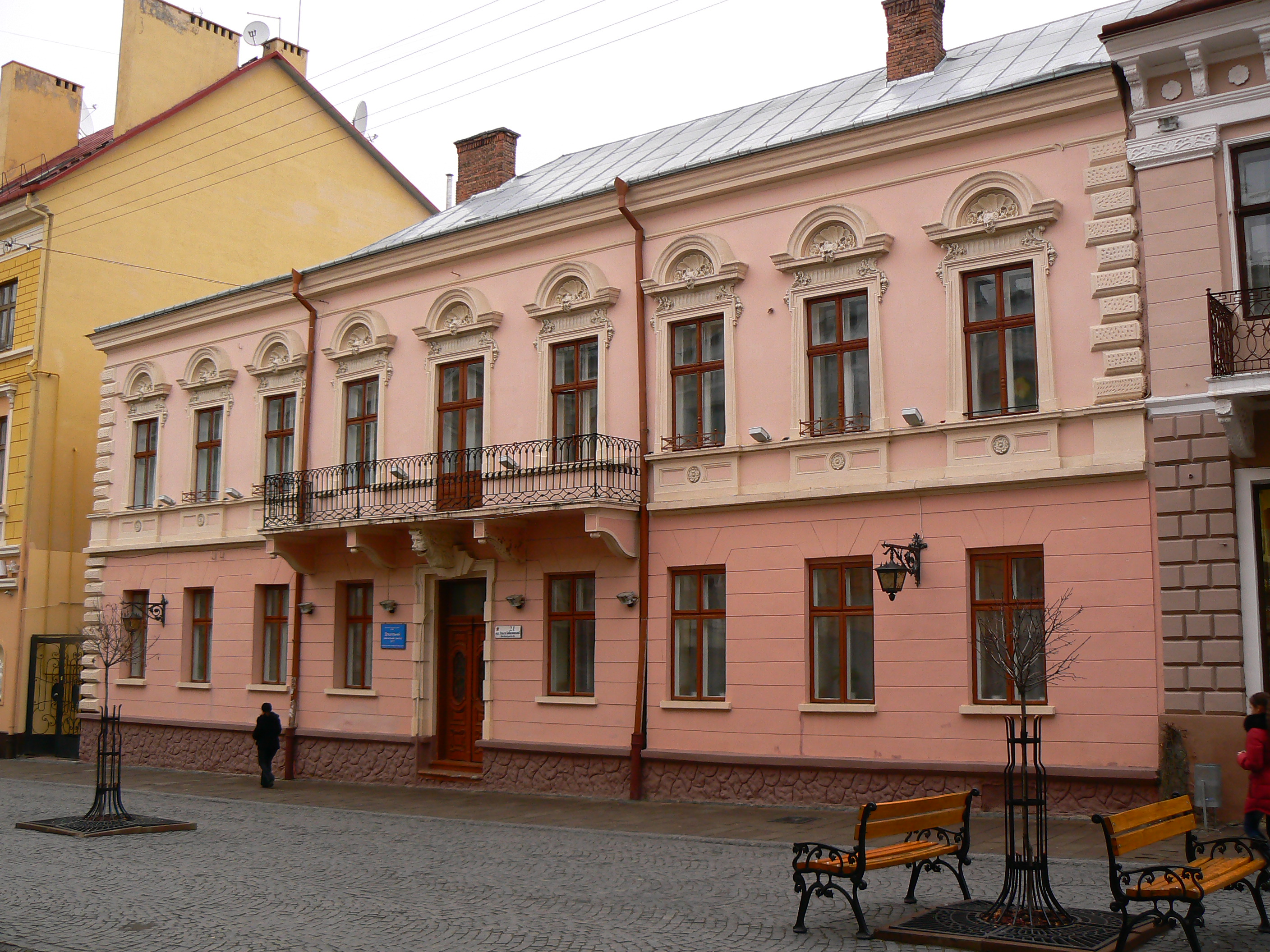
Будинок № 21

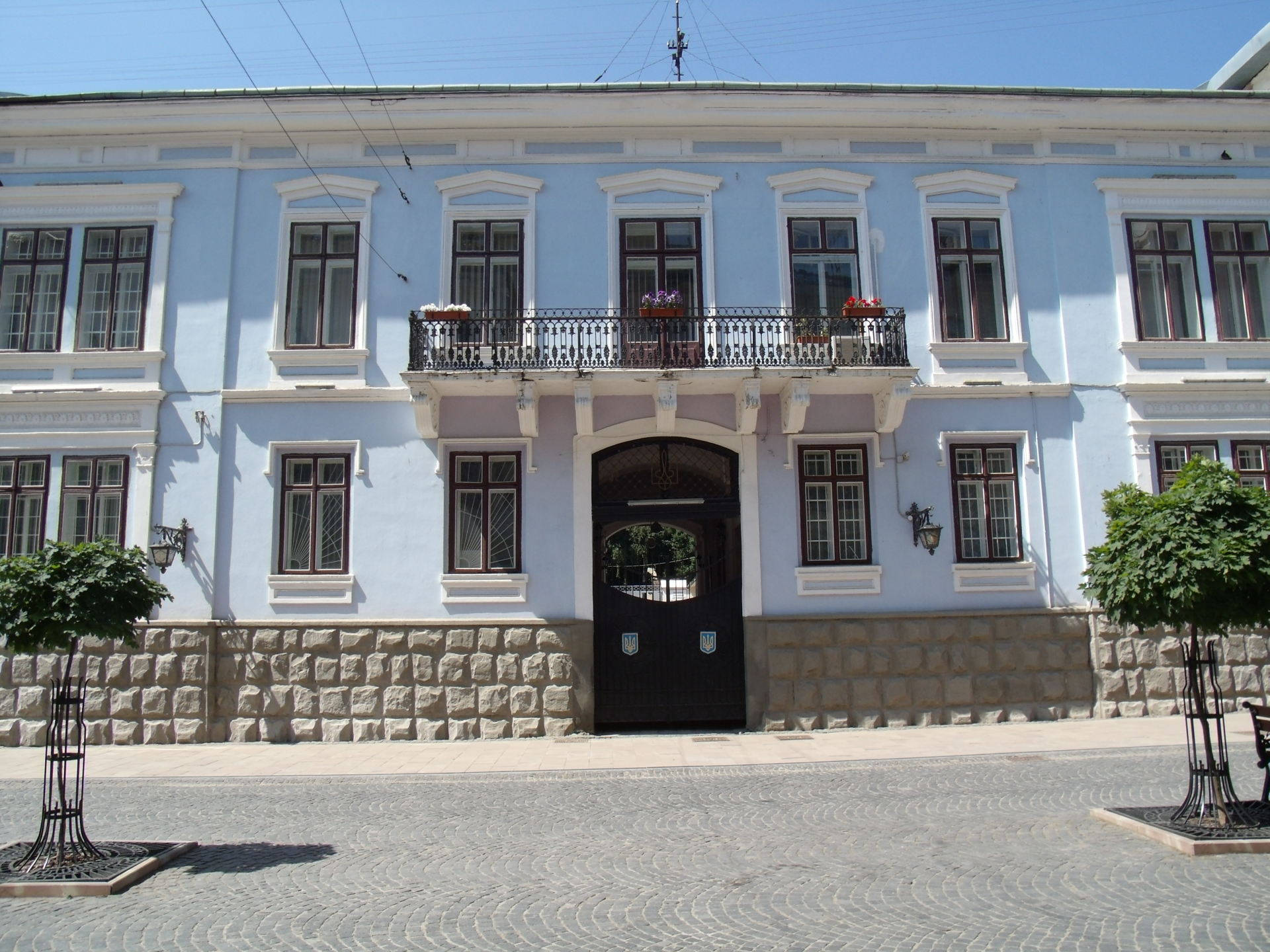
Будинок № 34

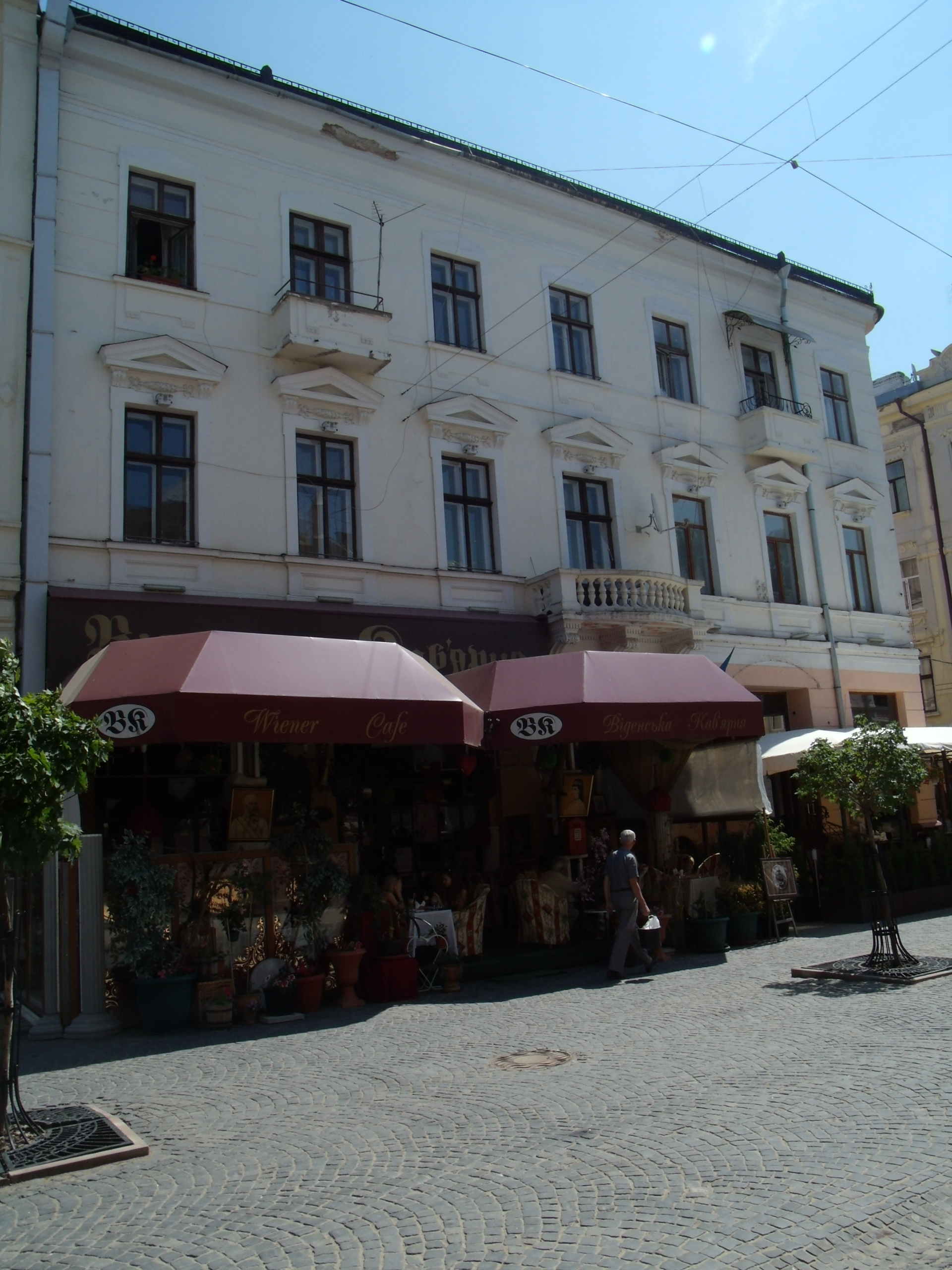
Будинок № 49

Будинок № 1. Зведено 1898 році.

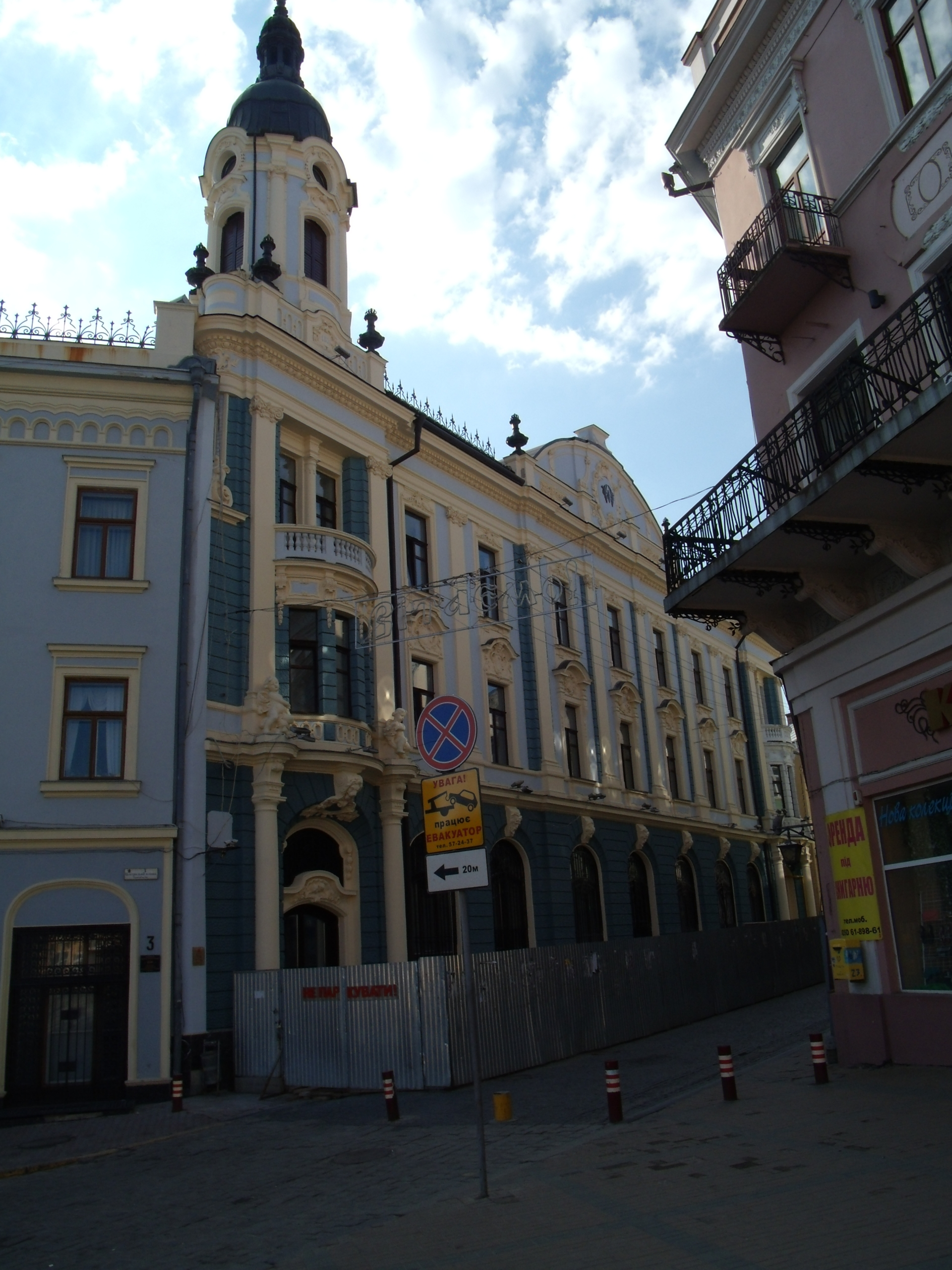
Будинок № 1

На місці сучасного будинку № 1 була невелика будівля, швидше за все, дерев'яна, яка згодом була зруйнована. На центральній площі міста біля ратуші колись був ринок худоби, згодом там стали торгувати різноманітним продуктовим та промисловим крамом. Земля довкола ринку тоді дуже високо цінувалася, і її швидко приватизували найзаможніші господарі, які почали зводити тут добротні будинки. На площі Ринок уже був двоповерховий будинок під № 3, який був справжньою архітектурною окрасою площі. На тлі цього будинку невисокий та непримітний будинок № 1 по вул.ім. Ольги Кобилянської виглядав доволі непривабливо. Його господар, помітивши це, вирішив знести старий будинок і збудував на цьому місці новий гарний будинок на три поверхи. 1898 року він найняв високопрофесійного архітектора на ім'я Макс Моргенштерн, хто створив проект, за яким і було споруджено новий будинок по вул. ім. Ольги Кобилянської, — майже у незмінному вигляді він зберігся до нашого часу.
Архітектуру першого будинку не можна означити якимось одним стилем. Майстри, використовували декоративні елементи різних стилів, що гармонійно поєдналися в цьому шедеврі архітектури, вишуканість якого вражає своєю красою та оригінальністю. У елементі дахової покрівлі, т. зв. «короні» досі зберігся овальний елемент, у якому колись, мабуть, були вказані ініціали власника цього будинку, та з плином часу, на жаль, вони не збереглись, оскільки за останнє століття змінилось чимало різних господарів міста й комусь з них, мабуть, це здалося зайвим чи недоречним. Хоча в окремих елементах — наприклад, у металевій кованій решітці над дверима, на першому поверсі над вікнами монограми закриті бляшаними кругами. B.D.R.S. — така монограма проглядається у металевій решітці над дверима. Вхідних дверей у будинку двоє — зі східцями та з гарними кованими ажурними решітками, які чудово доповнюють архітектурний ансамбль цієї споруди.
Будинок загалом досить високий, споруджений на міцному підмурівку. Усі поверхи гармонійно поєднуються у своєму архітектурному вирішенні. Вікна оформлені пілястрами, різноманітними деталями у вигляді арок, ліпленням — тут використані елементи стилю рококо, а саме — зображення красивих жіночих та чоловічих облич. Над першими дверима, під кутовою вежею розміщені скульптури дітей-ангеликів, причому цей елемент застосований тільки в одному місці. Прикрашає будинок і зображення голови лева — це символ могутності, який доволі часто застосовували тогочасні архітектори при оформленні різних будівель. Ну і, звичайно, сама вежа, яка вінчає цей шедевр архітектури, не може не привернути погляд своєю вишуканою формою та вдалим розміщенням. На вежі колись був годинник.
На першому поверсі будинку раніше розміщувалось кафе «Габсбург» (до 1919 року). На той час це був один з найкращих закладів для відпочинку в центрі міста. Згодом, за румунської влади, тут відкрили нове кафе — «Грант» (німецьке). А з 1926 року в одній частині будинку розмістилась філія банку Л. Г. «Трансільваль», заснованого в Румунії 1868 року. В цьому ж будинку невдовзі розмістився і страховий банк, а 1928 року відкрився центральний відділ з продажу залізничних квитків. 1934 року тут розмістилася ще одна філія банку — кредитного румунського банку, що був заснований у Румунії 1888 року з загальним капіталом 750 000 000 лей. Розміщення банків у цій будівлі вже стало традиційним.
Будинок № 2. 

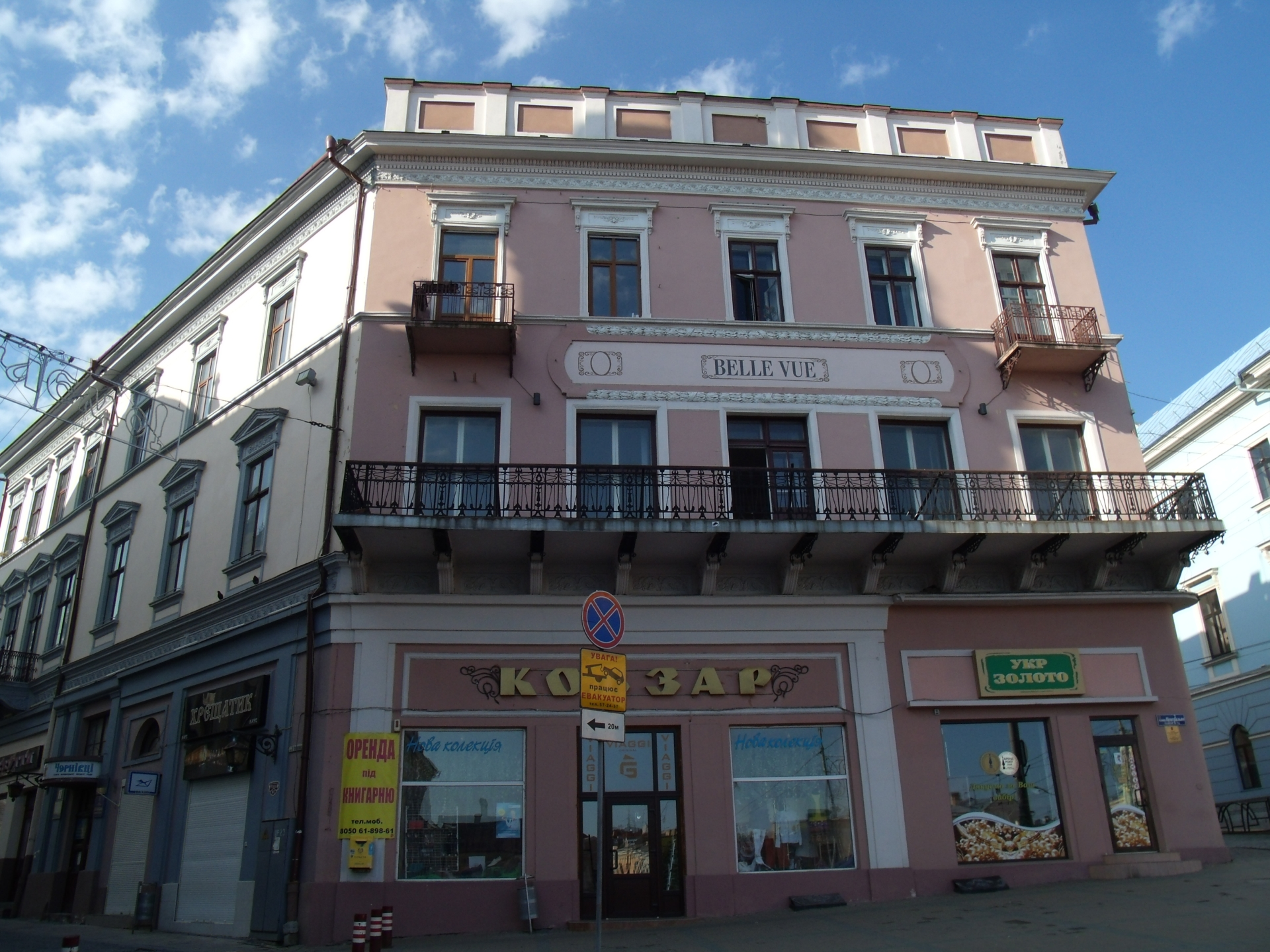
Будинок № 2

Зараз тут розміщується кафе «Хрещатик», салон модернового одягу та ломбард. За Австрії тут був готель «Бель В'ю», при якому діяли кафе та ресторан, а також елітний магазин жіночого одягу, де заможні панянки купували новинки наймоднішого одягу — сукні, блузи від фірми «Кет і Басе». За Румунії тут розмістився магазин лінолеуму, згодом — магазин радіоапаратури, господарем якого був пан Гельберштейн.
1937 року на першому поверсі будинку розміщувався магазин цукерок пана Дреккера, а на другому — крамниця, у якій торгували натуральною вовною та виробами з неї. З 1949 року тут стали продавати канцелярські товари, шкільне приладдя та підручники для дітей. Пізніше влаштували букіністичний магазин.

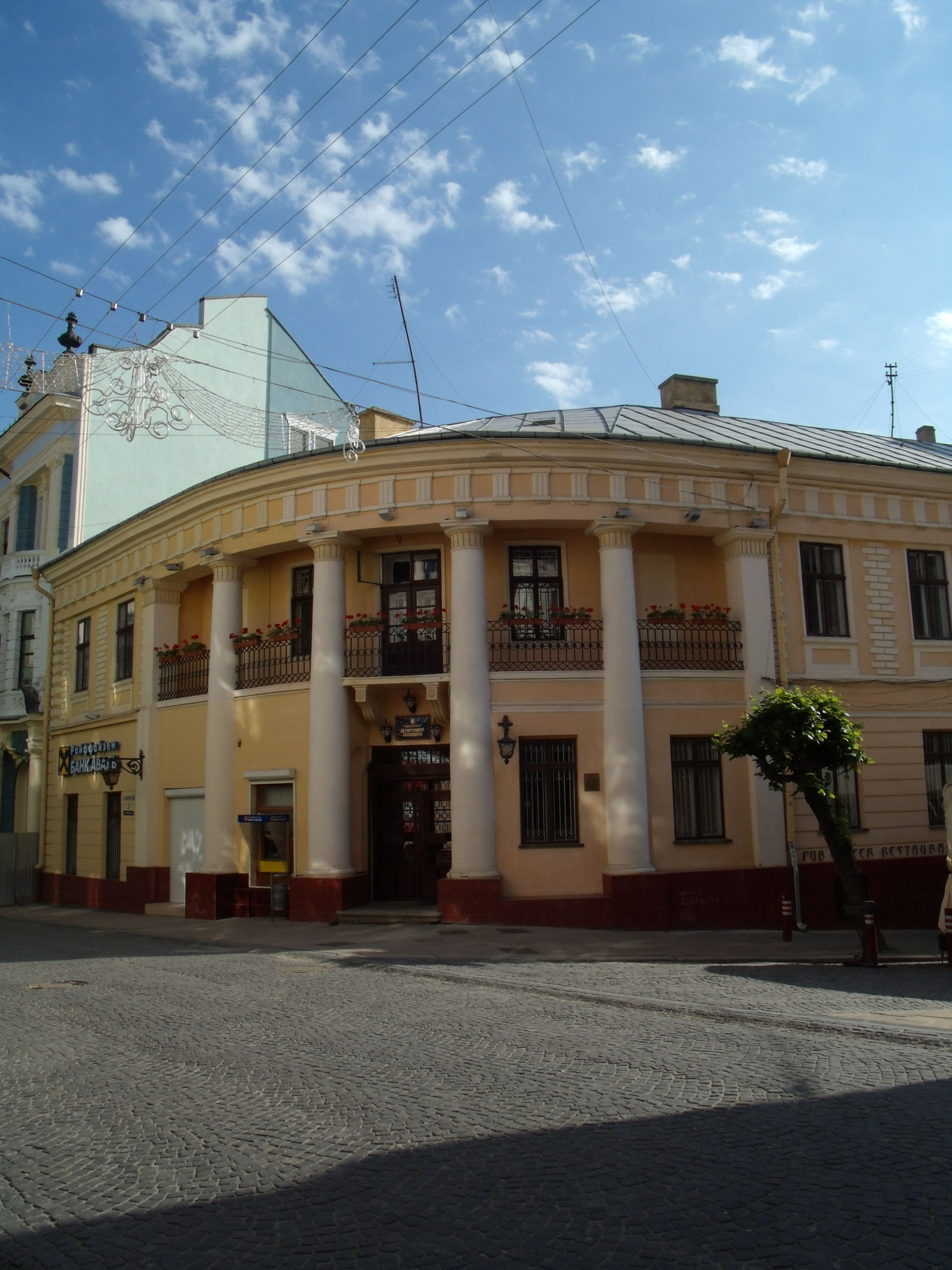
Будинок № 3 
де зараз розміщена філія банку «Аваль» — це одна з перших кам'яних споруд на цій вулиці, яка неодноразово перебудовувалася. Але фасад, який завжди мав округлу форму, обрамлений колонами, залишався без особливих змін, тому мешканці міста називали цей будинок «той, що на розі, зі стовпами». Зведено будинок, власником якого був пан А.Тесак, 1858 року. Колись тут розміщувалася кав'ярня пана Тесака, яка мала назву «Росіні юніор», а згодом — ресторан «Ла орієнт». 1922 року тут відкрилась стоматологічна поліклініка, у якій працював високопрофесійний дантист, який отримав фахову освіту з правом вільної практики у Відні — лікар Йосиф Піценгер. Будучи першокласним спеціалістом, він лікував та видаляв зуби пацієнтам майже безболісно, вставляв порцелянові зуби. Він користувався стоматологічними інструментами найновішого зразка та ефективними ліками найновіших фармацевтичних розробок.
Певний час у цьому будинку розміщувалося кафе «Европа», на першому поверсі був магазин пана Сахана, згодом тут відкрили центральний музичний магазин, власниками якого були Крас і Гросангер. 1928 року відкрилася філія французько-румунського банку, з 1930 по 1940 р.р. діяли кав'ярня і ресторан пана Якова Спервача, а у внутрішній частині будинку, з входом з двору був нічний ресторан, який відкривався після заходу сонця і приймав відвідувачів аж до ранку. Його власником був Якоб Шнербер. На другому поверсі була овальна зала — приміщення, де городяни мали змогу цікаво відпочити і розважитись: тут проводились танцювальні вечори, різноманітні зібрання, він був обладнаний і для гри в більярд, яку і в ті часи чернівчани дуже полюбляли. Зала була доволі гарно оформлена, відвідувачі почувалися тут затишно і комфортно, романтичного настрою додавали воскові свічі у підсвічниках. Пізніше таке освітлення замінили гасовими лампами. З внутрішнього боку цього приміщення обабіч вхідних дверей було вбудовано дві стінні ніші, у яких розміщувалися невеликі скульптури напівоголених жіночих фіґур, виготовлені з білого мармуру. Подібні ніші прикрашали і центральний вхід до будинку, в яких теж були скульптурні зображення жіночих фіґур, але трохи інші.
Після відвідин Чернівців Микитою Хрущовим, містом прокотилась хвиля руйнувань архітектурних елементів старовинних будинків центральної частини міста, які вважали непотрібними залишками «буржуазних розкошів». Оскільки вищезгадані скульптури будинку № 3 зняти було неможливо, трощили їх просто на місці сокирами та ломами. Уламки скульптур прибрали і викинули на смітник. Після такого погрому будинок втратив свій первісний архітектурно вишуканий вигляд, став спустошеним і непривабливим.
1949 року на другому поверсі розмістились художні майстерні, які до того займали приміщення у будинку № 6 по вул. Українській. Керівником цих майстерень був художник М. Яковлєв, згодом йому на зміну прийшов скульптор і художник Песнечевський. Тут же розмістили і склад, де зберігались фарби та інший художній реманент, а також контору. У кімнаті, розташованій справа від входу до овальної зали, був зал живопису, а в кімнаті зліва — цех оформлювальних робіт. Ці майстерні мали назву «Художній комбінат», згодом їх перевели на вул. Поштову і перейменували у «Художній фонд».
У правій частині будинку на другому поверсі розмістились юридична консультація і міська адвокатура. На першому поверсі з лівого боку будинку в невеличкому кутовому приміщенні біля колони продавали газовану воду, пізніше тут відкрилась майстерня з ремонту годинників. Поруч розміщувався магазин «Тканини», а в приміщенні поблизу банку — «Галантерея». Ці магазини підпорядковувались Чернівецькому міськпромторгу. Пізніше годинникар перебрався до більшого цеху, а приміщення віддали під художній салон, де продавались різноманітні витвори мистецтва. Зараз тут розміщується філія банку «Аваль». З правого боку будинку тривалий час було ательє мод, де замовляли пошиття одягу переважно високопосадовці та найзаможніші чернівчани. У підвальному приміщенні будинку з боку вул. О.Доброго була їдальня. Нині це приміщення належить департаменту економіки м. Чернівці.

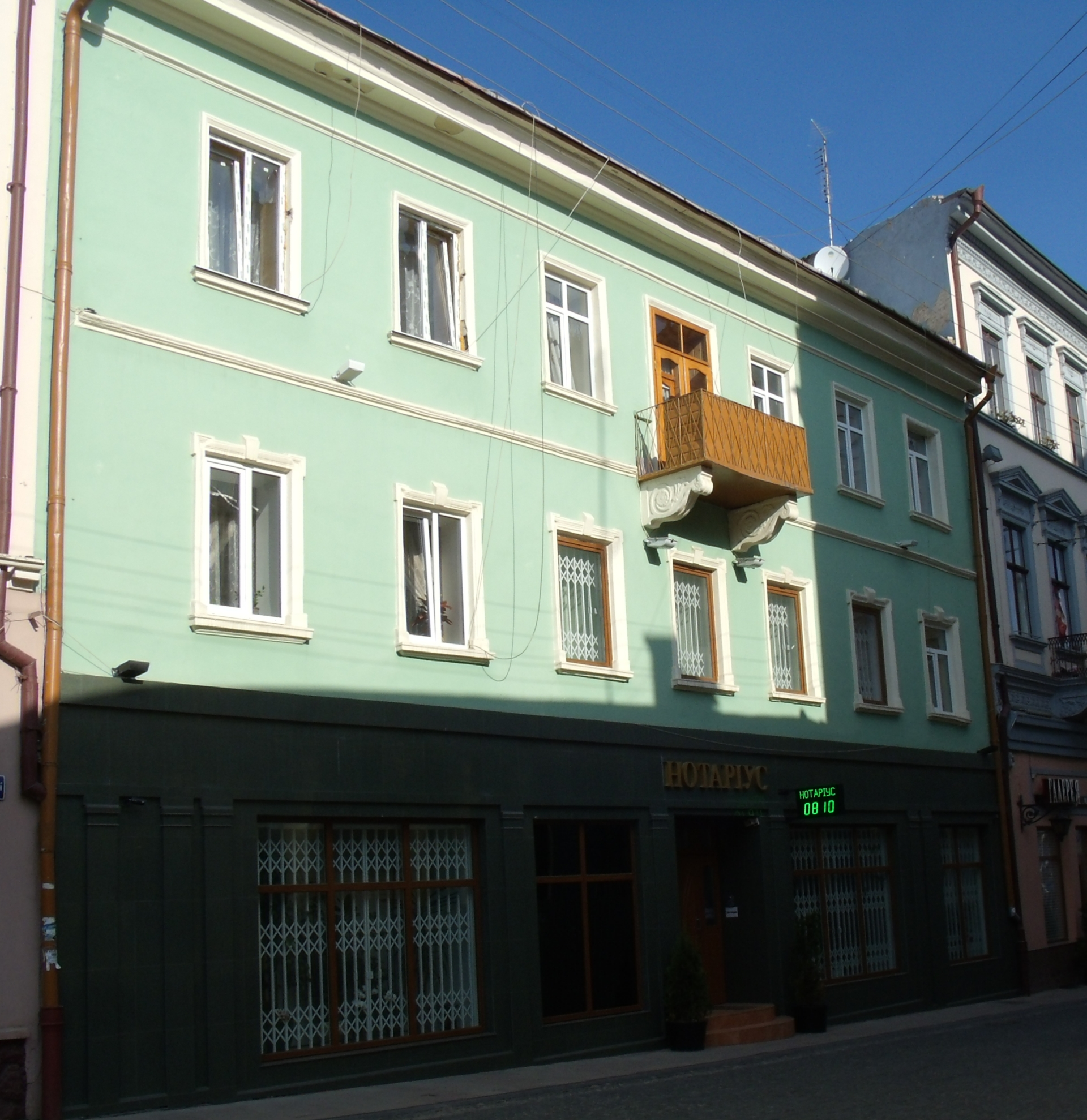
Будинок № 4 
Тут за часів Австрії розміщувався магазин тканин, у якому можна було придбати батист, шовк та інші гарні модні тканини. Тут продавали також чоловічий одяг з усіма аксесуарами — сорочками, краватками та ін. За Румунії в цьому будинку відкрили книжковий магазин, власником якого був пан Інгор. Згодом тут розмістився магазин, у якому продавали найрізноманітніший інструмент з деревообробки, який був філіалом торговельної фірми «Пилки» з м. Путна.
Наприкінці 30-х років перший поверх будинку перебудували і розділили на два окремі приміщення — у одному розмістилась добре обладнана аптека, яка на той час була найкраще оформленою та найпопулярнішою серед аптек міста, в іншому — винний магазин. Приміщення аптеки, починаючи від вітрин фасаду, було оформлено талановитими майстрами дизайну та архітектури. Усі меблі, прилавки та вітрини були виготовлені з дорогого червоного ганського дерева з оформленням різьбленим орнаментом у стилі пізнього модерну та скляними доповненнями з богемського скла. Бронзові люстри були виготовлені також із цього дорогого матеріалу. Одна з них збереглась до нашого часу, оскільки була продана на одному з ринків і зберігається до сьогодні в приватній колекції. На вхідних дверях висів дзвіночок, який повідомляв про прихід чергового клієнта.
Винний магазин, який розміщувався у другому залі на першому поверсі цього будинку, оформлявся тим же дизайнером, що й аптека. Тут також було багато елементів, виготовлених з червоного ганського дерева. У вітринах з богемського скла були виставлені на продаж найрізноманітніші вистояні дорогі вина, лікери та коньяки на будь-який смак. Продавали тут і розливне натуральне виноградне бочкове вино. Три дерев'яні бочки розміщувалися за боковою стіною магазину, а вмонтовані у них дерев'яні крани, з яких продавці наливали відвідувачам смачний хмільний напій, були внизу стіни, перед прилавком з мармуровою поверхнею. У залі були високі круглі столики, стільниці яких теж були виготовлені з мармуру. Вони були розраховані на те, що клієнти за ними пили вино стоячи, і тільки в кутку приміщення було два столики зі стільчиками для тих, хто мав бажання сидіти. Палити у винному магазині суворо заборонялося. Цей заклад був дуже популярний серед чернівчан та гостей міста. Сюди приходили різні люди і за келихом вина чи чарчиною солодкого лікеру проводили ділові бесіди або просто відпочивали.
Після війни інші магазини та аптека збереглись і доволі швидко відновили свою роботу, а ось винний магазин розграбували: не стало столиків, стільчиків, вітрин з богемського скла. 1951 року приміщення передали Чернівецькому тресту громадського харчування і торгівлю вином тут відновили. Над магазином закріпили вивіску «Натуральні вина». Продавали як розливне пиво, так і в пляшках. Відновили скляні вітрини та два прилавки з темного дерева, але вже без мармурового покриття. Натомість їх покрили товстим вітринним склом. Звичайно, колишнього ефекту оформлення магазину досягти вже не вдалось. Згодом виникла ідея оформити прилавки натюрмортами з виноградних грон та інших фруктів та розмістити під цими зображеннями підсвітлення. Вийшло щось на зразок вітражів. Це було 1953 року. Художнє оформлення здійснив Аркадій Афонський, який сам дуже полюбляв пригощатися тут вином. Приміщення магазину набуло справжньої неповторності завдяки такому дизайну.
Коли у країні оголосили боротьбу з пияцтвом і почалось повсюдне викорчовування виноградної лози, не стало у продажу вина, тоді й винний магазин закрили. З того часу його тут більше не відновлювали. Згодом труднощі спіткали й аптеку, яку розграбували, розгромили і спустошили, невідомо куди зникли меблі та вітрини з богемського скла. Після чого аптеку закрили, а на її місці відкрили магазин «Коровай», над яким з'явилась вивіска, яку в народі прозвали «кольоровим курятником». Згодом її зняли.
Будинок № 5 (тут зараз розміщений ресторан «Дністер»)

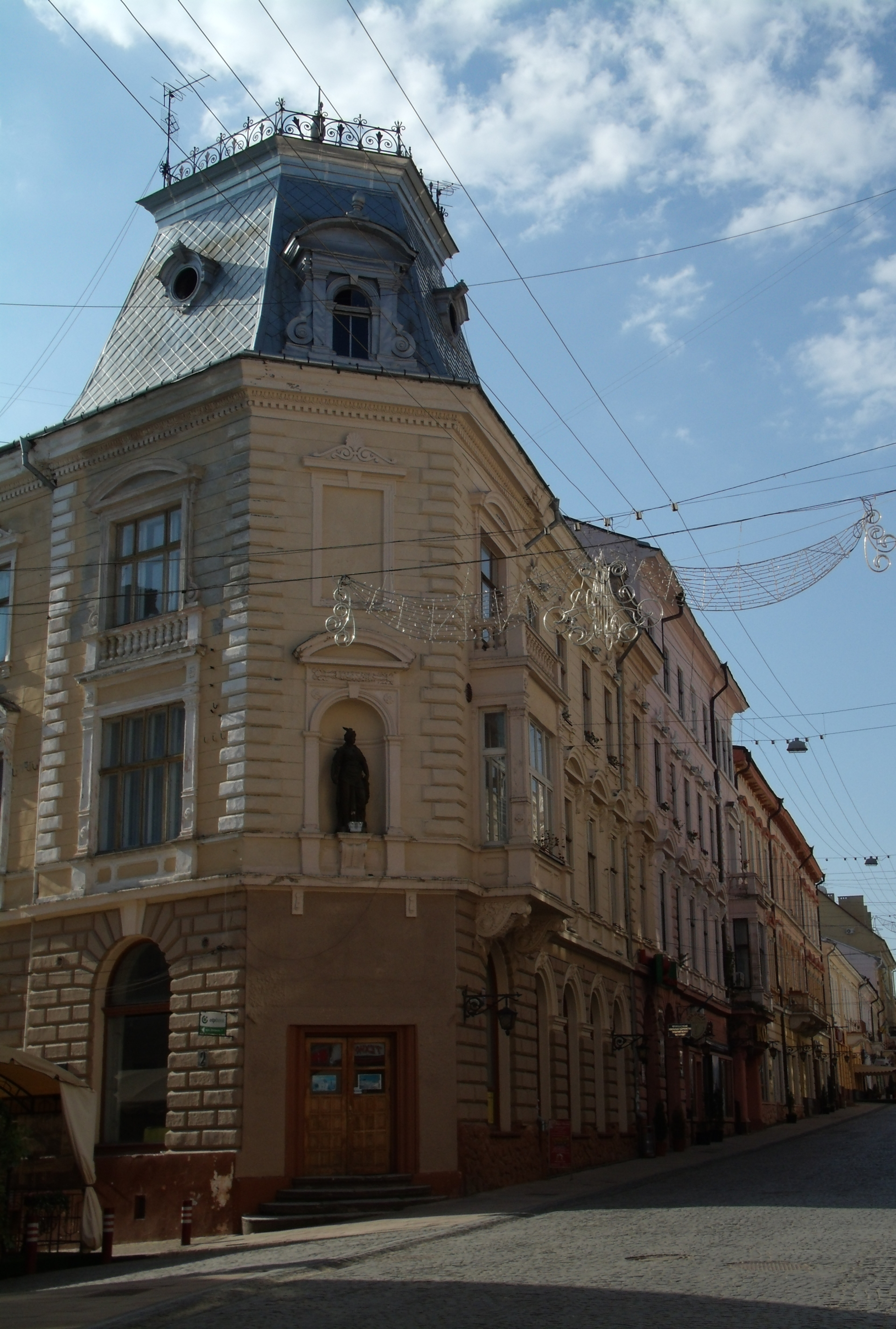
Будинок № 5

 та наступний за ним і Будинок № 7 будувалися у 80-х роках XIX ст., причому одночасно, за проектом одного й того ж архітектора і роботи виконувались однією будівельною бригадою. Тому архітектура обох будинків дуже схожа: конструкція вікон, дверей, елементи зовнішнього оздоблення. Тут також застосована еклектика — поєднання різних стилів, переважно романського, класичного та ампіру. В оформленні обох будинків використані класичні пілястри та арочні перекриття, капітелі — усі деталі гармонійно поєднані, утворюють цілісний довершений архітектурний ансамбль.

Перший поверх будинку № 5 від часу свого створення змін майже не зазнав, чого не можна сказати про будинок № 7, перший поверх якого перебудовувався багато разів. Спочатку в будинку № 5 розміщувалося кафе «Европа». 

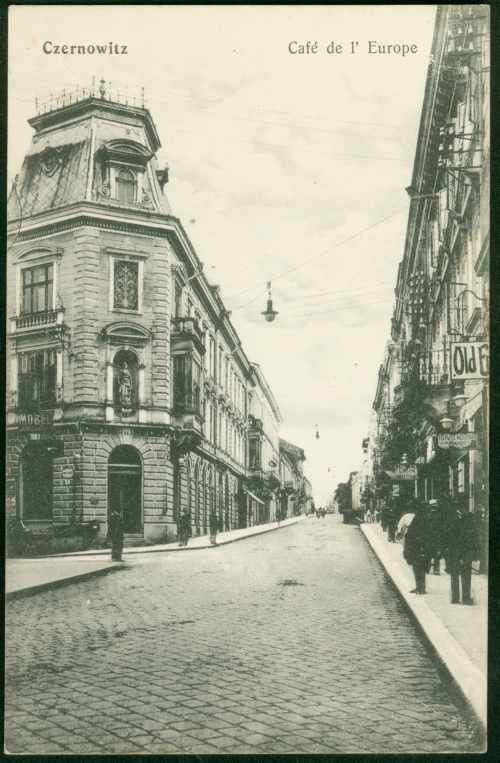
кафе «Европа»

Його називали німецьким, бо там зазвичай збиралися знатні німці. В цьому ж будинку знаходилося управління об'єднання лісової індустрії «Буковина». З 1930 року тут розмістилося управління інтернаціонального транспорту і комісія з перевезень, керували якою пани Копельман, Рубен, Вайншток. З 1934 року частину будинку передали фабриці, яка займалась дизайном та оформленням інтер'єрів елементами, виготовленими з дерева.
Але центральне місце на першому поверсі будинку тривалий час займало кафе «Европа». Ще на початку XX ст., орієнтовно 1903—1905 рр. приміщення цього кафе було переплановано і переоформлено, цілковито змінено інтер'єр. Найбільшу залу, що справа від входу, оформили великими дзеркалами, стіну навпроти входу — т. зв. глуху (без вікон) прикрасили двома дзеркалами у дуже гарних, дорогих рамах стилю модерн. На бокових стінах дзеркала із богемського скла були встановлені на бронзових позолочених кріпленнях, без рам. Освітлювали зали найкращого ресторану вишукані бронзові люстри. Овальні ніші в стіні між колонами зараз порожні, а вони були створені архітектором саме для світильників — колись тут були дві великі лампи, що освітлювали кожна окрему залу. Обидві зали були гарно вмебльовані вишуканими модерними меблями. Двері виготовлені з дорогого червоного дерева з доповненням богемського шліфованого скла. Майже суцільне дзеркальне оформлення стін, звичайно, створювало відчуття простору та світла і дуже прикрашало приміщення ресторану, однак через це траплялися й кумедні випадки — коли захмелілі відвідувачі, а особливо ті, хто відвідував ресторан уперше, блукали залами у пошуках виходу, і знайти його їм вдавалось дуже складно.
Багато елементів тогочасного оформлення ресторану збереглось до нашого часу, зокрема, вхідні двері та дерев'яна ширма, що відділяє гардероб від залів та інше. У часи Хрущова, щоправда, оформлення цього закладу відчутно збідніло, оскільки розкіш його інтер'єру вважалась ознакою капіталістичних розкошів. Залишилось тільки два дзеркала на основній стіні та одне поблизу гардеробу. Натомість на опустілих стінах зробили побілку з трафаретами. Роботу цю виконував відомий майстер з оформлення інтер'єрів, що закінчив Віденську академію малярства, пан Вельд. Але як не намагався майстер надати приміщенню ресторану гарного вишуканого вигляду, все ж зали втратили свій неповторний шарм та привабливість. Тоді трест, що завідував закладами громадського харчування, зробив замовлення на виготовлення художнього полотна. Це мав бути натюрморт близько п'яти метрів завширшки і 120 см у висоту, його ескіз створила художниця Ірма Розеншток. Картину писали упродовж двох років, і коли полотно було готове, його помістили у гарну дерев'яну раму з бронзовим покриттям, яку виготовили студенти Чернівецького ремісничого училища № 5. Їхнім наставником був викладач Міхлін.
Натюрморт розмістили на верхній частині стіни поблизу входу на кухню. Ця картина була типовим взірцем живопису радянського реалізму, її громіздкий вигляд дуже спотворив оформлення ресторанної зали. Зображення овочів і фруктів, збільшених у десятки разів порівняно з натуральною величиною, виглядало доволі грубо. У 1980 році відбулося перепланування залів ресторану та його переоформлення. Тоді зняли й згадану картину, і частину дзеркал. Не залишилось тут віденських модерних меблів, їх замінили громіздкими диванами з дермантиновою оббивкою. І назву змінили, вона збереглась до нашого часу — «Дністер».
У часи «сухого закону» заклад починав працювати у обідній час і відвідувачам пропонувалися комплексні обіди, таким чином вдалось уникнути банкрутства. За певний час ресторан набув великої популярності серед чернівчан. Коли почався масовий виїзд євреїв з Чернівців, ті, хто хотів попрощатися зі своїми друзями і маленьким Парижем у затишній і комфортній обстановці, віддавали перевагу саме ресторану «Дністер». Тоді столики чи навіть цілі зали тут замовляли заздалегідь.

У будинку № 7 в одній частині спочатку була кав'ярня, в другій половині — магазин готового одягу, а також громадське товариство «Буковинська лампа». 

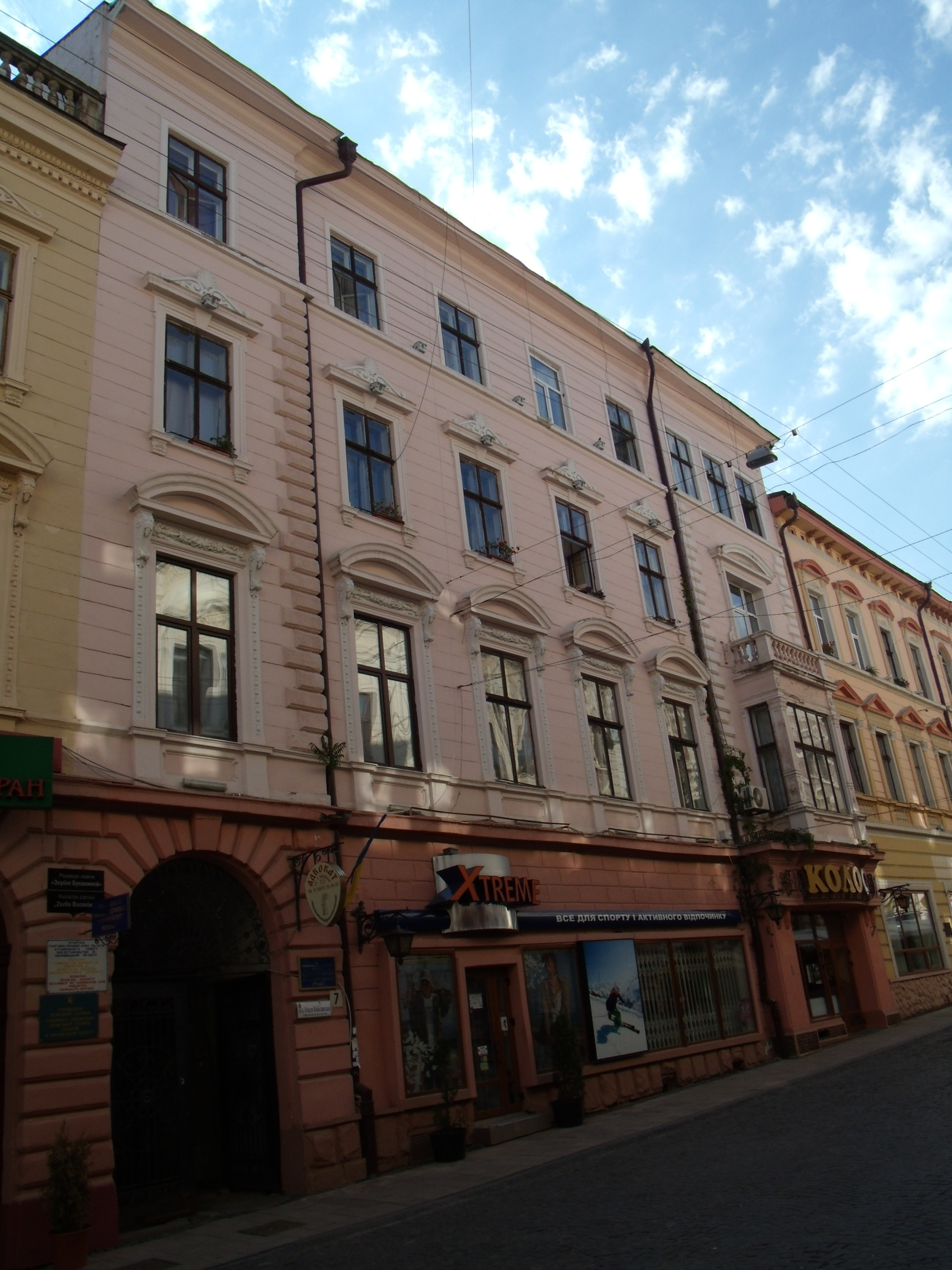
Будинок № 7

1906 року тут розмістився магазин «Мистецтво», в якому був представлений широкий вибір художніх фарб та пензлів фірми «Шмідт і Фонкель», а поряд — магазин квітів. За румунських часів у одному з приміщень будинку № 7 розмістилося громадське товариство «Преведере І. Ф.», у іншому — магазин, де влаштовувались виставки та проводився продаж меблів комерсанта Тернера. 1923 року одну з кімнат будинку № 7 винайняв зубний лікар-протезист Моор, у кімнаті поряд облаштувався адвокат Файк. 1928 року приміщення будинку № 7 викупив Станіслав Подзудик, який відкрив тут власний магазин м'ясо-ковбасних виробів та шинок. Це був четвертий за рахунком магазин пана Станіслава, один з найкращих м'ясних магазинів на Панській вулиці, і смачнішої ковбаси та шинки деінде годі було шукати. Пан Подзудик був дуже шанованою та відомою у краї людиною, він постачав свої м'ясні вироби навіть для двору короля Румунії, Карла II . А щоп'ятниці до нього приходили бідні та убогі, яким він давав безкоштовно шматок м'яса та відбірних кісток на борщ, і ніхто з них жодного разу не йшов від нього з порожніми руками. Магазин пана Подзудика діяв тут доволі тривалий час. Його зали були дуже гарно по-європейськи оформлені — білою та блакитною облицювальною плиткою. Після сучасного переоформлення минулий інтер'єр не зберігся.
1937 року в будинку № 7 відкрили меблевий магазин, а 1939-го магазин чоловічого одягу Леоніда Блюм, де продавали гарні чоловічі сорочки, капелюхи закордонного виробництва, шкіряні рукавички та ін. різноманітні аксесуари.

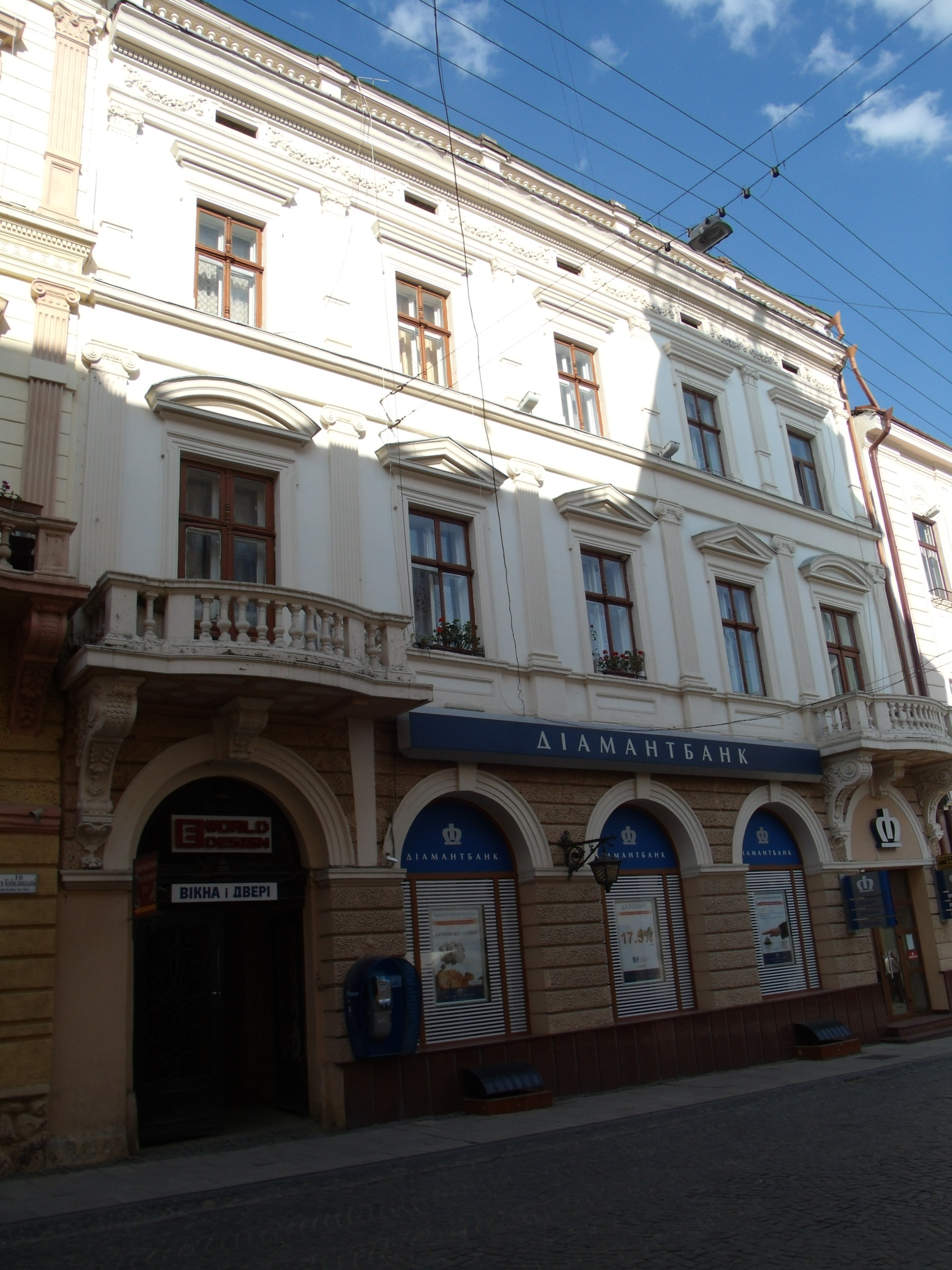
Будинок № 8
 Зведений наприкінці XIX ст. найімовірніше, приватним власником. У 1902 році тут була «Панська жіноча перукарня Жанетти Арц». Є окремі свідчення про те, що колись тут жив і мав контору адвокат Готесман.
За Австрії двір був приватним, про господаря відомо лише, що він мав карету та утримував конюшню.
За румунських часів тут розміщувалась кав'ярня, де можна було випити кави та чаю з бутербродами, купити цукерок та солодощів, а поруч — галантерейна крамниця пана Шацберга. З 1935 року асортимент товарів цієї фірми помітно урізноманітнився, і тут стали продавати чоловічий одяг та взуття. Рекламні листівки того часу подають більше 37 назв товарів, які пропонувалися до уваги чернівчан та гостей міста.
За радянських часів в будинку № 8 був магазин «Військова книга». Тут можна було купити портрети відомих воєначальників, керівників держави, військові погони та інші регалії, а також різноманітні канцтовари. Нині в цьому будинку розміщується магазин «Денім», а у дворі — комп'ютерний сервісний центр «Флеш».

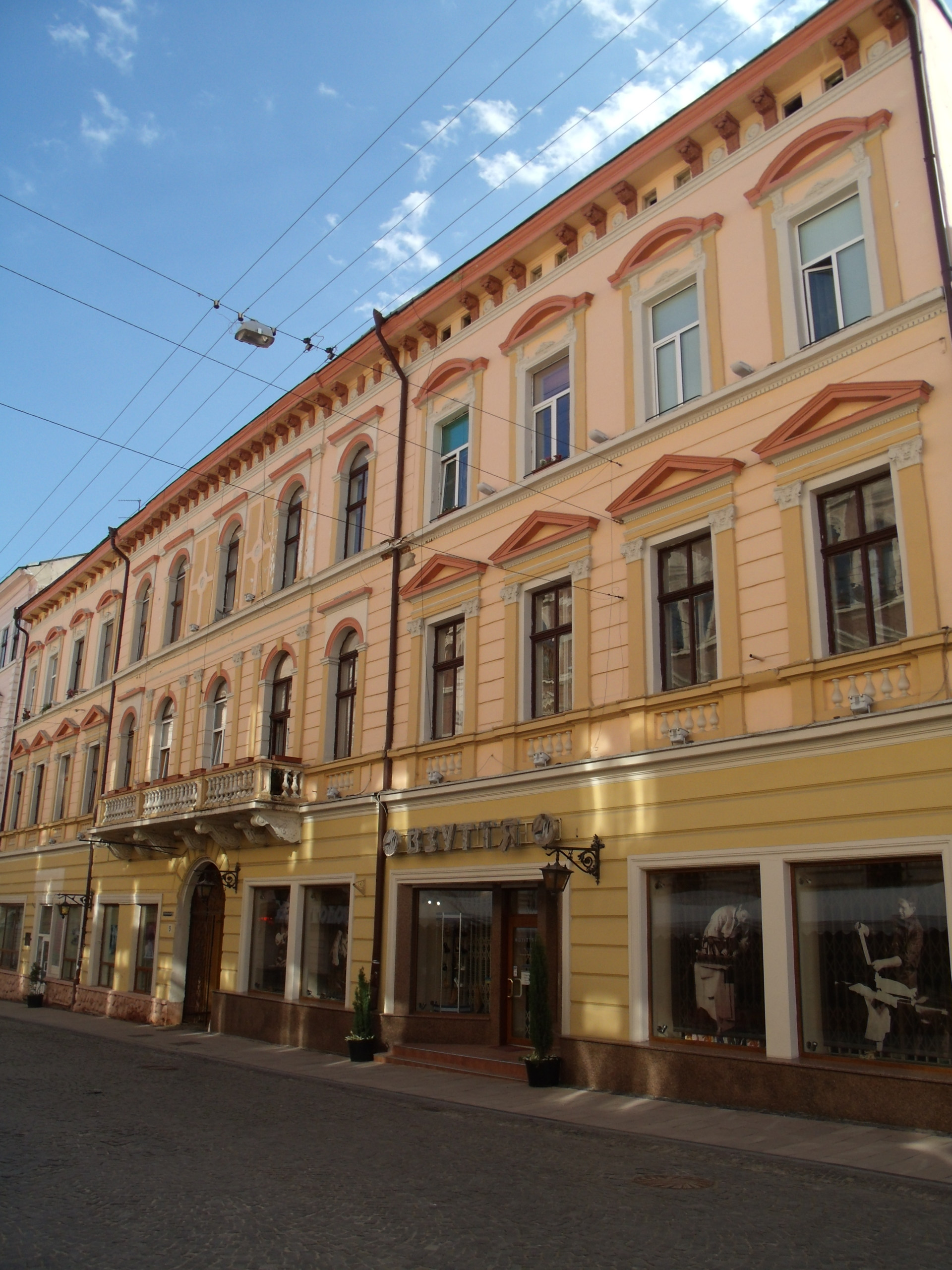
Будинок № 9 
За Австрії розміщувався склад музичних інструментів, поряд — нотний магазин, де продавались різноманітні підручники, брошури та посібники з історії та теорії музики від фірми «Розенцвайг», яка була заснована 1864 року. В цій же будівлі розташовувалось страхове аґентство та бюро подорожей «Орієнт».
1911 року тут відкрився магазин одягу фірми «Кац і Сосс», а поряд — інший магазин елеґантного одягу, власником якого був М.Бухбіндер.
З 1922 року розмістилися склад та крамниця різноманітних фарб, лаків, іншої побутової хімії, ґумові та фотографічні прилади, а також французькі та німецькі парфуми. Працівники крамниці висилали товар замовникам і поштою.
З 1923 року в будинку № 8 знову розмістилася книгарня, де продавали також музичні інструменти та ноти. З 1928 року в будинку оселився талановитий піаніст Густав Гутер.
Відомо, що за Румунії тут розміщувалось фотоательє, магазин з продажу хутряних виробів, кондитерська та книжкова крамниці. Певний період в цьому будинку діяла друкарня пана Розенштока.
Сьогодні в цьому будинку розміщується перукарський салон «Весна» та магазин «Взуття».

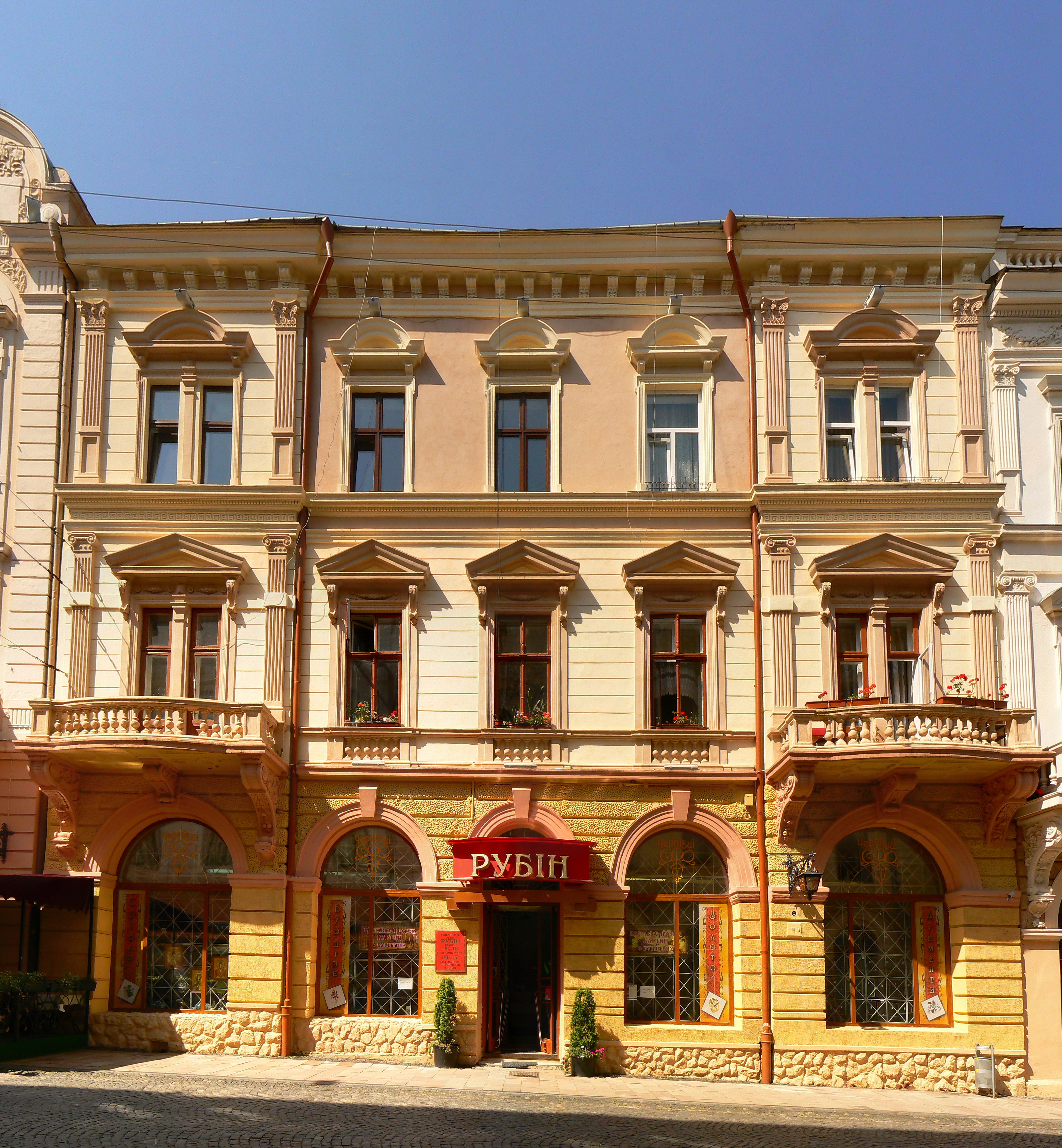
Будинок № 10 
Було зведено у другій половині XIX ст. За Австрії тут розміщувався магазин під назвою «Дім капелюхів» пана Леона Блюма-молодшого. Тут продавали головні убори всесвітньо відомої фірми «Крісті і К°». За цим будинком колись був великий двір, і там спорудили ще один будинок, під номером 10а. У одній з рекламних листівок за-значалось, що це відбулося 1902 року. Тут відкрили новий магазин «Дамські костюми» пана І. В. Ціммера. А поруч розмістився магазин, де продавали килими, його власником був Леон Віттнер.
1910 року в будинку № 10 відкрився магазин музичних інструментів, власником якого був Герман Шохер. 1914 року тут відкрили взуттєвий магазин, де продавали якісне взуття відомої фірми «Саламандра».
1926 року в цьому будинку розмістилась майстерня, власником якої був Генріх Вайсс, де вкривали позолотою різні металеві предмети. Поруч відкрили гастроном.
1928 року тут облаштувалась торгова фірма, що займалась продажем килимових виробів, власником якої був Макс Фалькман. У цій крамниці продавали також лінолеум, різні меблі та навіть хустки, плетені кошики та інші вироби лозоплетіння.
1932 року в будинку № 10 відкрився кондитерський магазин пана Кінсбрунера, де продавали дуже смачні цукерки. Мабуть, з мотивів конкуренції майже у той же самий час поряд, у будинку № 10-а відкрився ще один магазин з продажу солодощів, власником якого був пан Шенкільбах.
А за румунських часів у будинку № 10-а розміщувались перукарня і галантерейний магазин, друкарня та ресторан «Трансільванія».
Згодом будинки № 10 та 10-а об'єднали, і з того часу це вже один будинок — під номером 10. Наприкінці 1937 року будинок перепланували, кардинально змінивши фасад споруди і створивши новий дизайн для магазину ювелірних виробів. На першому поверсі обабіч входу встановили великі скляні вітрини. Вхідні двері, які були оформлені дерев'яними та металевими конструкціями, перенесли вглиб будинку приблизно на відстань одного метра. Внутрішні стіни приміщення, прилавки та столи оформили чорним деревом, а на скляних вітринах встановили підсвічування. Зовнішні двері були сконструйовані таким чином, що в них було зроблено своєрідну нішу, куди після закриття магазину ставили стілець для охоронця, який вартував тут усю ніч. Дорогий крам щоранку виставлявся на вітрини магазину, а увечері його забирали до надійного сховку.
У радянські часи магазин перейшов у власність держави, але зберіг свій профіль — і до сьогодні залишається ювелірним магазином (магазин «Рубін»). Його зовнішній вигляд з тих часів змінився — у 1958 році магазин перебудували і переоформили.
У другій частині будинку з входом з двору колись розміщувалось ательє з ремонту та пошиття одягу. Поруч у дворі була майстерня з виготовлення вікон та дверей. І в теперішній час тут працює майстерня побутових послуг.

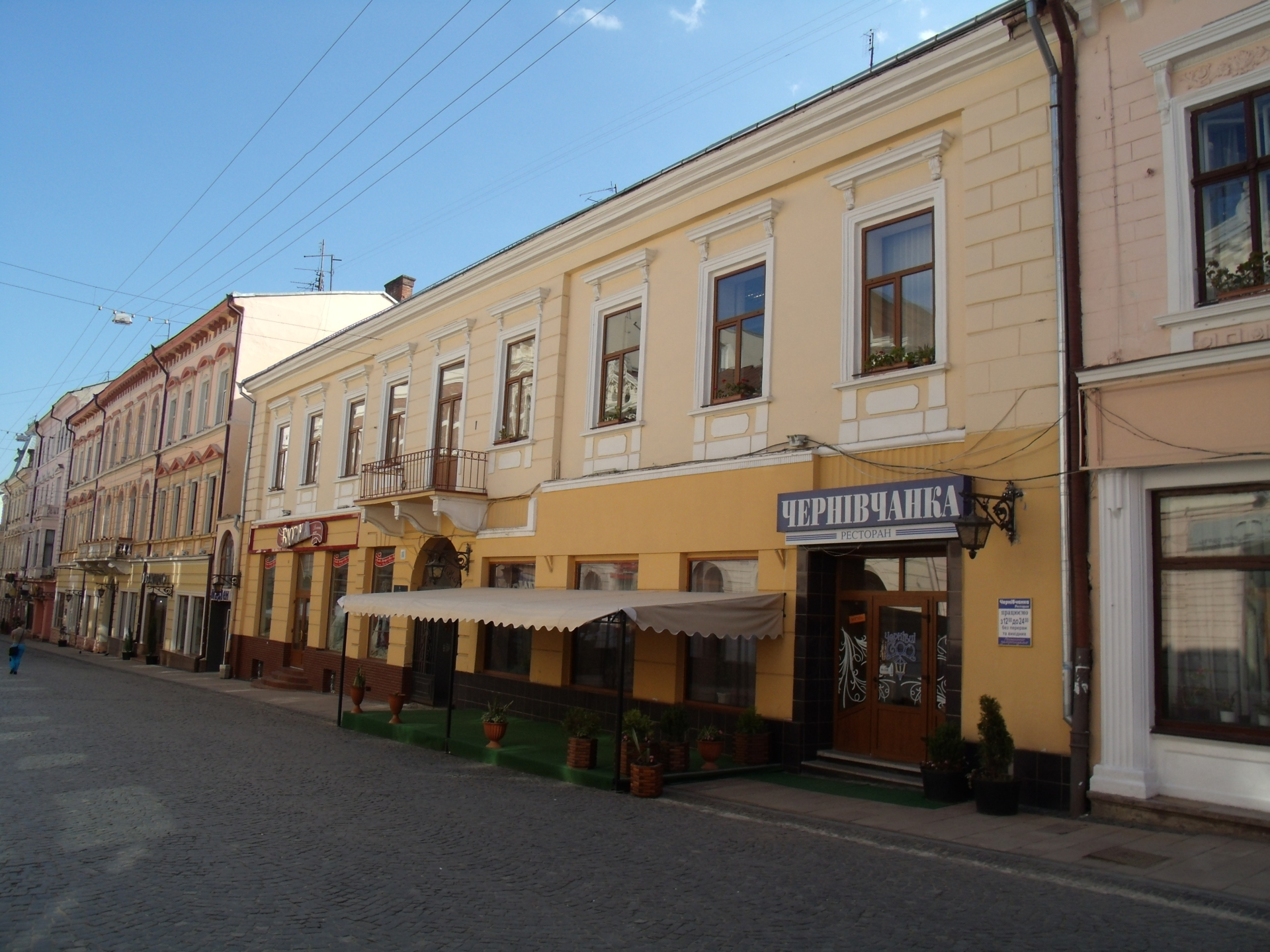
Будинок № 11 
споруджений за австрійських часів, 1887 року, на замовлення пана І.Мюллера. Насправді під цим номером значаться два будинки — малий і великий. Великий — це кам'яна двоповерхова споруда. На той час тут був Буковинський крайовий ринок-виставка, де відвідувачам пропонувався широкий асортимент різноманітних меблів, сувенірів та інших виробів дерев'яно-різьбярського ремесла, в тому числі й лозо-плетіння, виготовляли які майстри та учні Сторожинецького крайового училища та першої Буковинської громади, заснованої Тодором Іваницьким. Тут можна було придбати гарні легкі меблі, підставки для квітів, дорожні скриньки та валізки, плетені вази, а також дерев'яні інкрустовані пуделка для цигарок та біжутерію. На II поверсі представлялись найкращі зразки ткацької продукції, вишивки та інші мистецькі витвори буковинського народного промислу.
1902 року в цьому будинку облаштували магазин, де продавали пиво, власником якого був Є.Шнецер, а поряд — меблевий магазин пана Германа Феннера.
З 1905 року діяло ательє з пошиття одягу для заможних осіб, власником якого був Веніамін Штрайх.
За румунських часів в будинку розміщувались редакція газети «Альгемайне цайтунг», бюро з міжнародного туризму «Европа» та Інститут художньої графіки, літератури та мистецтва.
З 1926 року тут розмістилося видавництво та книгарня ім. Емінеску, де виготовляли також і штемпелі.
В іншому приміщенні будинку відкрили винний магазин румунської фірми «Мош Гіца», власниками якого були пан Сильвестр та І.Гетеа.
За свідченнями очевидців, з 1928 року в одній з квартир цього будинку проживав професор Чернівецького університету М. Гакман.
1929 року в будинку № 11 облаштувалось електротехнічне товариство «Марконі», власниками якого були Георгій Марко і Антон Завада, де ремонтували електричні двигуни та продавали різноманітні електричні прилади та електролампи.
А 1934 року тут розмістилась фірма «Лапене» — магазин побутової хімії, де можна було при-дбати різні засоби для дезинфекції та ароматизації приміщень.
1 січня 1937 року одне з приміщень будинку орендувало «Бюро публічного афішування», щось на зразок нинішніх рекламних аґентств.
1938 року відкрили квітковий магазин, де торгували також і овочами, розсадою та насінням різних городніх культур. Власником магазину був Д.Гнідевич.
У 1939 році перший поверх цього будинку було переплановано та переоформлено. За радянських часів тут відкрили салон-магазин, де торгували одягом та тканинами. Нині в будинку № 11 розміщується магазин весільного та вечірнього вбрання «Віоріка».
У малому (одноповерховому) будинку під № 11 за румунських часів продавали зельтерську воду. А за радянських часів тут відкрили магазинчик з продажу різноманітних напоїв на розлив — соків, води. Пізніше сюди перенесли громадський туалет, який до 1965 року розміщувався на Центральній площі. Згодом у цьому будинку добудували другий поверх. Тепер тут інтернет-кафе та туристична фірма «Круїз-2000».

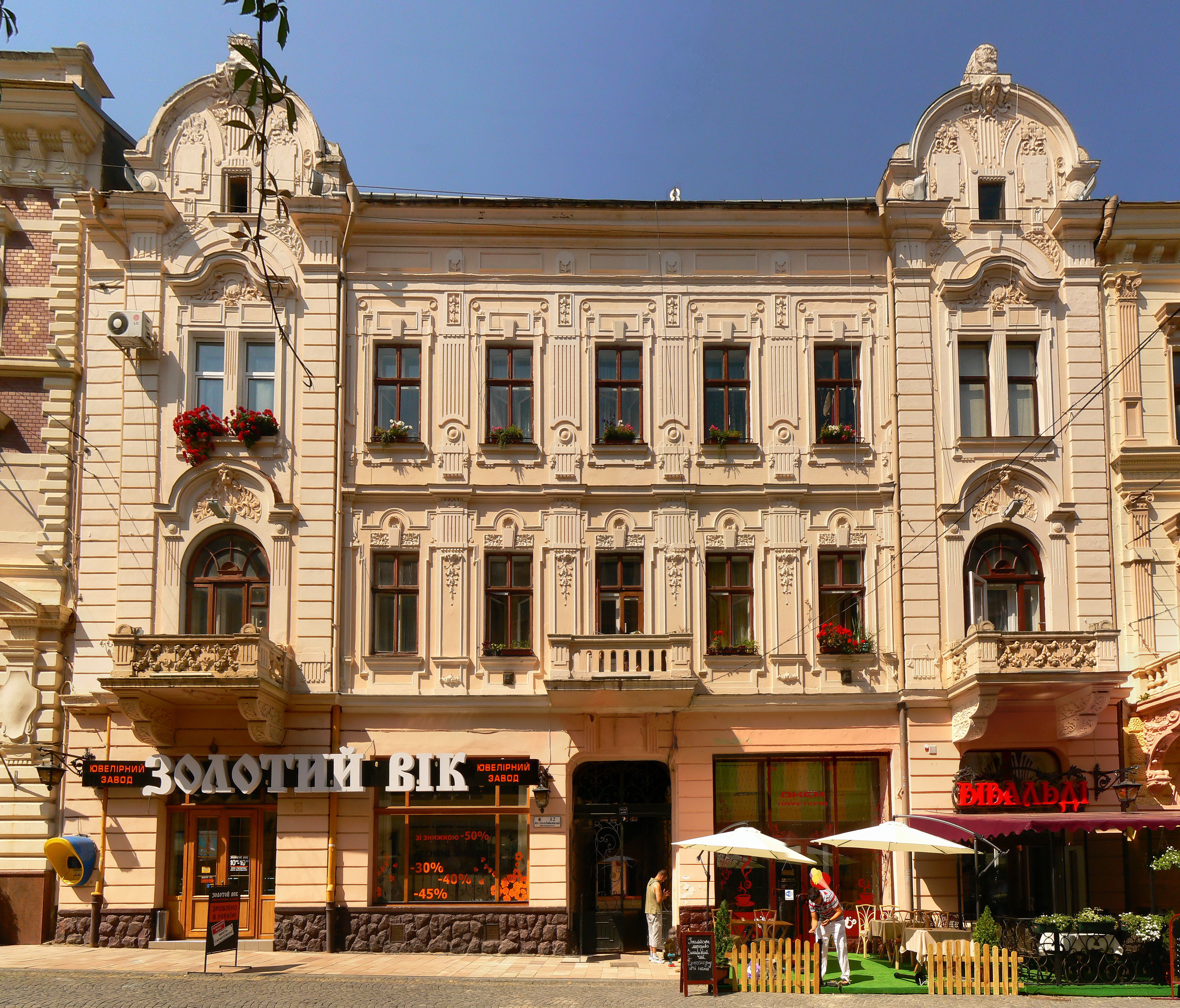
Будинок № 12 
зведено орієнтовно 1878 року (точних архівних документів стосовно цього не збереглося). За Австрії тут був магазин, де торгували виробами зі скла та порцеляни Красноїльської фабрики гутного скла, власником якого був пан Флемінгер.
1902 року це приміщення здали в оренду пану Моріцу Тухлеру, який відкрив тут чоловічу перукарню, що проіснувала тут до 1906 року.
В румунські часи облаштувалась закусочна спирттресту «Краус і Ко», магазин мод та з продажу радіоапаратури «Колумбія».
1925 року в буд.№ 10 та 12 п. Леон Блюм розмістив магазин спортивного та елеґантного одягу та взуття.
1926 року частину будинку винаймає пан Памула під винний магазин, у якому продавались різноманітні натуральні вина та лікери. Тут був окремий відділ з продажу настоянок з лікарських трав, а також насіння різних рослин. «Свій до свого!», «Товар тільки добірний. Ціна умірена» — такою була реклама цієї крамниці.
1930 року тут відкрили ресторан «Лукуліс» та продуктовий магазин, завідував яким пан Романович.
1939 року в будинку № 12 розмістилась філія банку «Гермес», а поруч — магазин промтоварів.
1940 року в одній частині будинку облаштували фотосалон, де завідувачем був пан Антошка — талановитий портретист, художник. Оформлення цього ательє було доволі вишуканим — дві великі скляні вітрини з обох боків гарно оздоблених вхідних дверей сполучені нагорі оригінальним декоративним обрамленням, прикрашеним овальними дзеркалами та вставками з богемського скла у металевій оправі. Внутрішній дизайн салону був надзвичайно гарним: стіни оформлені темним деревом, умеблювали приміщення віденськими меблями XIX ст. стилю «ампір», виготовленими з чорного мореного дуба, оздоблені інкрустацією, перламутром та прикрашені литвом позолоченої бронзи. Тут був стіл, шість стільців та диванчик. Особливий шарм приміщенню надавали великі (заввишки близько чотирьох метрів) дзеркала. Це було найкраще фотоательє у місті.
У невеличкому приміщенні поруч в той час розмістився магазин готового одягу та головних уборів.
За радянських часів фотоательє у цьому будинку так і залишилося, щоправда, дорогі меблі конфіскували, а декоративне обрамлення з дзеркалами знищили. Власник ательє, людина авторитетна і поважна, не зміг змиритись з такою наругою і виїхав до Німеччини. Частину меблів згодом вдалось віднайти, але все продали в Грузію. З усього, що там було, в місті залишилось тільки велике дзеркало, та й то лише завдяки тому, що його не вдалося транспортувати через великі габарити. Робітник, який хотів узяти його собі, потім продав за 60 карбованців, бо не зміг занести до свого помешкання.
З мансардою будинку № 12 пов'язана окрема історія. За Австрії тут оселилися повії. Якось трапився такий випадок: дві повії вбили поліцейського, який перешкоджав їхньому нічному промислу.
Будинок № 12 неодноразово перебудовували і переоформляли. Нині тут розміщується фотоательє фірми «Фокус».

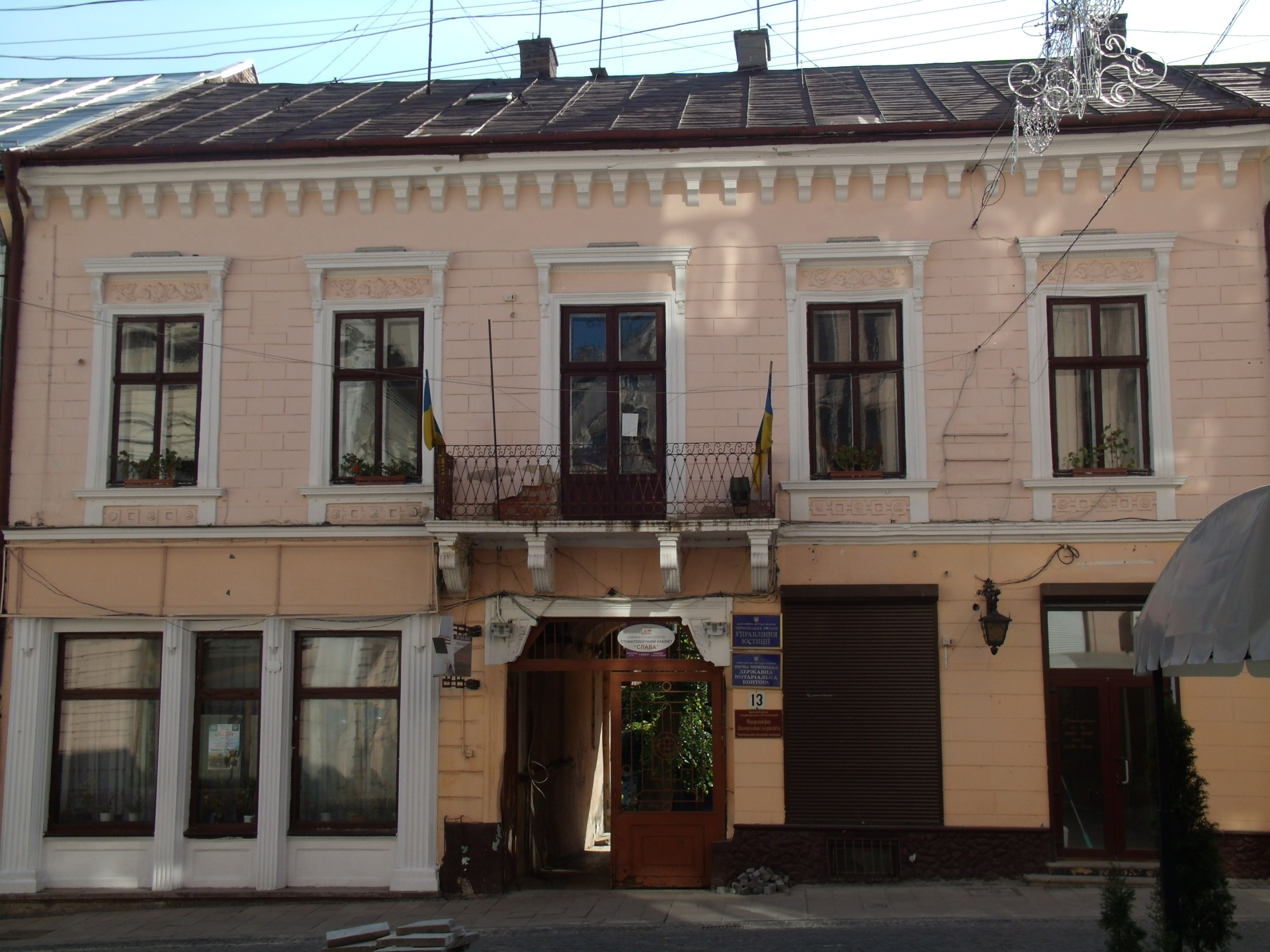
Будинок № 13 
зведено 1883 року на замовлення п. Лангенхана. За Австрії тут був магазин будівельних матеріалів та філія Галицького банку, а поруч розміщувалась друкарня. Банк продовжував діяти тут і за Румунії, в іншому приміщенні відкрилася крамниця під назвою «Аврора».
З 1925 року в цьому будинку розмістилася редакція «Чернівецько-німецької газети», а з 1928-го — редакція видання «Глобус». Того ж року сюди переїжджає фірма «Кара» — «Дім тисячі новинок», що 1934 року влаштувала показову виставку, на якій демонструвались новинки будівельних технологій, матеріалів та інструментів. 1935 року фірмою були представлені нововведення у галузі сільськогосподарського будівництва.
За радянських часів у дворі будинку № 13 розмістився відділ міліції Сталінського району міста. Упродовж наступного періоду тут відкривались інші організації та крамниці: магазини «Соки-води» та «Буковинка», перша державна нотаріальна контора, організація Українського національного Фонду взаєморозуміння та примирення та стоматологічний кабінет.
Будинок № 14 Історичних даних про дату його спорудження не збереглося. Зовнішній архітектурний вигляд загалом особливих змін не зазнав, окрім першого поверху, який неодноразово перебудовувався. А внутрішнє оформлення суттєво змінилось порівняно з первісним виглядом.

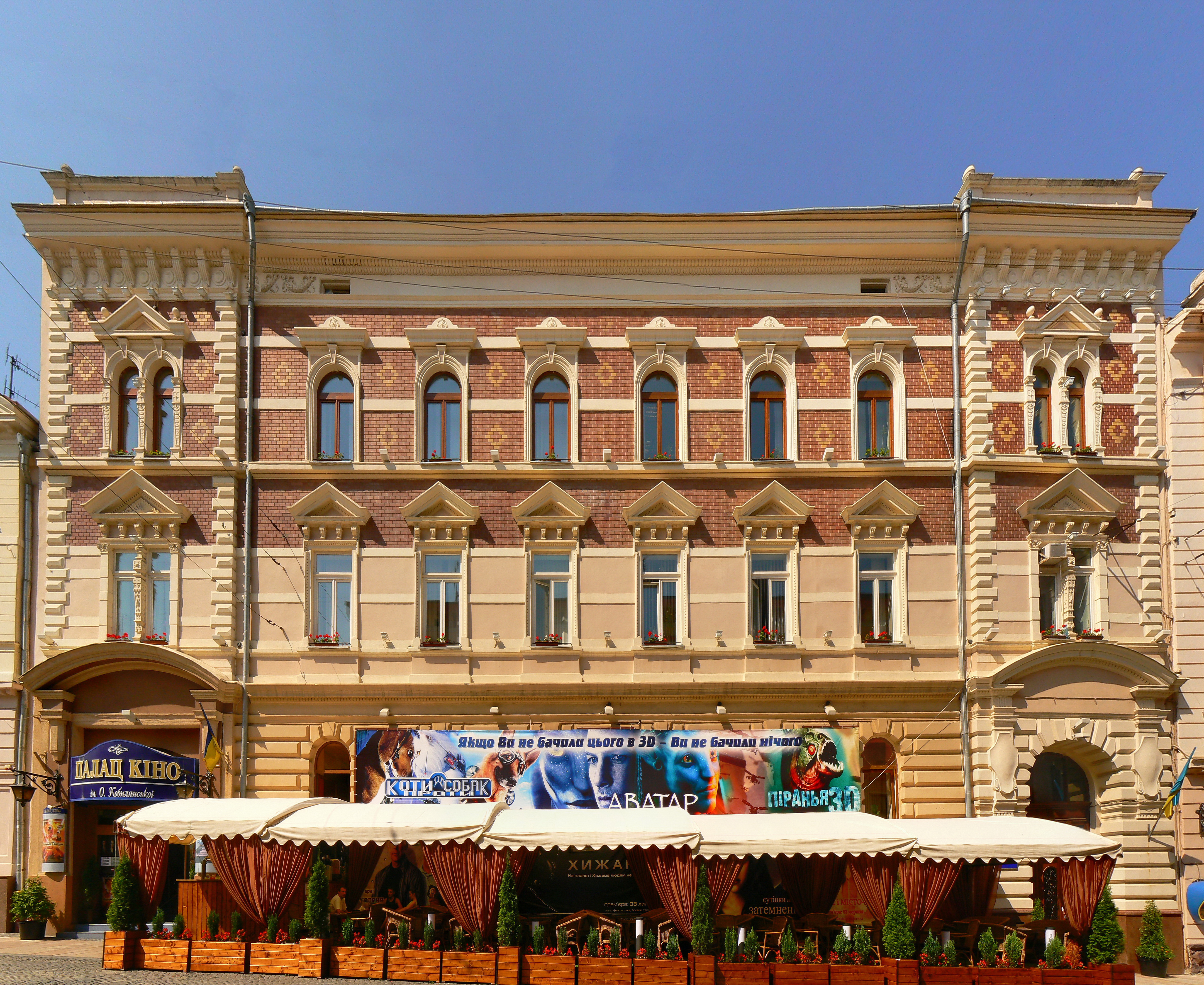
Будинок № 14

За Австрії в цьому будинку розміщувалось ґенеральне Буковинське аґентство з видачі віз до інших країн Європи та світу. У внутрішній частині споруди працював салон з продажу різноманітних модних головних уборів. Цей салон називали «Французьким».
За Румунії в будинку № 14 відкрили кінотеатр, під назвою «Регал».
З 1922 по 1928 р.р. тут облаштували аптеку «Санітар», де можна було придбати найрізноманітніші ліки вітчизняних та закордонних фармацевтів.
1926 року в одному з приміщень будинку розмістилась велика крамниця з продажу фарб, лаків, різних хімічних препаратів та приладдя для фотографії, а також вишуканих парфумів німецьких та французьких виробників.
1927 року в будинку № 14 розмістився регіональний банк, який до 1935 року став доволі успішним, і ця фінансова установа уже користувалась неабиякою популярністю та довірою серед ділових людей та мала стабільну клієнтуру. Будь-які фінансові операції тут здійснювались швидко та надійно, тут відкривала депозитні рахунки значна кількість клієнтів.
В одному з приміщень будинку № 14 1936 року розмістилась філія румунської фірми «Енглергас», що займалась продажем деревообробних інструментів та виробів з деревини.
1954 року тут відкрили кінотеатр ім. О.Кобилянської, який упродовж тривалого періоду був доволі популярним серед чернівчан та гостей міста. Після реконструкції та переобладнання приміщення влаштували кінопалац.
У погребі споруди за радянських часів було випадково знайдено 5 великих сейфів. Згодом погріб перебудували, зробили ремонт та обладнали під кімнату для паління.
Дах центрального залу кінотеатру був скляним, очевидно, для денного освітлення приміщення. Це свідчить про те, що будинок був споруджений задовго до винайдення електричного освітлення. Колись у дворі будинку № 14 було багато дерев та іншої зелені, а згодом їх вирубали і влаштували тут літній зал кінотеатру.
По лівий бік від центрального входу в напівпідвальному приміщенні колись мешкала велика родина Ісарів. Вони оселилися тут давно, і працювали в цьому будинку за Австрії, за Румунії та навіть після приходу радянської влади. Молодший син Сидір Миколайович тривалий час працював у кінотеатрі головним кіномеханіком.
Зараз у цьому приміщенні — Господарський суд Чернівецької області
.

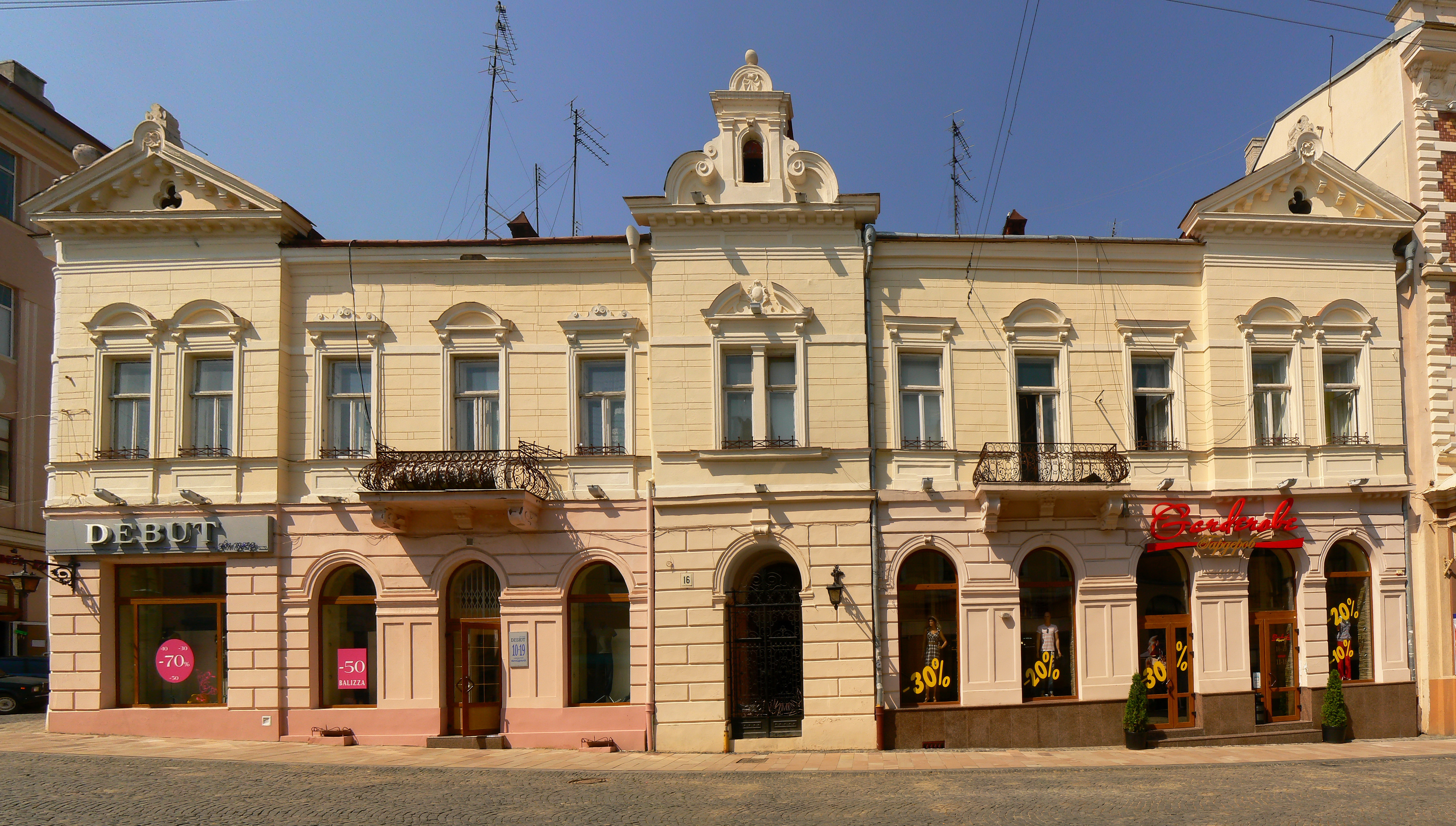
Будинок № 16 
добре зберігся порівняно з іншими чернівецькими будинками-ровесниками, зведеними у другій половині XIX ст.
Колись раніше на місці, де зараз розташований будинок № 16, на розі двох вулиць був невеличкий, але доволі затишний скверик для відпочинку. Достовірних історичних свідчень про дату спорудження будинку обмаль.

Як свідчить одна з рекламних листівок початку століття, 1902 року на першому поверсі будинку розміщувалось фотоательє пана Й.Кржановського. 1910 року, як вдалось з'ясувати з пізніших джерел, тут відкрили магазин, у якому продавались швейні машинки відомої фірми «Зінгер». 1913 року приміщення орендує аґентство «Гамбург-Америка-лінія». Немає, на жаль, даних про період першої світової війни, і наступне свідчення стосується уже 1922 року. У той час тут розмістилася філія Промислового банку Румунії. 1923 року в цьому ж будинку було відкрито майстерню з ремонту швейних машин, а 1930 року в дворі будинку № 16 заснували гінекологічну поліклініку санаторного типу.

При вході в будинок можна побачити гарну ковану залізну решітку, яка збереглась з минулих часів. На підлозі фоє колись був мозаїчний медальйон, де вказувалась дата зведення будинку. На жаль, він був знищений вандалами. Обабіч проходу в стінах розміщені ніші, які зараз порожні, а колись у них були гарні античні вази з білого мармуру, оформлені вишуканим орнаментом. Згодом вони були викрадені.
Далі на бокових стінах розміщені пілястри, на яких у давні часи, коли в місті ще не було електрики, стояли гарні бронзові литі канделябри для воскових свічок — так тоді освітлювався вхід у будинок. А неподалік на кожній із стін коридору були великі дзеркала, щоб відвідувачі могли побачити себе з обох боків. У кінці коридору на сходовій клітині першого поверху колись була мармурова скульптура — напівоголена жіноча фіґура, яка тримала на голові вазу для квітів. До речі, вазу можна було знімати, щоб помити. І перед цією скульптурою у простінку колись був гарний великий канделябр для свічок. До нашого часу все це не збереглось.
Коли підніматись на другий поверх, у стіні під'їзду бачимо два овальні вікна, з яких видно двір. Колись у них на підставках стояли гасові лампи, які освітлювали у темну пору двір, а водночас і сходи під'їзду. На перилах також збереглись виступи, на яких колись розміщувались бронзові позолочені канделябри. На стелі відкриваються погляду художні розписи з вишуканим орнаментом, що належать до стилю ампір, і які збереглись до нашого часу.

Нині на першому поверсі будинку розміщується магазин одягу «Дебют».
Будинок № 18 зведено також приблизно у другій половині XIX ст., точну дату встановити не вдалося. 

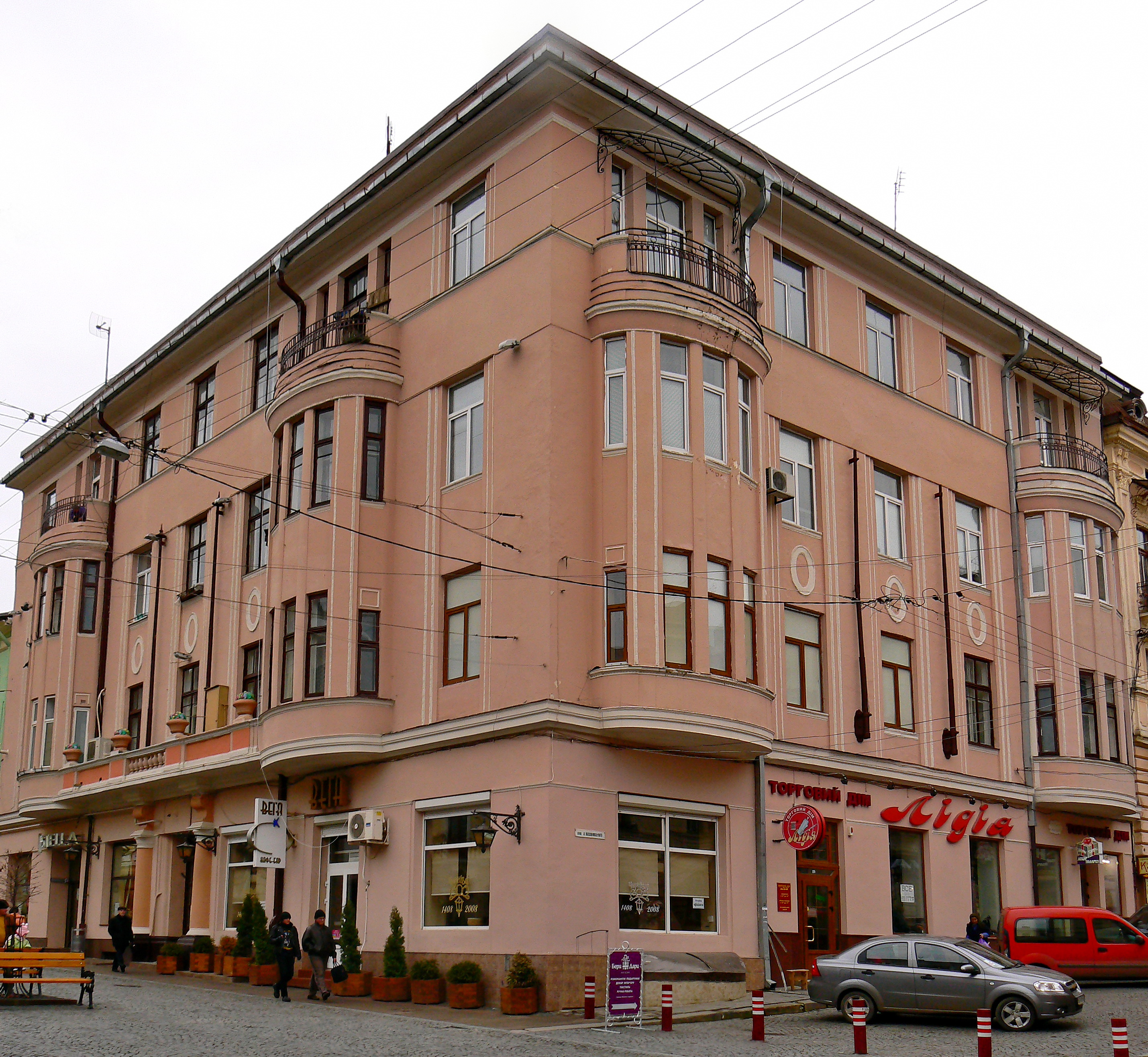
Будинок № 18

Це була доволі гарна будівля, розташована на розі двох вулиць. Як і більшість чернівецьких будинків, архітектуру цієї споруди не можна зарахувати до якогось одного стилю — тут також застосована еклектика — гармонійне поєднання елементів різних стилів.

Даних стосовно того, що розміщувалось у будинку в давні часи, майже немає, а перше свідчення з рекламних листівок стосується 1900 року. Тоді тут розмістилась слюсарна майстерня пана Ф.Топольського. 1910 року в приміщенні будинку відкрили філію чеського банку «Богемія», філії якого діяли у багатьох містах Європи — у Кракові, Бонні, Відні та Львові. Відкриття філії цього банку в Чернівцях було свідченням того, що місто мало на той час імідж розвинутого європейського міста.

1913 року в будинку № 18 відкрилась ще одна філія чеського банку — «Мармарош», капітал якого становив 1000000 лей. Рекламна листівка цього банку за 1930 рік повідомляє, що капітал банку на той час становив уже 458000000 лей.

Пізніше у будинку відкрилась книгарня з продажу німецької літератури. Поруч розмістився магазин з продажу радіоапаратури, електроприладів та спортивних товарів.

Після першої світової війни зустрічаються згадки вже про 1925 рік — у той час в будинку відкрилась «Перша віденська спеціяльна майстерня для модерного вставлення зубів. Дантист — Вено Гайшиль — навчався у Відні».

1932 року тут розміщується меблевий магазин пана Френделя. З 1938-го — фотосалон п. Ріхтера, філія львівського фотоательє.
1941 року будинок № 18 було спалено. За однією з версій це зробили радянські сапери. Все, що вціліло, розграбували, обгородили це місце високим парканом з дощок, і тут утворився смітник. Щоб трохи відвернути увагу городян від потворного вигляду цього місця, на паркані вивішували театральні та філармонійні афіші, а також оголошення про фільми, які мали демонструватися у п'яти міських кінотеатрах. У такому стані будинок, якщо можна так назвати те, що від нього залишилось, перебував доволі тривалий час. Аж поки його не передали залізничному управлінню під гуртожиток. Оскільки начальнику будівельного управління дісталась квартира на четвертому поверсі, він зажадав встановлення в цьому будинку ліфту. Отож, тепер у Чернівцях оригінальне творіння — чотириповерховий будинок з ліфтом. За попередньою домовленістю, після відбудови перший поверх будинку передали у розпорядження міської влади і згодом тут відкрили універмаг. У цьому торговельному закладі діяли чотири відділи: готового одягу, культтоварів, галантерейний та з продажу тканин. Завідував магазином пан Хусід.

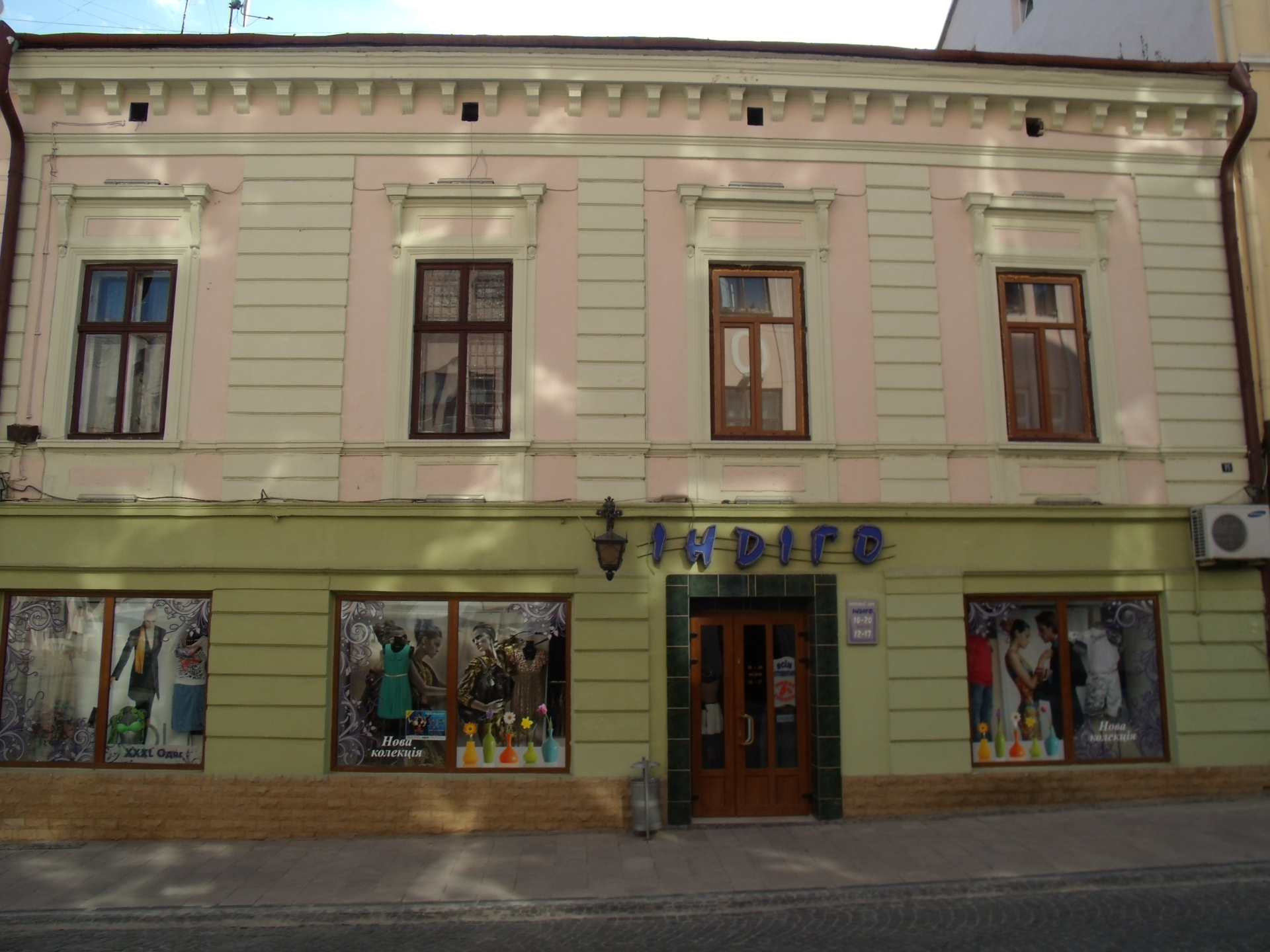
Будинок № 15 
 споруджено у другій половині XIX ст. Ні точна дата зведення будинку, ні дані про його історію австрійських часів невідомі. Існують відомості про період після Першої світової війни. Зокрема про те, що 1923 року в цьому будинку розміщувалось фотоательє пана Ерліха. Салон закликав клієнтів рекламною вивіскою «Фотографуйтеся на фотографію». 1926 року її видозмінили: «Бажаєте мати удалий фотознімок — звертайтеся до нашого відомого фотографа пана Ерліха».

1935 року в приміщенні будинку № 15 відкрили свою індустрію з виготовлення дерев'яних виробів брати Адлерсберги.

З 1936 року тут розміщується майстерня з пошиття чоловічих головних уборів: «Шиємо кучми і лешетарські шапки. Виготовляє доміри спеціаліст Макс Станіславчікер».

За Румунії в будинку № 15 діяв магазин електро- та радіоапаратури, згодом тут відкрили бакалію, де продавали консервовані та свіжі соки на розлив і мінеральні води.

Нині у будинку № 15 розміщується крамниця одягу «Індіго».

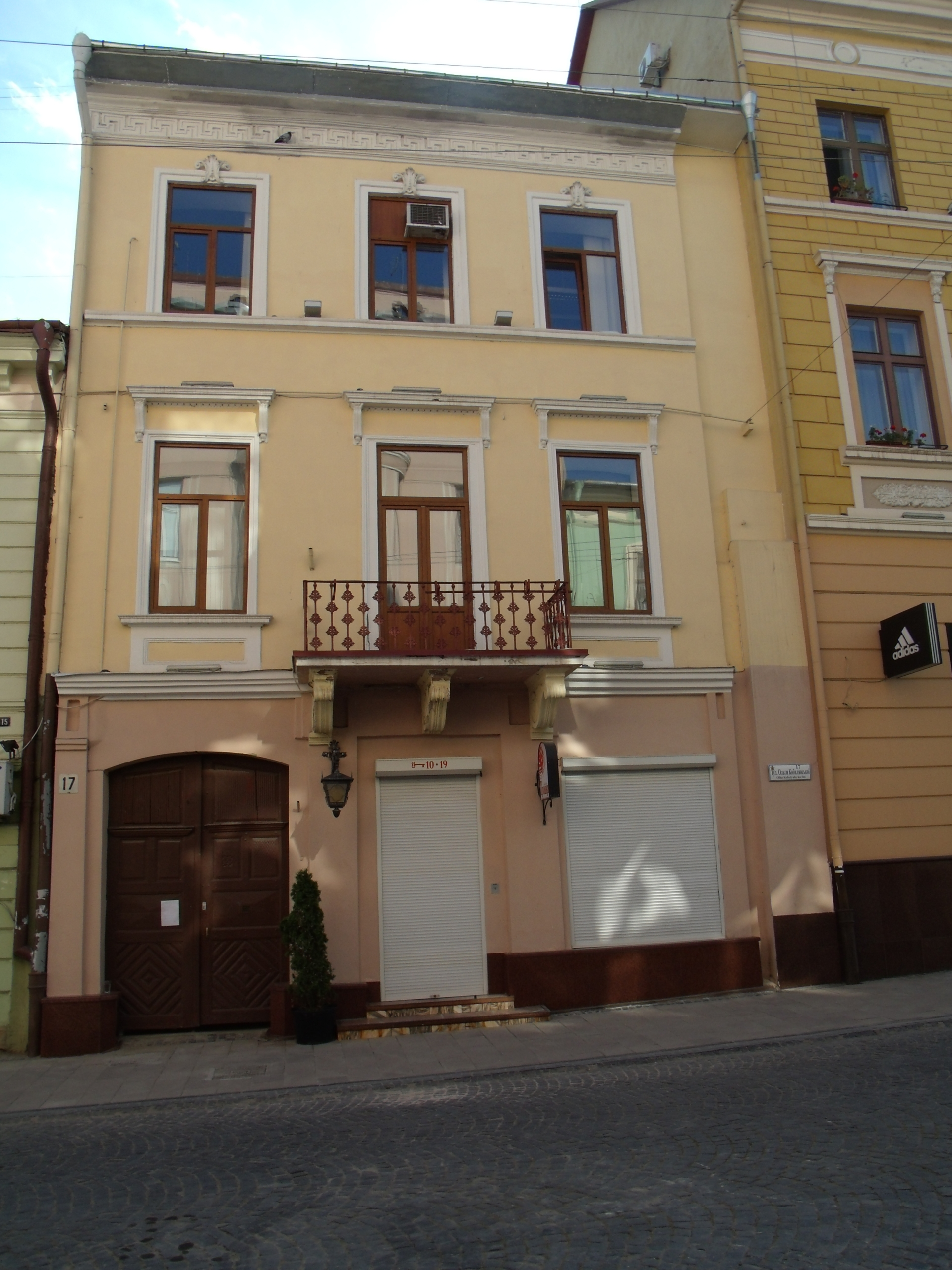
Будинок № 17 
 Відомостей про його минуле австрійських часів поки немає. А за румунських часів, як свідчать тогочасні рекламні листівки, тут була крамниця з продажу шерстяних килимів, згодом — магазин, де можна було придбати якісні сорти «кави і какави».
Пізніше тут відкрили галантерейний магазин, у якому продавали найрізноманітніші парфумерні вироби. Особливу популярність упродовж тривалого часу мали дамські парфуми «Красная Москва» і саме тут їх можна було колись придбати.
На сьогоднішній день крамниця зберегла свій профіль — нині тут розміщується добре магазин «Троянда».

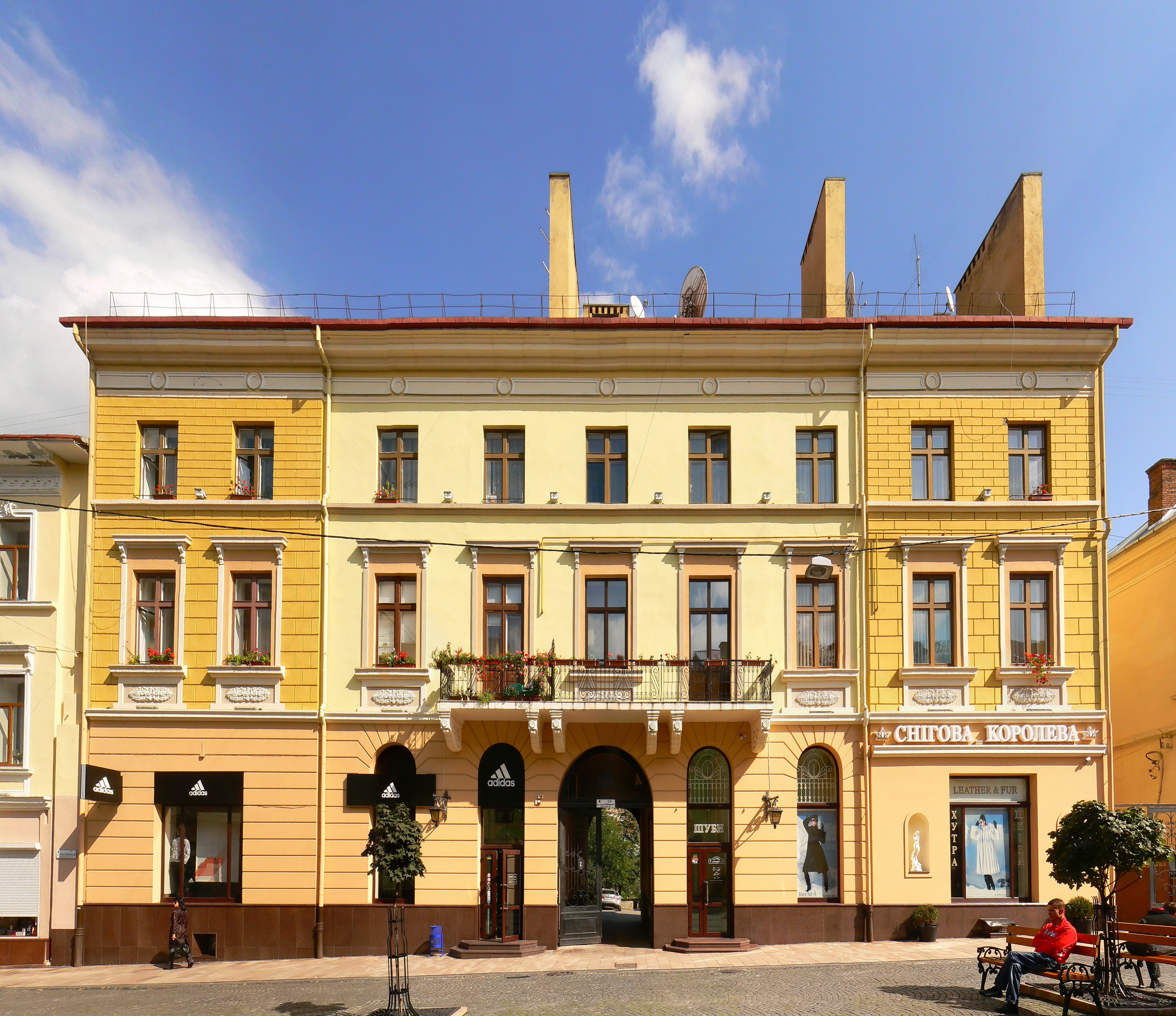
Будинок № 19 
 завалився 22 червня 2002 року. Зараз його вже відбудовано, але архітектура нинішньої споруди дуже далека від первісної. Він вже не є пам'яткою минулого століття. 

А історія будинку на місці якого тепер височіє новозбудована споруда, розпочалася 1869 року — саме тоді його побудовано за проектом архітектора Шрутека. За Австрії тривалий період тут розміщувався електротехнічний склад пана Д.Зайдлера, а поруч — редакція однієї з газет. З 1919 року в цьому будинку облаштувалась Генеральна інспекція державної політики, а 1925-го відкрили магазин модного чоловічого одягу, власником якого був п. Кобусевич.

1934 року тут відкрився магазин автозапчастин та різних механізмів пана Леопольда Мересха, де можна було отримати кваліфіковані консультації з експлуатації та ремонту як легкових, так і вантажних автомобілів. Продавались двигуни до різних машин та деталі до них, помпи, запчастини до парових млинів, шестерні та інше. В окремій секції торгували різноманітними магнітними приладами.

За радянських часів будинок передали у розпорядження «Продторгу». Спочатку в одному з приміщень відкрили гастроном, а в другому — магазин з продажу хлібобулочних та молочних виробів. А згодом почались численні перебудови приміщень будинку, які навряд чи можна вважати виправданими. Врешті фасад був цілковито перероблений і будинок остаточно втратив своє первісне обличчя.
Гастроном, який тут розмістився, довгий час був одним з найпопулярніших закладів торгівлі продуктами харчування центральної частини міста. У шістдесяті роки минулого століття, коли стала популярною космічна символіка у зв'язку з польотом у космос Юрія Гагаріна, гастроному дали назву «Супутник». Проте поступово діяльність магазину почала занепадати й він втратив колишню популярність серед чернівчан, а асортимент продуктів зовсім збіднів.

Будинок № 20 Його архітектура порівняно з іншими будівлями, розташованими по вул. О.Кобилянської, доволі проста, без застосування особливо вишуканих елементів.

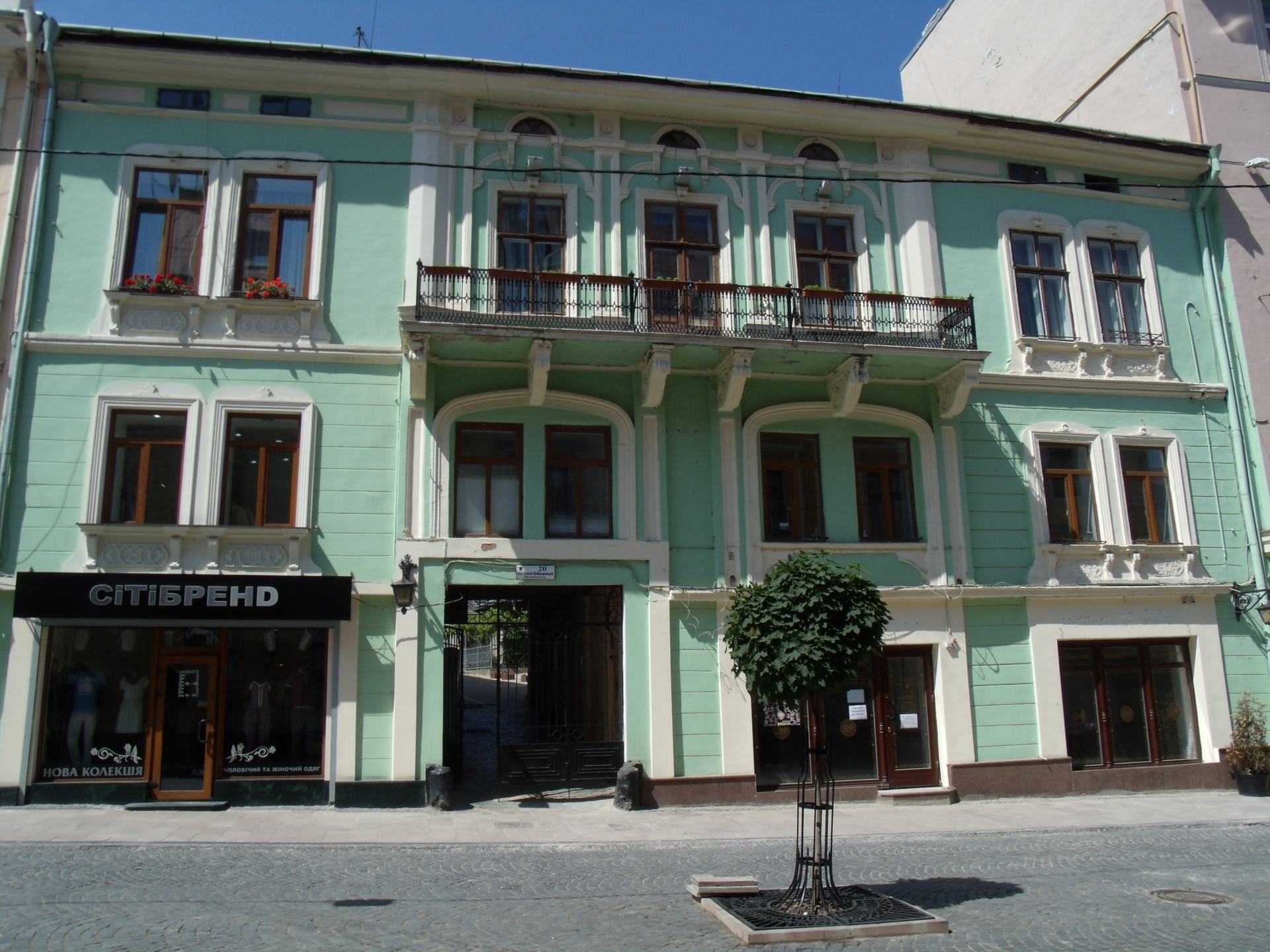
Будинок № 20

 Найвизначніша окраса споруди — доволі широкий балкон, обрамлений гарною решіткою металевого литва, виготовленою у стилі ампір. Цей будинок був однією з перших будівель на цій вулиці, зведеною у другій половині XIX ст.
Орієнтовно 1902 року тут був магазин з продажу нафти, власником якого був Хайм Розеншток. Широкий заїзд у двір свідчить про те, що колись сюди, мабуть, заїжджали фаетони. Тесані кам'яні східці під'їзду виготовлені буковинськими майстрами з села Василів.
Двір, що має видовжену форму, зусібіч оточений найрізноманітнішими самовільними добудовами сучасних мешканців квартир та власників помешкань будинку. Через це тепер складно встановити первісний вигляд двору, а колись тут, за свідченнями старожилів, був невеличкий скверик, в якому розміщувалось затишна кав'ярня, що діяла у теплу пору року — з весни до пізньої осені. Такі кав'ярні були колись у багатьох дворах Панської вулиці.

За радянської влади на другому поверсі будинку розмістилося ательє мод — індпошив одягу. На першому ж поверсі був магазин жіночих капелюшків.

Нині тут розміщується новий сучасний магазин вишуканих дорогих парфумів «Брокард» та перукарський салон «5 елемент», а у дворі — аптека та офіс «Бізнес-центру».
Будинок № 21
 — двоповерхова споруда, зведена у другій половині XIX ст. Відомо, що власником будови був А.Бергер. У дворі колись був невеличкий садочок з клумбами. Певний час тут була конюшня та приміщення для карети. У цьому дворі є ще один невеличкий будинок, ймовірно, він був призначений для слуг.

Загалом будинок непогано зберігся і його первісний вигляд майже не змінився, адже зовні його майже не перебудовували. Великі гарні вхідні двері виготовлені з натурального дерева ще майстрами тих часів. Другий поверх прикрашає кований металевий балкон, а над балконом, під самим дахом — вишукані архітектурні елементи, подібних яким немає на жодному з будинків цієї вулиці.
Цей будинок, скоріше за все, був суто житлового призначення, адже не збереглось жодної рекламної листівки про розміщення тут будь-якої крамниці чи підприємства.

За радянських часів у будинку № 21 розмістили архів, а у дворі — фотолабораторію та помешкання для охоронців архіву. Директором архіву був п. Тюков.

Нині тут розміщується дитсадок № 7.
Будинок № 22 належить до найстаріших споруд на цій вулиці. Фасад другого поверху прикрашає довгий балкон, обрамлений литою металевою решіткою з орнаментом.

У дворі колись була конюшня та місце для карети. 

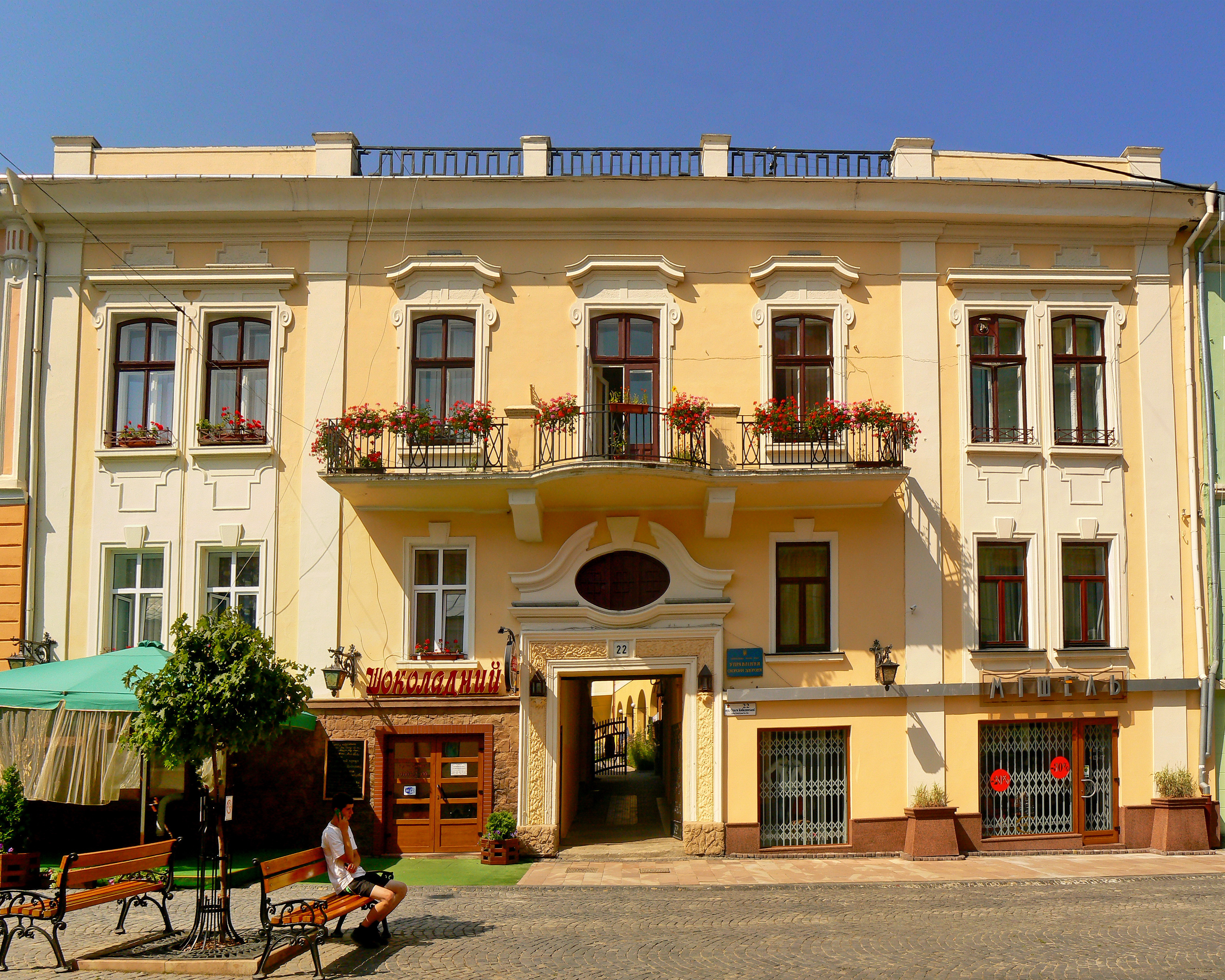
Будинок № 22

Перший власник будинку був добрим господарем і гарно облаштував двір. Колись тут була велика кругла клумба, хоча окремі старожили стверджують, що то був фонтан. Був і гарний садочок, з якого тепер залишилось тільки одне старе вишневе дерево. До наших днів збереглась добротна мурована кам'яна криниця, розташована у дворі, якою мешканці цього та сусідніх будинків користувались ще до недавнього часу. Тепер вода у ній стала непридатною для споживання через те, що у одного з мешканців будинку прорвало каналізаційну трубу і нечистоти забруднили криничну воду. 

Здавна зберігся вуличний ліхтар ще австрійських часів, розташований при вході у двір будинку, який освітлював двір та частину вулиці у вечірню та нічну пору за допомогою масляного гніту.

За свідченням однієї з тогочасних рекламних листівок, в 1919 році тут розміщувалася філія французько-румунського комерційно-індустріального банку. Статутний капітал цієї фінансової установи становив 120 000 000 левів, а резервний фонд — 15 000 000 . Цей банк мав 16 філій у різних державах. Керував чернівецькою філією Давид Лейб Крафт — спадкоємець великого промислового підприємства парових млинів.

За Румунії в будинку № 22 відкрили магазин хутряних виробів, потім тут розмістили крамницю з продажу квітів, поруч — молочний магазин.
1923 року, за свідченням рекламної листівки, тут була друкарня «Лучаферул».

З 1926 року в будинку розмістилась фірма «Рариц», що займалась продажем різноманітних виробів з дерева, а 1932-го року тут відкрили магазин «Джульєтта».

1934 року приміщення передано управлінню з промислового підприємництва, пов'язаному з паровими млинами, яким керували Давид Лайб Крафт та п. Ербен.

1937 року в будинку № 22 розмістилось Буковинське управління водними ресурсами.

За радянських часів тут облаштували кафе-морозиво, а поруч — майстерню з виготовлення ґудзиків та іншої швацької фур-нітури.
Нині у будинку № 22 розміщується обласне управління з охорони здоров'я (з входом з двору) та популярний серед чернівчан та гостей міста бар «Шоколадний».

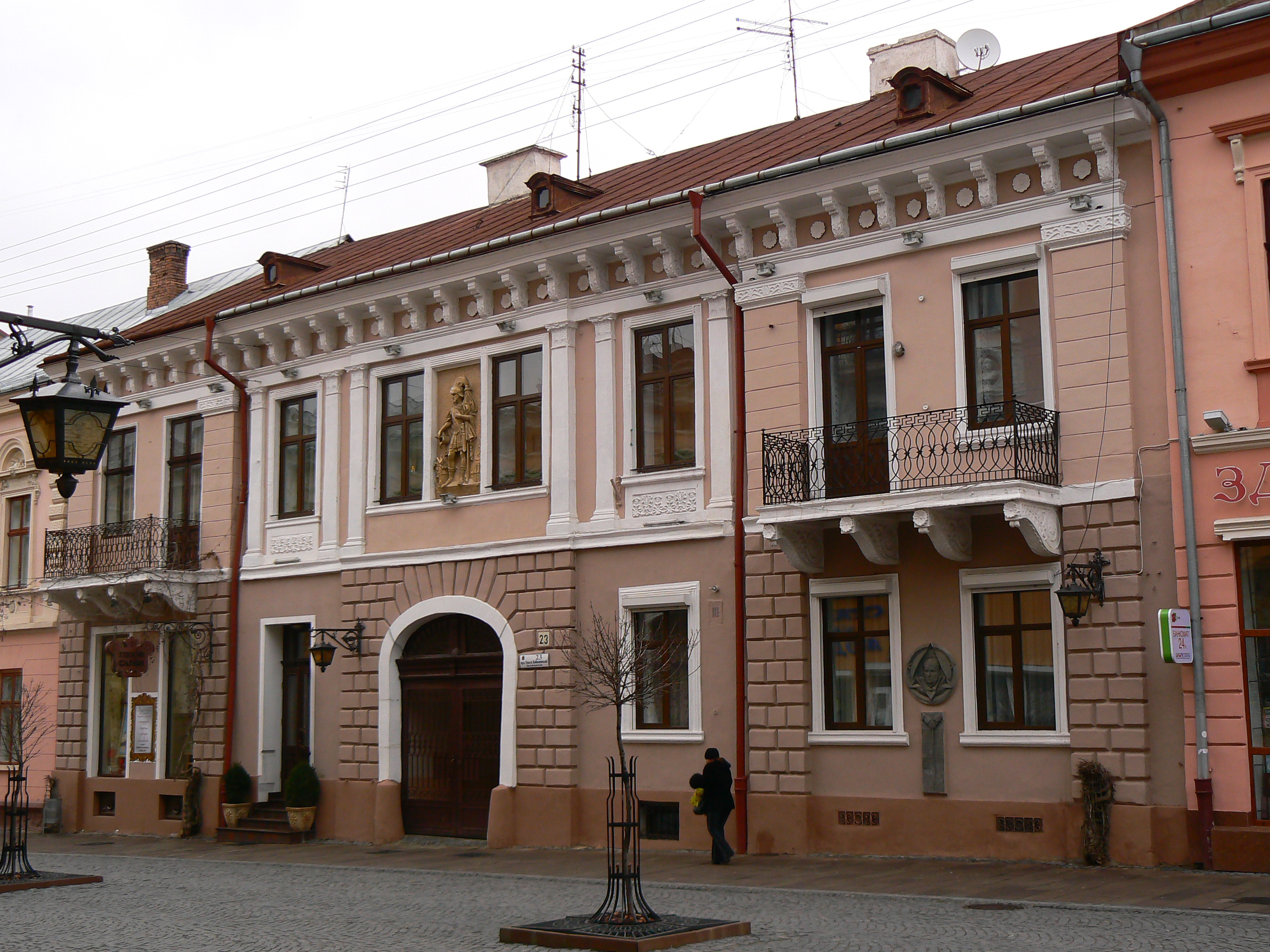
Будинок № 23
 — двоповерховій споруда, зведена, судячи з зовнішнього оформлення та інших ознак, також у другій половині XIX ст. Фасад другого поверху зберігся майже без змін, а ось перший поверх перебудовували неодноразово. Зовнішнє оформлення особливо не перевантажене архітектурними елементами і тут, як і в багатьох інших чернівецьких будинках, застосована еклектика, тобто поєднання різних стилів.

На другому поверсі пропорційно розміщені два балкони з кованою решіткою ручної роботи. Скульптурна композиція із зображенням середньовічного лицаря, який гасить пожежу, вдало доповнює загальний архітектурний вигляд будинку. Вона міститься на стіні між двома вікнами другого поверху. Колись це був герб чернівецьких пожежників. І це не випадково, адже раніше в цьому будинку була пожежна контора.

Центральна фіґура композиції — святий Флоріан, образ, що символізує захист від вогню, який у католиків користується неабиякою пошаною.
Територія, де облаштувалися пожежники, утримувалася в охайності та порядку. У глибині двору завжди стояла напоготові підвода, запряжена кіньми. У ній було дев'ять місць для пожежників та велика дерев'яна бочка з водою. Керував підводою фірман, а біля нього було місце для бригадира команди. Щойно надходило повідомлення про пожежу, підвода одразу виїжджала на місце пригоди, за нею негайно вирушала друга. Попереду підводи біг чоловік із дзвіночком в руках, сповіщаючи всім, щоб негайно звільнили проїзд для пожежної бригади. Обабіч підводи бігло по три пожежники у спецодязі, трималися вони за шкіряні петлі, прикріплені до цього візка.
Цей будинок з самого початку будувався спеціально для міських пожежників.

Згідно зі свідченнями рекламних листівок, частину першого поверху будинку колись здавали в оренду під магазини. Зокрема, одним з перших його винаймав Леон Блюм, який відкрив тут 1906 року склеп (так колись називали магазини, крім того, вони ще йменувалися кам'яницями) з продажу електротоварів, а згодом поруч влаштував ще й магазин елеґантного одягу.

Після того, як пожежна контора перебралася на вул. Лесі Українки, мешканці будинку переобладнали двір, понасаджували дерев та квітів. Колись у цьому дворі теж була криниця, але після того, як вода стала непридатною для споживання, її засипали.
У 1939—1940 рр.- в цьому будинку знаходилась юридична контора адвоката, віце-мера Чернівців Гжегожа Шимановича, в якому він жив, разом із дружиною та сином.
За радянської влади одну з кімнат на першому поверсі віддали у підпорядкування міському універмагу, і тут обладнали магазин тканин. А згодом її передали чернівецьким художнім майстерням, і тут влаштували магазин з продажу картин, сувенірів та інших мистецьких витворів, який зберігся й до сьогодні. Це — «Художній салон».

Вхідні двері, які розміщувались по правий бік від входу, було замуровано, а приміщення першого поверху передано обласній міліції. Тоді тут влаштували кімнату для виконання покарань. Поряд було також бюро пропусків.

У будинку № 23 з 1961 по 1981 р. жив видатний єврейський письменник Мойсей Альтман, а також знана єврейська художниця Ірма Розеншток.

Будинок № 24 — доволі стара двоповерхова будівля другої половини XIX ст. , яка будь-якими особливостями не вирізняється. 

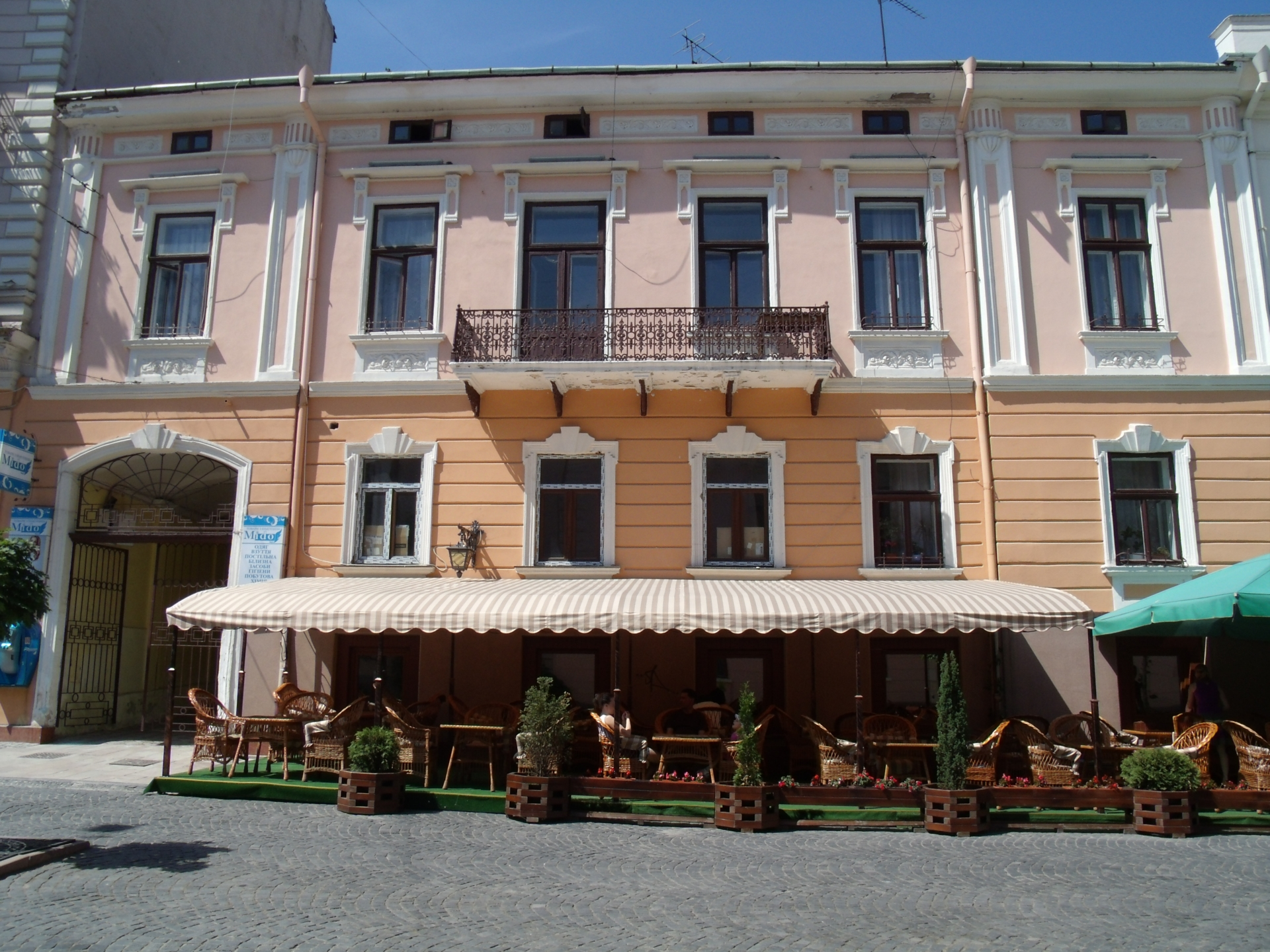
Будинок № 24

Це звичайний житловий будинок, доволі простий за зовнішнім виглядом та з архітектурної точки зору. Очевидно, він завжди мав житлове призначення, й нині тут розташовані квартири мешканців міста.

Будинок № 25 також зведений у другій половині XIX ст. 

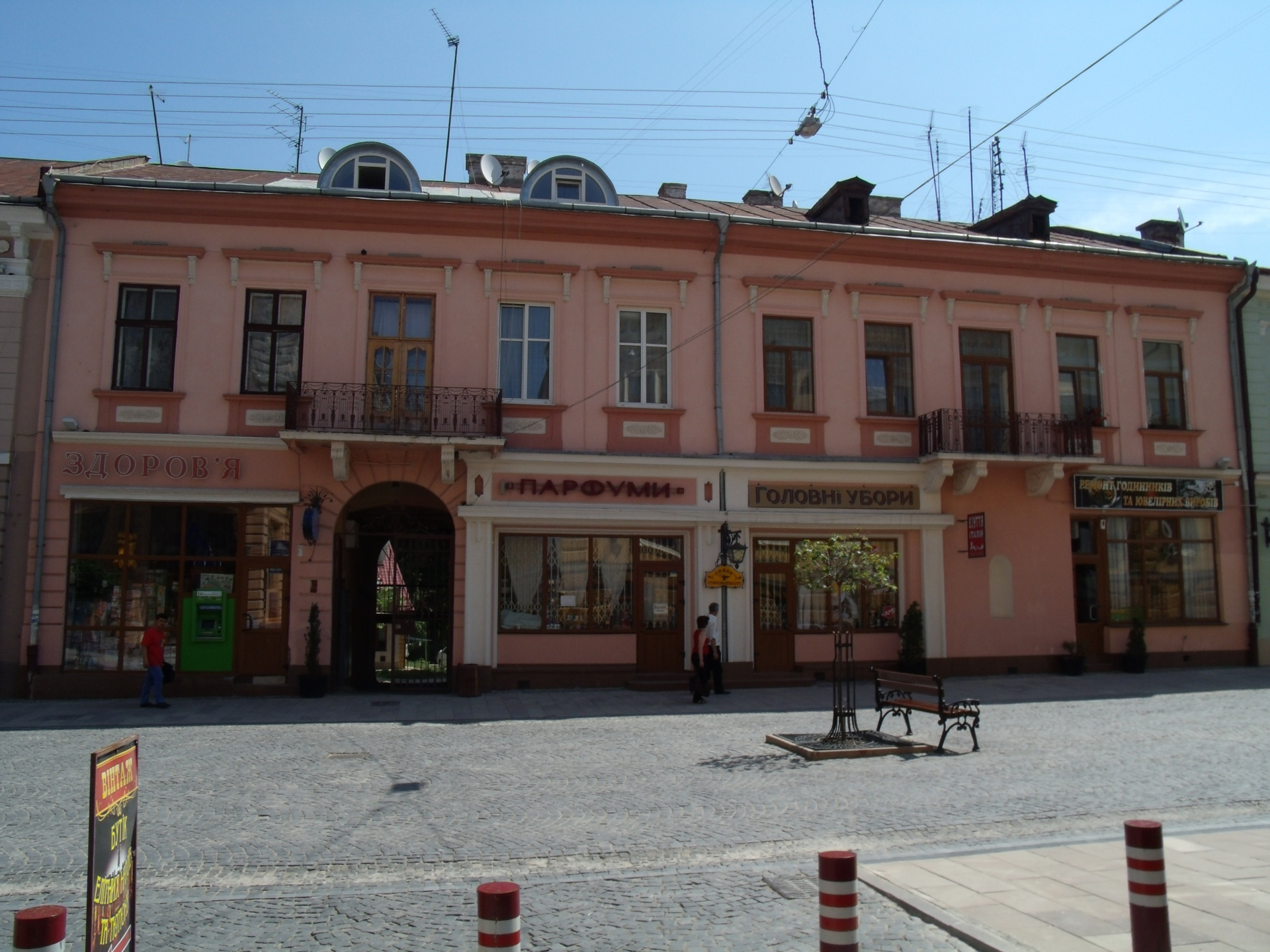
Будинок № 25

Архітектура його доволі проста. Фасад другого поверху прикрашає гарний балкон, обрамлений легкою конструкцією металевої кованої решітки. Обабіч східців під'їзду, що ведуть з першого поверху на другий, встановлено перила у формі гадюки — таке незвичайне вирішення доволі прозаїчної деталі будівлі не має аналога в жодному з чернівецьких будинків. Паспорта на будинок, у якому б зазначалась точна дата його зведення, на жаль, не збереглося, як і свідчень про історію будинку упродовж австрійського періоду.

А наявні рекламні матеріали містять дані про будинок, починаючи з 1925 року. Тоді тут розміщувалася взуттєва крамниця, яка мала найширший у місті асортимент якісного взуття, а поруч — радіомагазин «Філіпс», власниками якого були Отто Віха та Артур Вінтер.
1926 року тут відкрили магазин сучасної радіоапаратури, власниками якого були Кертиг і Ексо.

З 1928 року крамниця торгує різноманітними шпалерами. Власники — Франц Хавер та Тюгнель. Рекламна листівка без зазначення року свідчить про те, що у одному з приміщень будинку продавалися спортивні мотоцикли та запасні двигуни до них індійського виробництва. Власником магазину був Йосиф Фальтух. З 1930 року тут розмістилось управління австрійської телефонної фабрики та магазин з продажу радіоприймачів. 1932 року в будинку № 25 облаштувала свій магазин елеґантного одягу та модних капелюшків пані Етель Дубовій.
За радянської влади приміщення будинку неодноразово передавали з одного підпорядкування в інше, влаштовувались то одні, то інші магазини. Нині тут розміщується книгарня «Здоров'я», поруч — магазинчик «Темп» та майстерня з ремонту годинників та ювелірних виробів.
Будинок № 26 по вул. О.Кобилянської розташований на розі двох вулиць. 

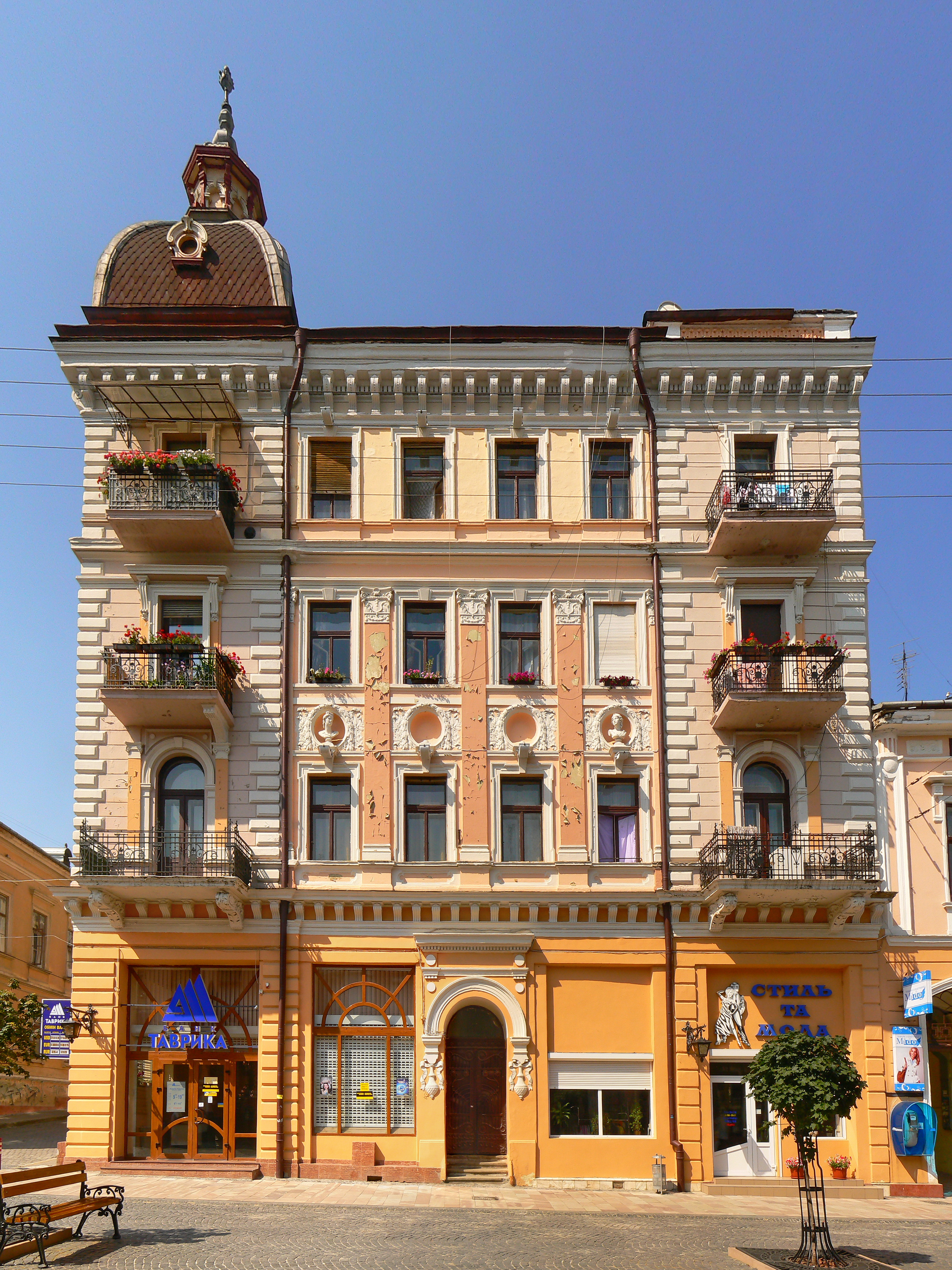
Будинок № 26

Нині будинок має чотири поверхи, а спочатку був двоповерховим, як і сусідні будинки. Два верхні поверхи були добудовані пізніше: якщо уважно придивитися до архітектурних деталей та оформлення, можна помітити різницю в стилі роботи різних архітекторів, хоча на перший погляд будинок створює враження цілісної споруди. Відмінності проглядаються як у конструкції балконів, так і в окремих пропорціях та художньому оздобленні, орнаментах, пілястрах та капітелях — у більшості деталей, застосованих у зовнішньому оформленні будинку. Хоча загалом архітектура будівлі гармонійно поєднує усі елементи, утворюючи завершену композицію. Між третім і четвертим поверхами вдало вкомпоновані в загальний ансамбль віконні ніші, прикрашають фасад керамічні скульптурні бюсти античних грецьких богів, кутова вежа на даху вінчає споруду, наче своєрідна корона.

Оригінальні металеві ковані вхідні двері виготовлені у стилі пізнього модерну, нині вони теж потребують негайної реставрації. Над дверима раніше були гарні вітражі, від яких сьогодні залишились тільки металеві рами.
Детальної інформації стосовно історії будинку поки не знайдено. За окремими свідченнями, свого часу в будинку розміщувалось управління церковного синдикату Буковини. Певний період тут була крамниця з продажу чоловічого одягу та хутряних виробів, спортінвентаря та окулярів, а також різних виробів із скла.

За радянських часів тут відкрили магазин спорттоварів «Динамо», а частину першого поверху по інший бік будинку передали у підпорядкування чернівецькому універмагу, і тут відкрили галантерейний відділ, а також відділ жіночого одягу, взуття та головних уборів.
Упродовж тривалого часу фасад будинку, особливо перший поверх, неодноразово перебудовувався. Тільки за останніх 12 років перший поверх перебудовувався чотири рази.
Будинок № 27 зведено наприкінці XIX ст. на замовлення пана Б.Бурштуна.

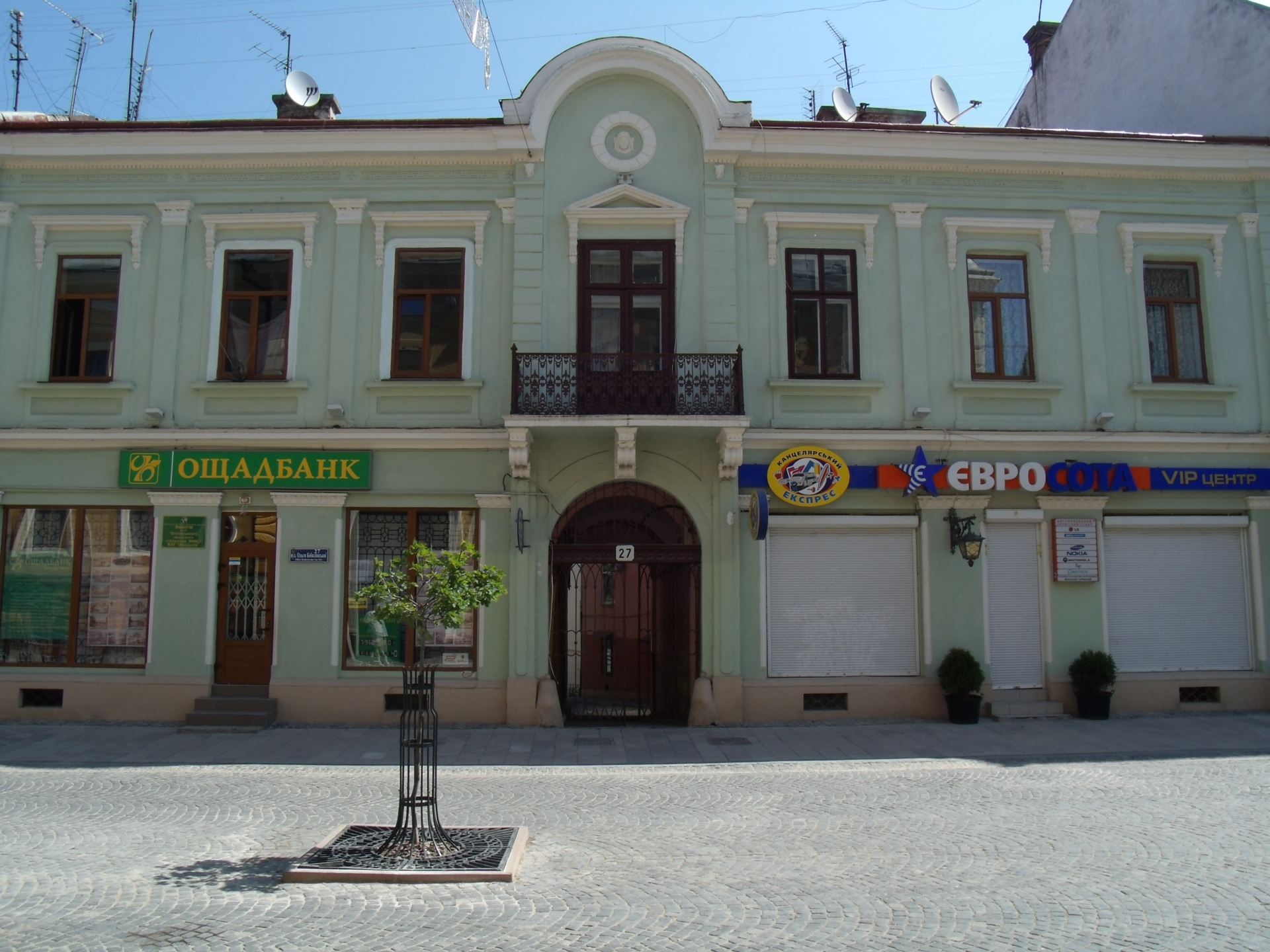
Будинок № 27

 Це гарна двоповерхова споруда, на верхньому поверсі фасаду якої розміщено довгий балкон, виконаний технікою спіжевого литва. Другий поверх мав суто житлове призначення, а перший слугував для розміщення комерційних та бізнесових структур. Побудова здійснена із застосуванням кам'яних плит, які завозились сюди з каменоломень Киселева та села Василів.

Будинок має окремий каретний заїзд у двір, в якому колись розміщувались конюшні.

Будь-яких документів стосовно історії будинку часів Першої світової війни поки не знайдено, а за свідченням рекламної листівки 1923 року тут розміщувався стоматологічний кабінет пана Петельмана. 1934 року в одному з приміщень будинку облаштувалася редакція газети «Європа», при якій діяв відділ з передплати різних буковинських видань.

Нині в цьому будинку розміщується відділення ощадного банку та магазин з продажу кондитерських виробів відомої львівської фірми «Світоч».
Будинок № 28 належить до найпривабливіших будівель міста і ще за Австрії отримав назву «будинок-красень».

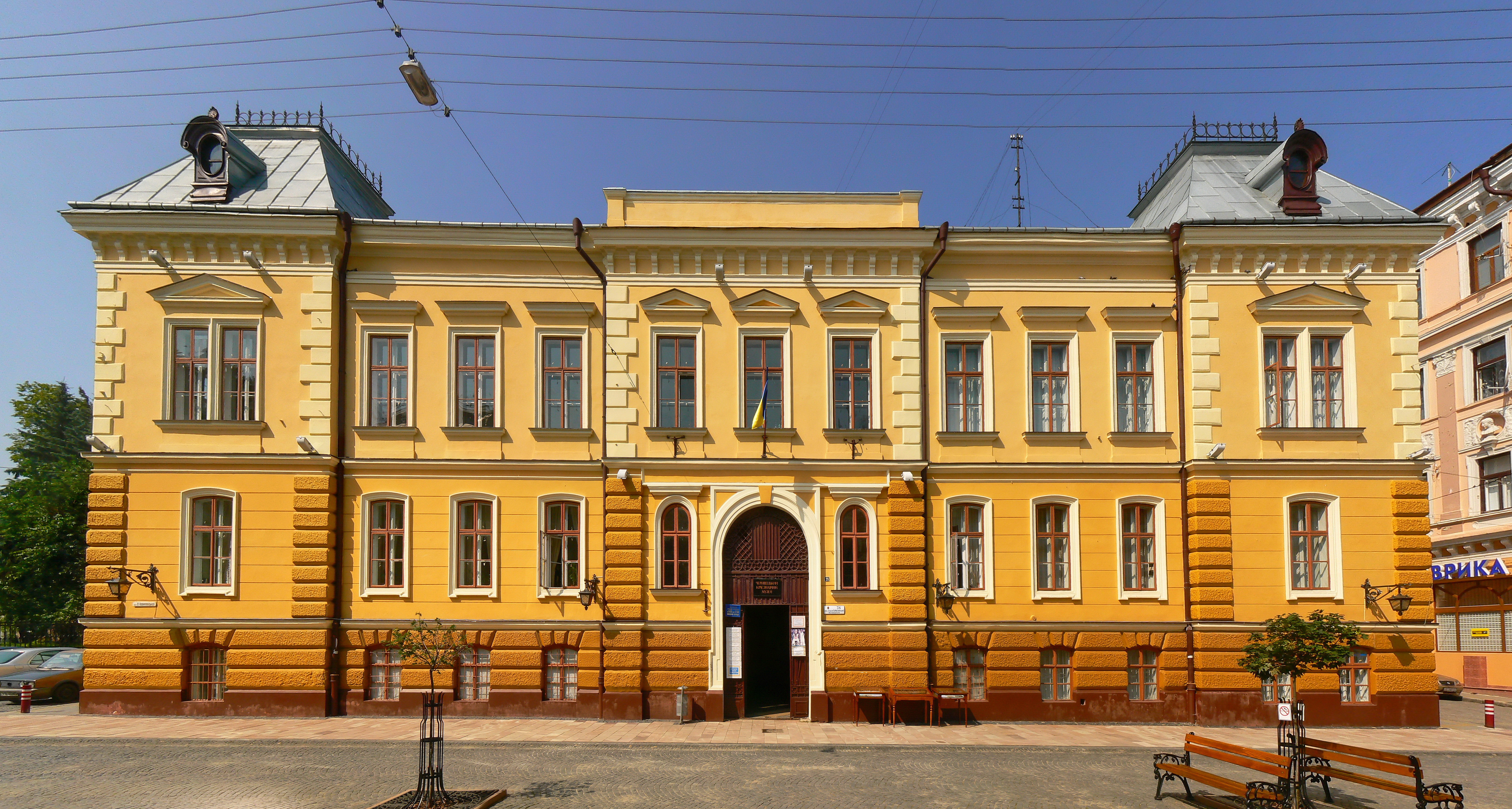
Будинок № 28

 Тоді він належав Управлінню Православного фонду Буковини — найбільшій та найбагатшій організації краю, якій до 1939 року підпорядковувалось 26 фабрик та заводів і у володінні якої було 274 тисячі гектарів лісу.

У роки Першої світової війни у лівій частині будинку на першому поверсі розміщувався військовий штаб російського ґенерала Брусилова. Звідси він керував військовими діями цілого фронту, а також мав і власні покої. У одній з кутових кімнат колись був військовий дорожній іконостас і на свята священик відправляв тут службу Божу, на яку збиралися усі працівники цього військового штабу.
Сам ґенерал був побожною людиною і щоранку тут молився.

У інших приміщеннях будинку № 28, окрім згаданого військового штабу, свого часу розміщувалися релігійні управи.
А за свідченням тогочасної рекламної листівки, вже за Румунії, 1921 року тут відкрився страховий банк, капітал якого на той час становив 20 000 000 лей, а до 1937 року зріс до 465 287 175 лей.

1937 року приміщення будинку № 28 орендує магазин з продажу скла та картинних рам. 1939 року тут розміщується крамниця з продажу спорттоварів «Спорт», власником якої був пан Малярчук.

За радянських часів 1940—1941 рр. тут влаштували катівню НКВД, а з 1945 року розмістився Сталінський райком партії.
І уже 1955 року будинок передано під Краєзнавчий музей, який до того розміщувався у резиденції Буковинських митрополитів. Директором музею з самого початку був пан Навіцький.
Будинок № 29 відомий сучасникам як «Палац урочистих подій», зведено 1873 року на замовлення пана Розенцвайга. 

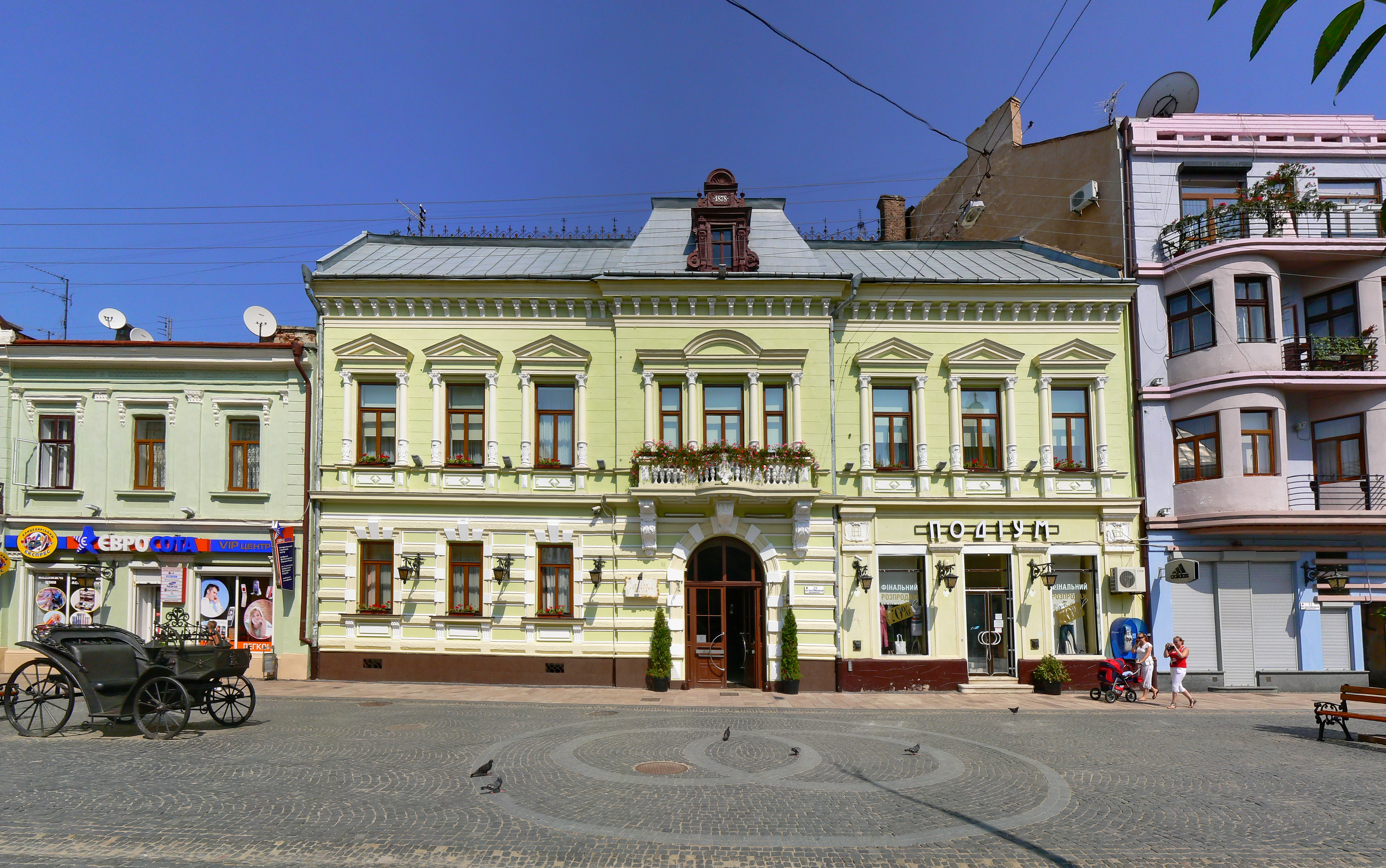
Будинок № 29

Згідно з рекламним оголошенням тих часів 1924 року тут розміщувалась румунська фірма «Космінул-Уніуне» — об'єднання з деревообробної індустрії, експлуатації пилорам. Уставний капітал фірми становив 10 000 000 лей.

У 20-х-30-х роках приміщення будинку орендував румунський національний банк. Певний час тут розміщувалась також редакція газети «Черновіцер тагблат». 1931 року в одному з приміщень будинку № 29 облаштувалась фірма «Моргат», що займалась продажем виробів із вовни.
За радянських часів тут спочатку відкрили ательє мод, а згодом вже облаштували ЗАГС.
Будинок № 30 Архітектура триповерхового будинку № 30, зведеного на початку XX ст., належить до стилю модерн. 

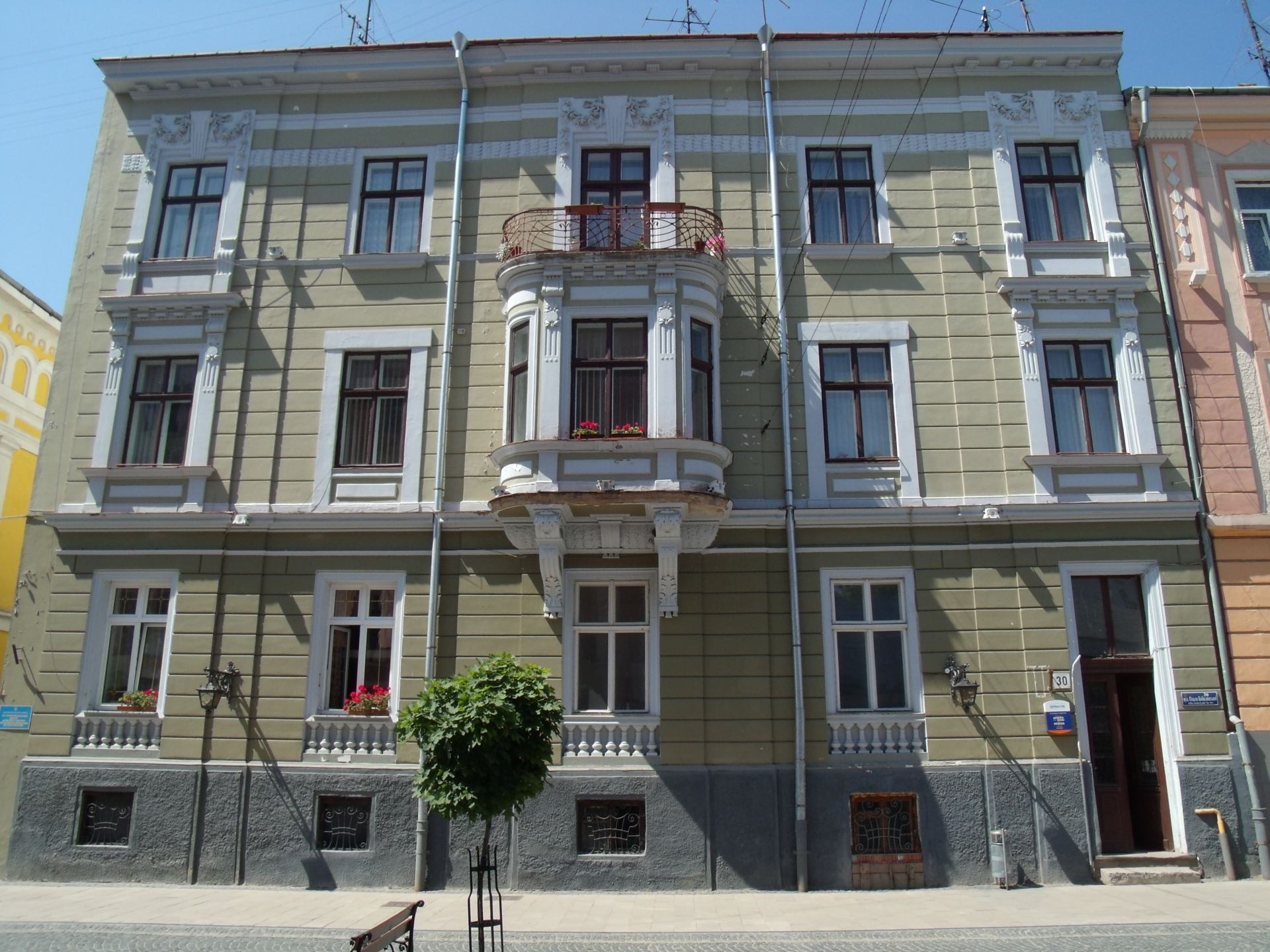
Будинок № 30

Ця споруда має напрочуд елеґантний вигляд. Будинок призначався під житлові приміщення для дирекції чернівецького житлового фонду. 1930 року, згідно з рекламною листівкою, у будинку розмістилося управління водопроводом і каналізацією. Інсталяція (майстерня), що існувала при цій організації, надавала найрізноманітніші послуги: «…улаження купалень (встановлення ванн), клозетів, біде та інших уряджень цієї системи. За докладне технічне виконання ґарантує моя 30-літня практика. Свій верстак для направок. Майстер Готліб Міхель».

1935 року в одному з приміщень будинку облаштувалось кооперативне об'єднання з Путної «Форестієра». Нині тут розміщується обласна організація профспілок недержавного сектора економіки, а також філія страхової компанії «Оранта».
Будинки № 32 і № 34, зведені наприкінці XIX ст., належали родині видатного буковинського політичного діяча, дипломата графа Василька. 
Обидва будинки — доволі схожі між собою триповерхові споруди, архітектура яких позбавлена будь-якої помпезності, оскільки господар її не любив — як в своєму побуті, так і в стосунках з людьми. У одній з кімнат на другому поверсі буд.№ 32 було встановлено невеличкий церковний іконостас, і на великі свята та у дні ангела господарів запрошували священика, який відправляв тут службу Божу. Це приміщення не зачинялося і було відкрите для кожного бажаючого зайти і помолитися.

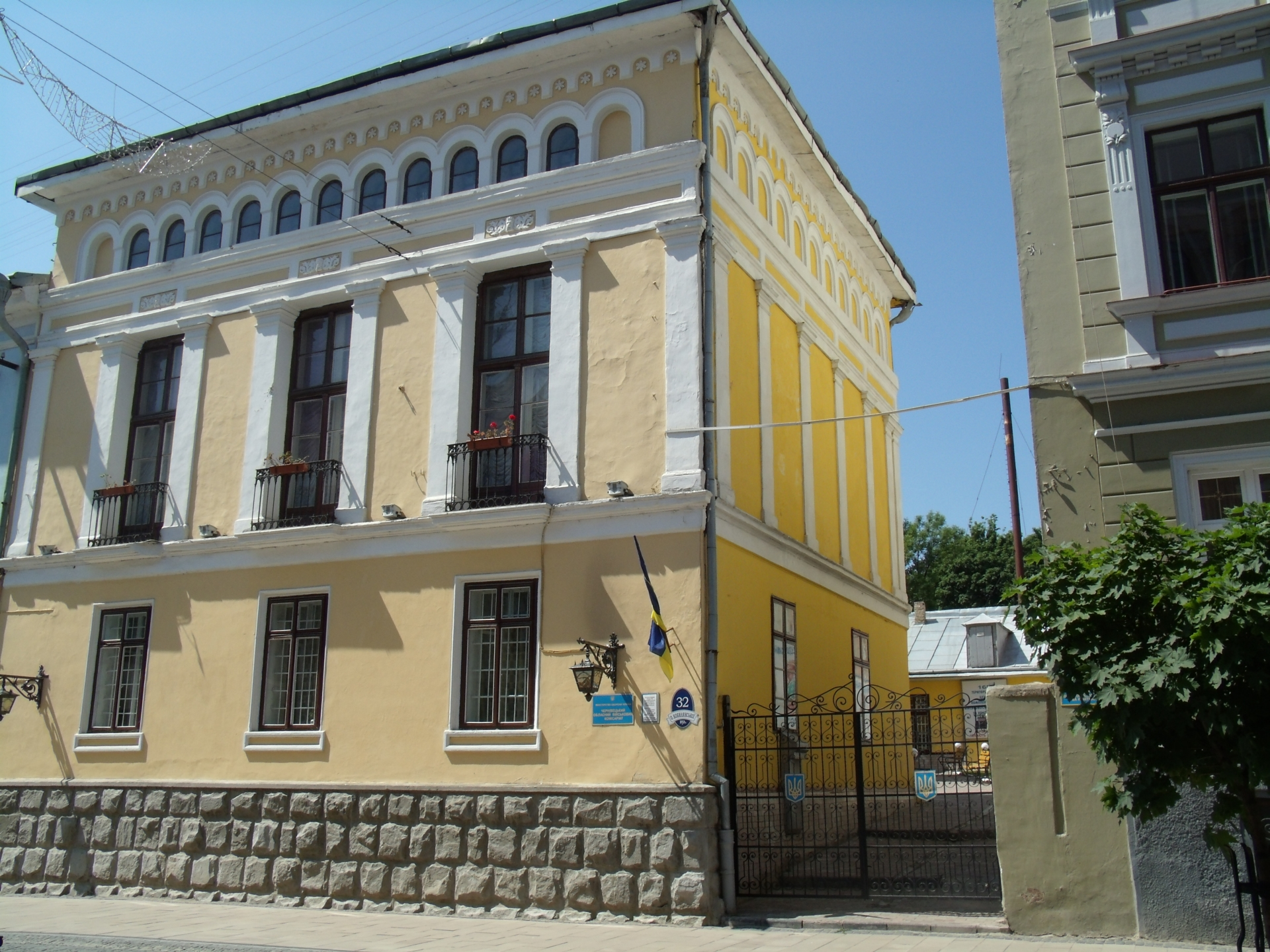
Будинок № 32

Обидва будинки мають спільний двір, де колись був розкішний фруктовий сад, оранжерея та клумби з вишуканими квітами, які господар та його родина дуже любили. Була тут і гарна дерев'яна літня альтанка, і криниця, а у глибині двору — конюшня, мурованою каретною доріжкою до якої заїжджали фаетони та «двоколка», управляти якою полюбляв сам господар. Він загалом захоплювався верховою їздою. (Свідчення записані зі слів Галини Зарової, 1961 р., яка працювала у графа Василька швачкою).

В 1912 року в приміщенні будинку № 34 розміщувалась стенографія пана Габельсберга, хоча залишається невідомим, хто був власником цієї школи та хто тут навчався, чи це була приватна установа, чи державна.

За радянської влади вишуканий дворик зруйнували, ще якийсь час залишався там сад, але згодом і його не стало. Тут облаштували обласний військкомат, який розміщується тут і нині.

Будинок № 36 відомий чернівчанам як приміщення кінотеатру ім. Зої Космодем'янської. Зведено його в лютому 1902 року, власниками були буковинські поляки. 

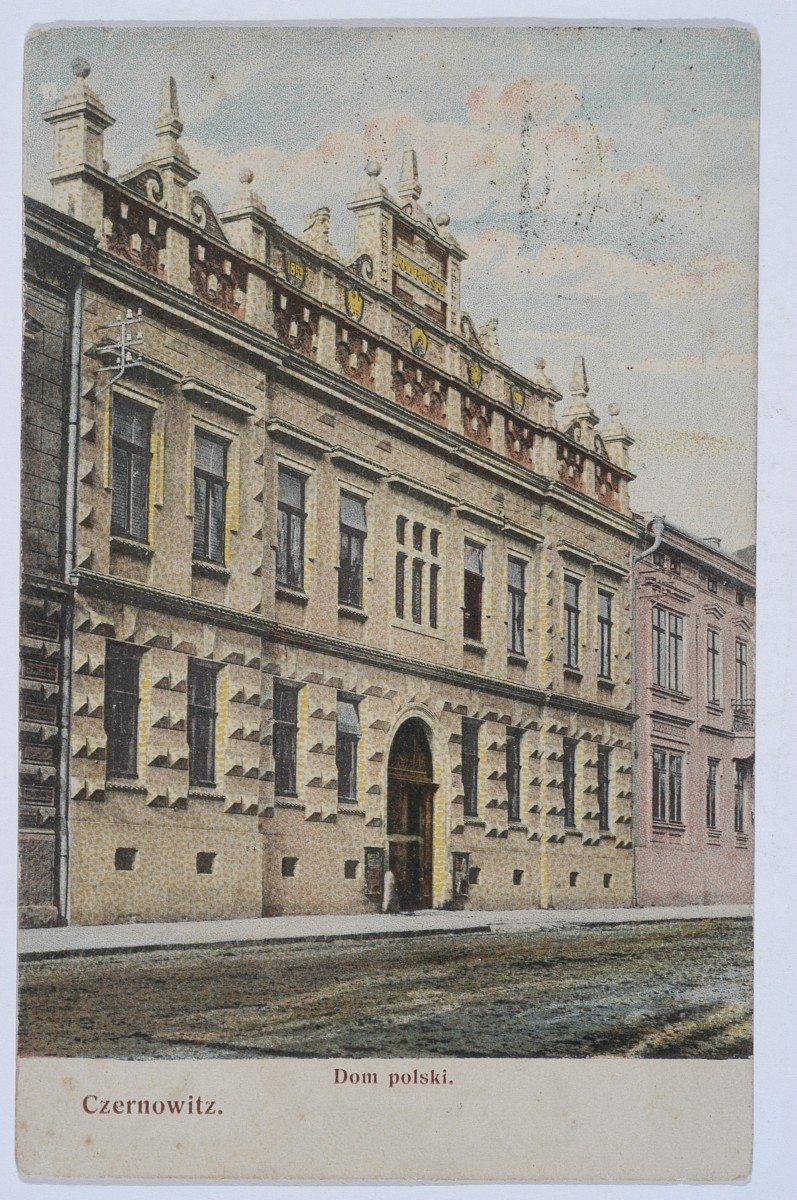
Польський дім, 1910 рік

Архітектура цієї двоповерхової споруди не вирізняється будь-якими особливостями, будинок має звичайний вигляд. Просторий, так званий каретний заїзд веде у двір, де розташована окрема будівля, зліва від якої колись був гарний сад та клумби.

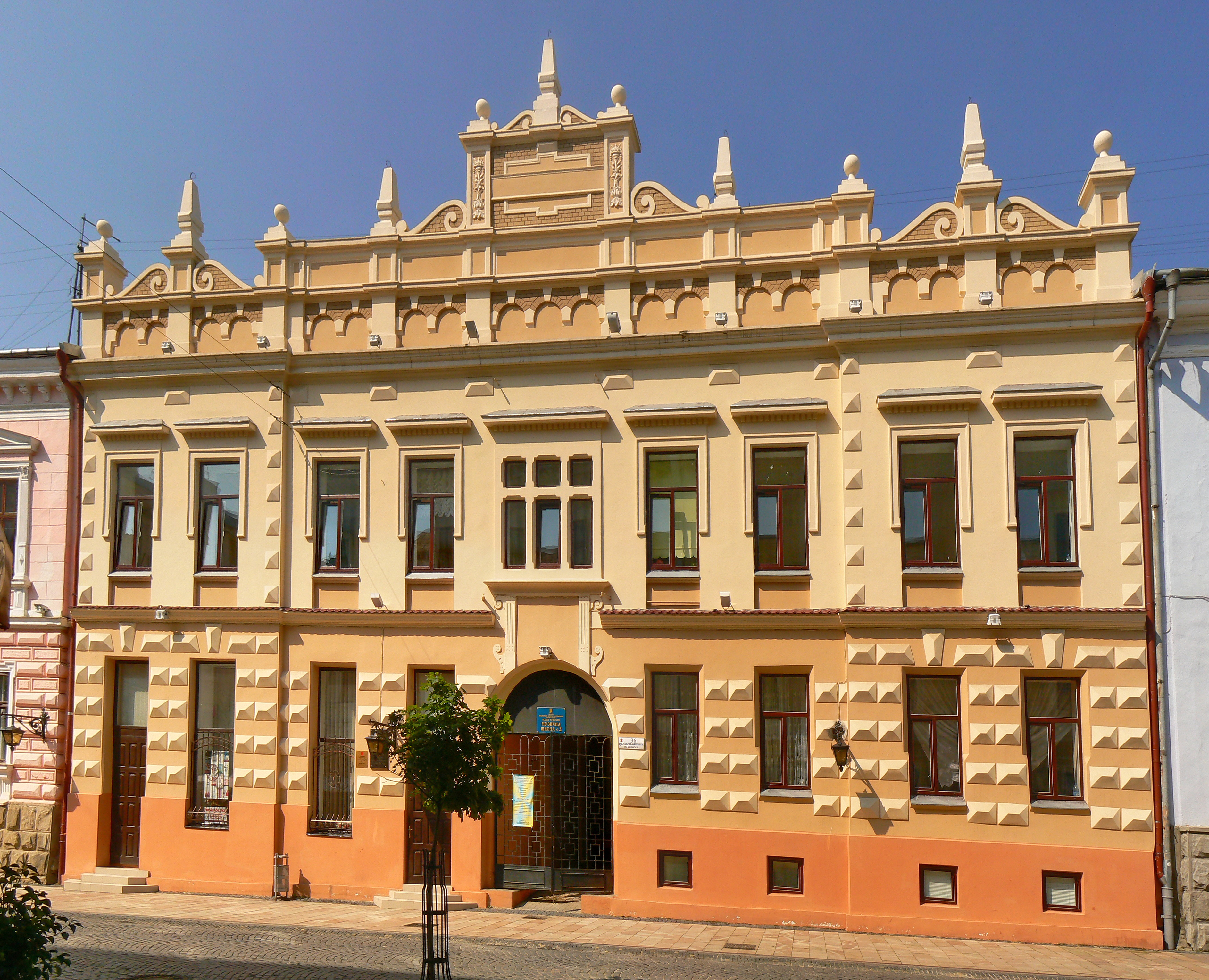
Польський дім

Як за Австрії, так і за Румунії в будинку розміщувались різні польські товариства, найвизначнішим з-поміж яких було управління польських шкіл та вчительства. Доволі простора центральна зала, що мала назву «Капітоль», призначалась для різноманітних зібрань та перегляду кінофільмів, тут читали лекції, на сцені демонструвалися театральні вистави. Часто це приміщення здавали в оренду іншим організаціям для проведення різноманітних заходів. Зала була доволі гарно оформлена, особливою оригінальністю вирізнялась верхня частина приміщення. Стелі у традиційному розумінні не було, натомість встановили квадратні дерев'яні сволоки, оздоблені різьбленим орнаментом у тірольському стилі. На сволоках закріпили декоративно оформлені дерев'яні стояки, що підтримували дах, і на них з різних боків приміщення приладнали дерев'яні ніші, у яких розмістили художні полотна в підрамниках. Гарні картини із зображенням дивовижних квітів мали багато спільних моментів, але кожна виокремлювалась елементами сюжету чи палітрою кольорів, різнились вони також за розміром та формою полотен, тобто точних копій не було. Розміщені в кутах, наприклад, були менші за розміром, внизу картина була ширшою, нагорі — вужчою. Над такою картиною розміщувались окремі невеличкі натюрморти квадратної форми. Така надзвичайна художня панорама, до того ж, розміщена під нахилом, викликала неабияке захоплення у відвідувачів. Крім того, зі свідчень очевидців, колись оформлення цієї зали доповнювали підвісні ґасові лампи під білими скляними абажурами, підвішені на дерев'яних сволоках. З часом такі лампи замінили на електричні, від чого, втім, панорама не втратила привабливості, радше навпаки, таке освітлення створювало незвичний приємний для споглядання ефект.
З приходом радянської влади у будинку № 36 вирішили відкрити дитячий кінотеатр. Директором призначили товариша Віценка. Центральну залу частково переобладнали: сцену розширили і встановили на ній суфлерську кабінку та трибуну для виступів. Щоразу перед демонстрацією фільму, за 30 хвилин до початку сеансу лектори (переважно військові у відставці) читали глядачам лекції, зазвичай на міжнародну тематику. Тоді на спеціальній дошці вивішувались анонси, де вказувалась тема лекції та прізвище лектора. Іноді лектори приїжджали з Москви, хоча й місцевих було вдосталь — їм доводилось попередньо записуватися у черги. Глядачі, що прийшли у кінотеатр на перегляд фільму, змушені були щоразу слухати ці лекції — хочуть вони того, чи ні. Кінофільми демонструвалися тоді в чорно-білому зображенні. Почасти світлі кадри кінофільму висвітлювали з темноти верхню частину натюрмортів і це мимоволі відволікало увагу глядачів. Тоді керівництво кінотеатру вирішило перекрити галерею. Для цього було виготовлено великі дерев'яні щити, якими закрили існуючі сволоки. Це дуже спотворило оформлення зали.
Фоє теж обладнали за своїми вподобаннями, вивісивши громіздкі непропорційні полотна. Автором серії картин «Лєнін у дитинстві» був художник Павло Федорович Борисенко.
У одному з приміщень будинку № 36 була велика бібліотека, яка мала широкий вибір найрізноманітнішої літератури. 1949 року частину книг відібрано для обласної бібліотеки, яку розмістили у двох кімнатах цього будинку. Решту книг, зокрема іноземною мовою, вивозили на сміттєзвалище десь у кінці вулиці Руської й там спалювали. Робили це переважно уночі, щоразу до підводи приставляли наглядача. Коли ж наглядач міг задрімати, люди потайки книги розбирали, але теж переважно для того, щоб розтопити пічку.
З настанням нових часів будинок, де розміщувався кінотеатр, отримав нового власника. Тут влаштували молодіжну дискотеку, переобладнавши приміщення колишнього кінотеатру на свій смак. А невдовзі у будинку сталася пожежа, яка знищила його з середини дотла, залишились тільки стіни. Згоріла й унікальна дерев'яна галерея, внаслідок чого чернівчани безслідно втратили часточку давньої неповторної культури старого міста.

Будинок № 38 — одна з тих небагатьох споруд нашого старого міста, яка майже не перебудовувалася сучасниками і зберегла свій первісний вигляд.

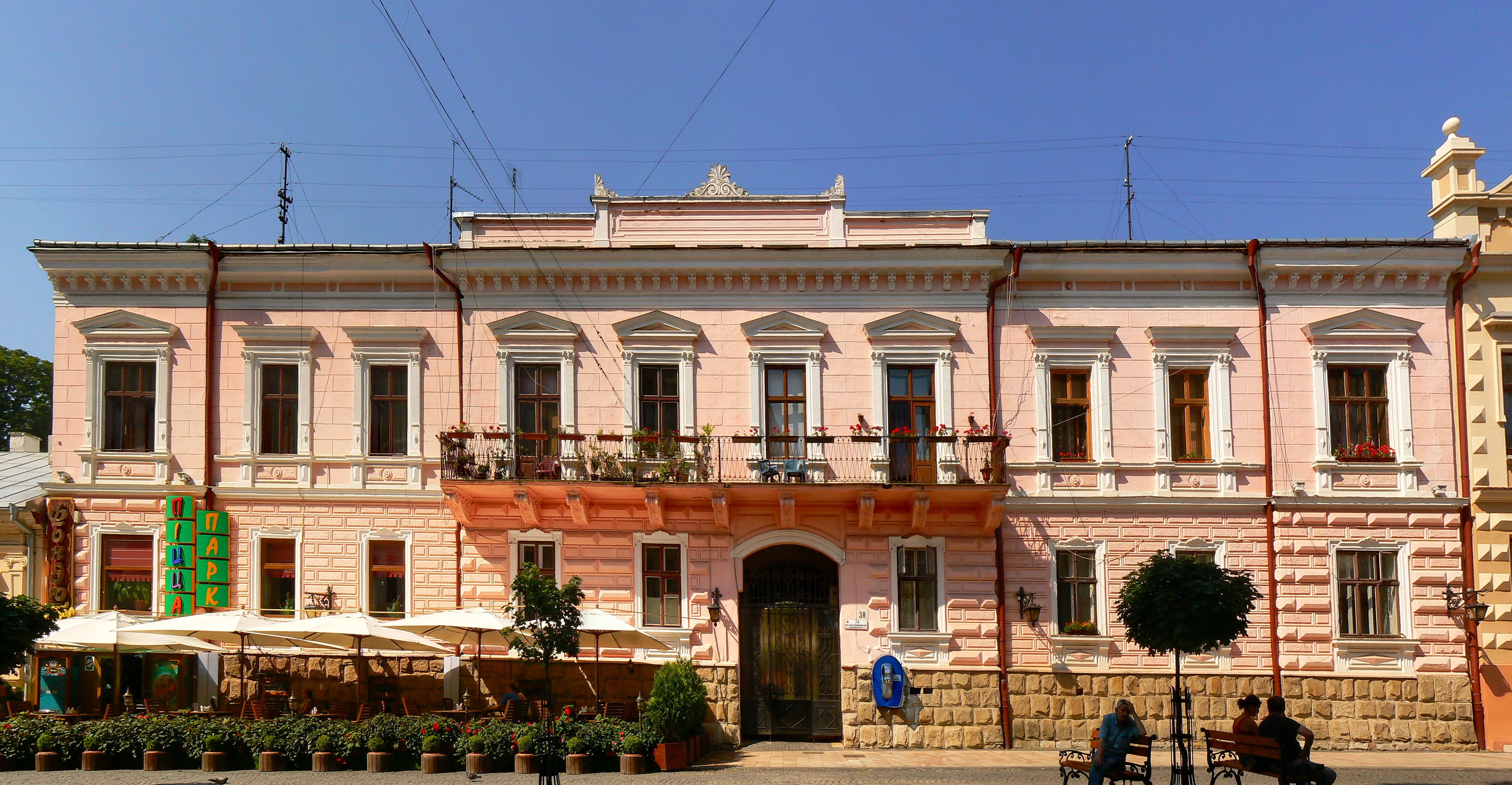
Будинок № 38

 За припущеннями, споруду зведено на початку XX ст. і мала вона житлове призначення. Другий поверх будинку прикрашає оздоблений класичним орнаментом довгий балкон, створений у техніці спіжевого литва. Цей будинок також має широкий каретний заїзд до двору. Нині, як і раніше, це суто житловий будинок, тільки у напівпідвальному приміщенні розташовується піцерія.

Будинок № 40 Ця одноповерхова споруда збереглася з часу свого створення майже незмінною — без надбудов та переоформлення фасаду. 

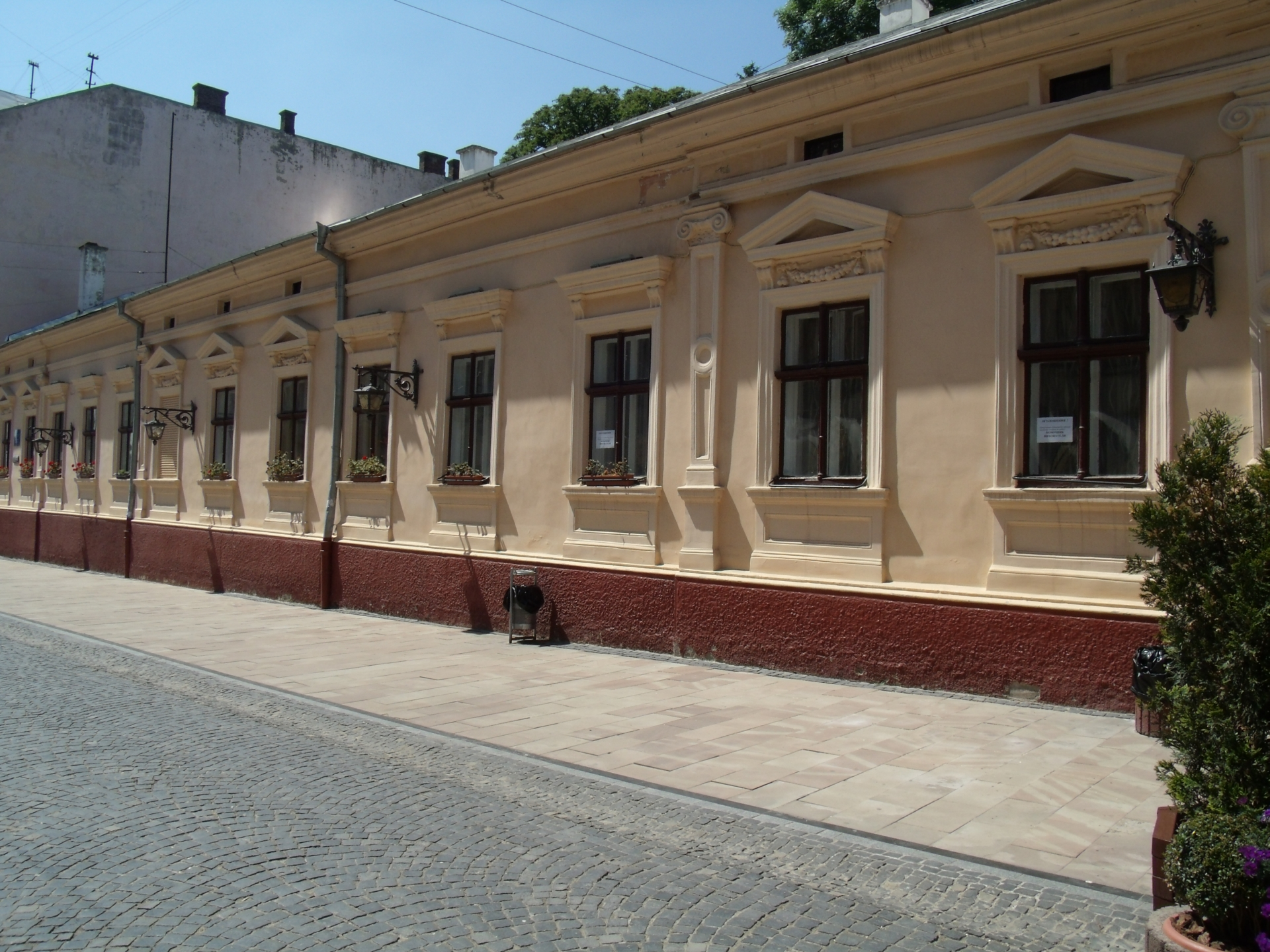
Будинок № 40

Найвиразнішою особливістю будинку є те, що на фасаді розміщено 13 вікон, дверей же з цього боку споруди немає. Мабуть, для власника будинку це число мало якесь особливе, магічне значення. Загалом це унікальний будинок, аналога якого немає не тільки в місті, а й загалом на Буковині. Свого часу про цей будинок складали легенди, давали йому особливі означення та ймення. Інші будинки, розташовані поруч, тоді були дерев'яними і значно меншими, ніж цей. Коли ще не було нумерації, цей будинок називали «довгою хатою», «будинком з чортовим числом вікон» та ін.

Після Першої світової війни частину двору передали іншим будинкам, зведеним поруч. Зовнішнє оформлення зазнало окремих видозмін з поширенням нових стилів, смаків та моди. Будинок розширили за рахунок добудови гарних скляних веранд у стилі «модерн» та приймальні — окремої зали для гостей. Тут було два каміни, один з яких зберігся до нашого часу. Частково перебудовано стіни, настелено паркетну підлогу. Збереглась до нашого часу роздягальня-гардероб, оздоблена чорними дубовими фільонками. Колись тут були старовинні бронзові вішалки, де чернівецькі пани залишали свої тростини, виготовлені з чорного дерева та з кістяними голівками, а також так звані «гохциліндри». У двох кімнатах збереглися ще старі кахельні пічки (зважаючи на форму та колір кахелю, можна зробити припущення, що їх встановили пічники брати Робачики). Гутне скло, вставлене у вікна будинку, виготовлене Красноїльською скляною фабрикою (1805—1913 рр.) Таке ж саме скло вставлене у вікнах конюшень, що свідчить про те, що вони були збудовані ще у ті давні часи. До речі, це єдині конюшні, які збереглись у місті з тих часів, тільки тепер це приміщення має зовсім інше призначення.

У перебудованій частині будинку уже встановили зовсім інше, дорожче скло — богемське. Таким склом оформлено вікна та двері веранди та передпокою. За свідченнями очевидців, у залах цього будинку колись були гарні венеціанські дзеркала та вишукані меблі, які, на жаль, не збереглися до нашого часу.

За свідченням рекламних листівок, які вдалося віднайти, за Румунії в будинку розміщувалось товариство польських шкіл та кінотеатр «Капітоль». 1926 року тут існував румунсько-польський банк. У іншій рекламній листівці, за 1930 рік, вказується, що в будинку № 40 тоді працював Індустріальний банк «Агрікон С. А.», який мав філії у Вашківцях і в Сторожинці. За свідченням ще однієї реклами, 1930 року в цьому будинку відкрила свій офіс фірма «Троліт», яка торгувала наборами різних інструментів та радіолампами. Власником фірми був Г.Мешель.

1938 року тут відкрили магазин спортивно-мисливського одягу — чоловічого та жіночого. Власником магазину був Д.Кобусевич.
Згодом тут розмістили ресторан «Пікаділлі». Нині, як уже зазначалось, тут розміщується дитячий навчальний заклад № 2.

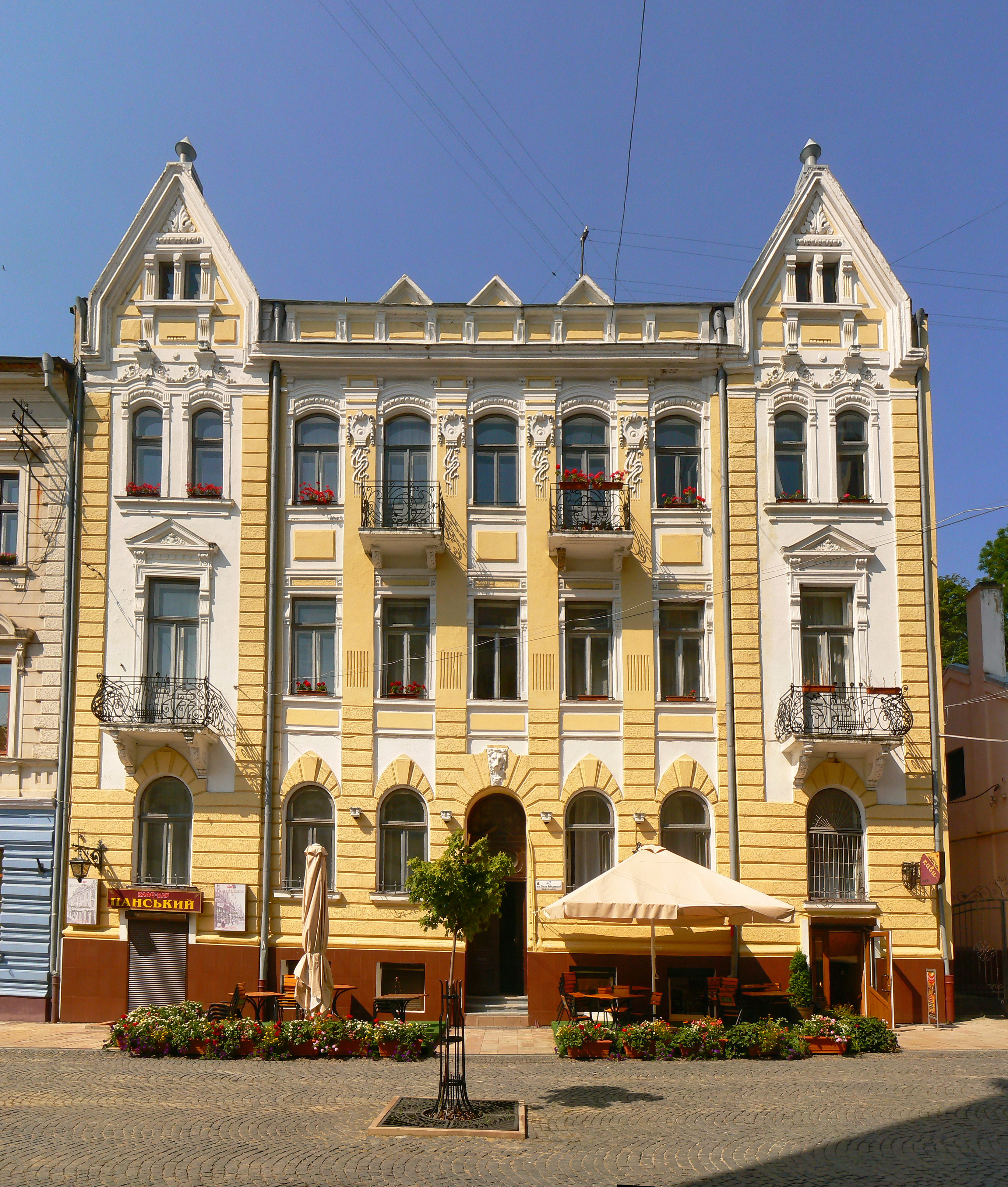
Будинок № 42

Будинок № 42 — гарна елеґантна триповерхова споруда, зведена на початку XX ст. Архітектурний стиль будинку загалом можна означити як «модерн». Є припущення, що третій поверх добудований пізніше, оскільки існують певні відмінності в загальному оформленні.
Перші знайдені свідчення вказують на те, що за Румунії тут була спілка взаємодопомоги єврейській громаді. А рекламна листівка за 1923 рік свідчить, що тоді в цьому будинку розміщувалась фірма з продажу будівельних матеріалів, зокрема цементу виробництва відомої фабрики «Путна», заснованої 1908 року.

За даними наступної рекламної листівки, 1930 року в одному з приміщень розміщувалася модна крамничка елеґантного одягу, якою завідував пан Фріц Гронвальд.

За радянської влади тут облаштували гуртожиток для студентів та працівників медінституту. З тих часів будинок не змінив профілю — нині тут розміщується навчальний корпус № 1 медичної академії. А у напівпідвальному приміщенні — ресторанчик «Магія кави».
Будинок № 43 у стилі класицизму з елементами модерну зведена на початку XIX ст. Викладений на зразок бруківки з торцовим дубом доволі широкий заїзд до двору — єдиний у місті, який зберігся до нашого часу. Колись у багатьох міських дворах були таким чином обладнані заїзди для карет, але вони не витримали випробування часом, на відміну від цього. Хоча на перший погляд двір видається доволі вузьким, проте насправді карети та фаетони могли безперешкодно у нього заїжджати, навіть кутову частину будинку спеціально долі трохи стесано задля того, аби за нього не чіплялися і могли вільно проходити осі коліс.
Документальних свідчень про історію будинку австрійських часів поки не знайдено, а за Румунії, 1923 року на першому поверсі розміщувалось ательє пана Гната Крижанівського «Мистецька фотографія». Пізніше тут облаштовано аптеку, яка збереглась до нашого часу — це аптека № 2. Один з найстаріших фармацевтичних закладів міста нещодавно відреставровано і присвоєно йому статус аптеки-музею.
У іншому приміщенні будинку, розташованому поруч, колись був м'ясний магазин, а нині розміщується продуктова крамниця «Молоко».

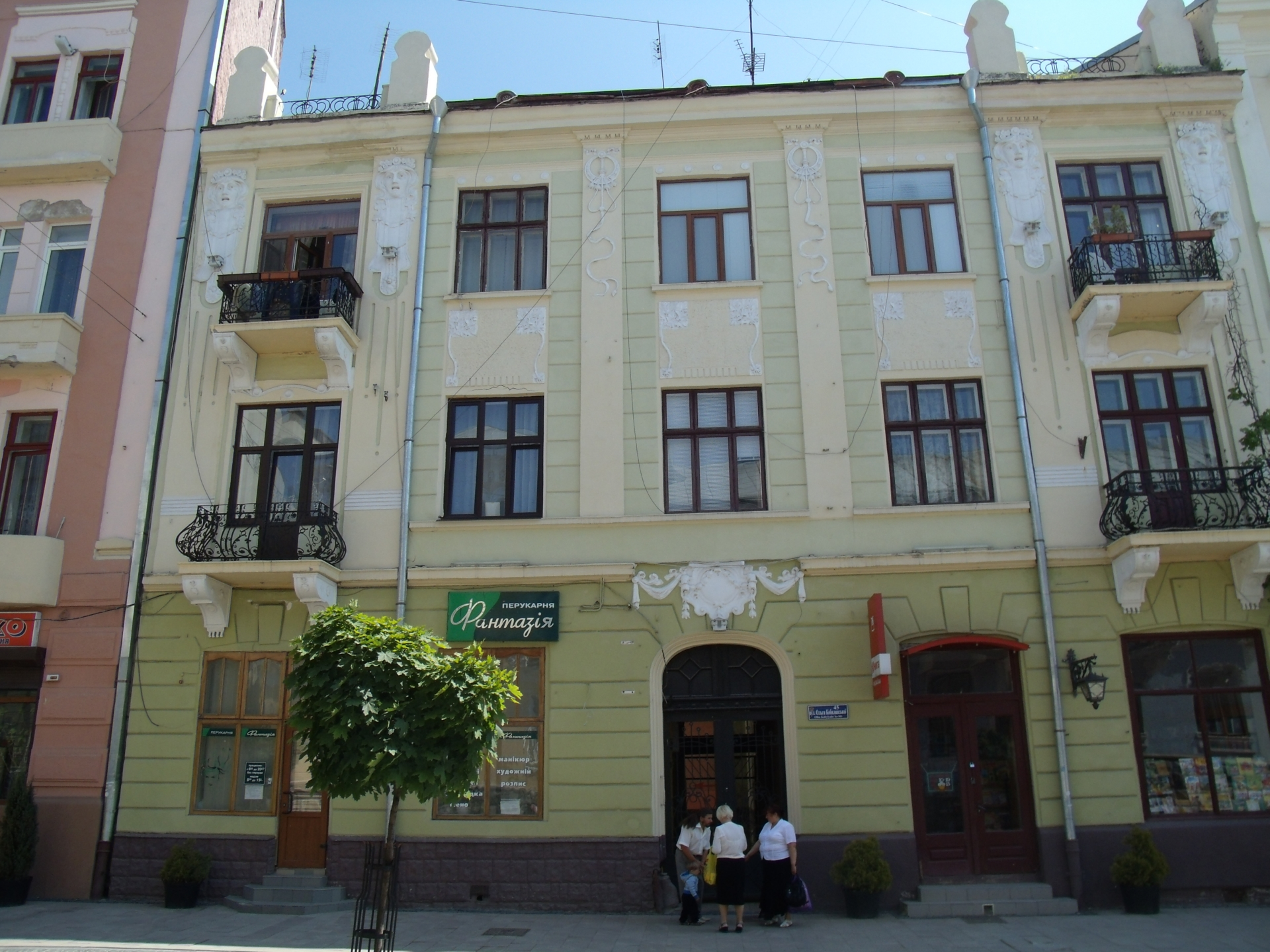
Будинок № 45

Будинок № 45 — до 1928 року значився під номером 41. Триповерхова будівля, у якій гармонійно поєднано класичний стиль з модерном — застосовано еклектику, як і у створенні більшості будинків Панської вулиці, — зведено на початку XX ст. Другий поверх прикрашає гарний кований балкон у стилі рококо, а на третьому поверсі — балкон у стилі модерн. Опори, які підтримують обидва балкони, перебувають в аварійному стані, тому мешканці не виходять на них, остерігаючись не тільки за себе, а й за безпеку перехожих. Тому не варто надовго зупинятись поблизу цих будинків, особливо під балконами, аби уникнути несподіваного лиха. Фасад будинку поверхово «припудрили», проте загалом будівля перебуває у занедбаному стані.

Будинок теж має доволі просторий каретний заїзд до двору, в якому колись був гарний сад та численні клумби. Перед заїздом до двору раніше були металеві ковані двері, які з часом кудись зникли, а нинішні двері, встановлені на під'їзді, — не вельми вдала копія попередніх.

Найбільш ранні свідчення, які вдалось віднайти, стосуються румунських часів — тоді тут розміщувався кафетерій.
Згідно з рекламною листівкою 1923 року, в будинку № 45 відкрито модерний дамський салон-перукарню. За свідченням реклами 1926 року, тут розміщувалася «Християнська паперня» Г. Лейхніца, яка мала багатий асортимент найрізноманітніших паперових товарів, «бюрових артикулів, книговодчих книжок, гумових та металевих печаток». У рекламі цього магазину за 1939 рік зазначалось: «Школам, студентам, різним бюро та адвокатам! Майте можливість придбати будь-які папери для писання найліпшого сорту в книжковім магазині Г.Лейхніца». Реклама 1928 року повідомляє, що у той час в будинку розміщувався "Банк сільськогосподарської продукції з уставним капіталом 20000000 лей.

Нині в будинку № 45 — перукарня «Фантазія» та книгарня «Технічна книга».
Будинок № 47 — звичайний житловий будинок, не перевантажений архітектурними особливостями. Зведено його, ймовірно, на початку XX ст. 

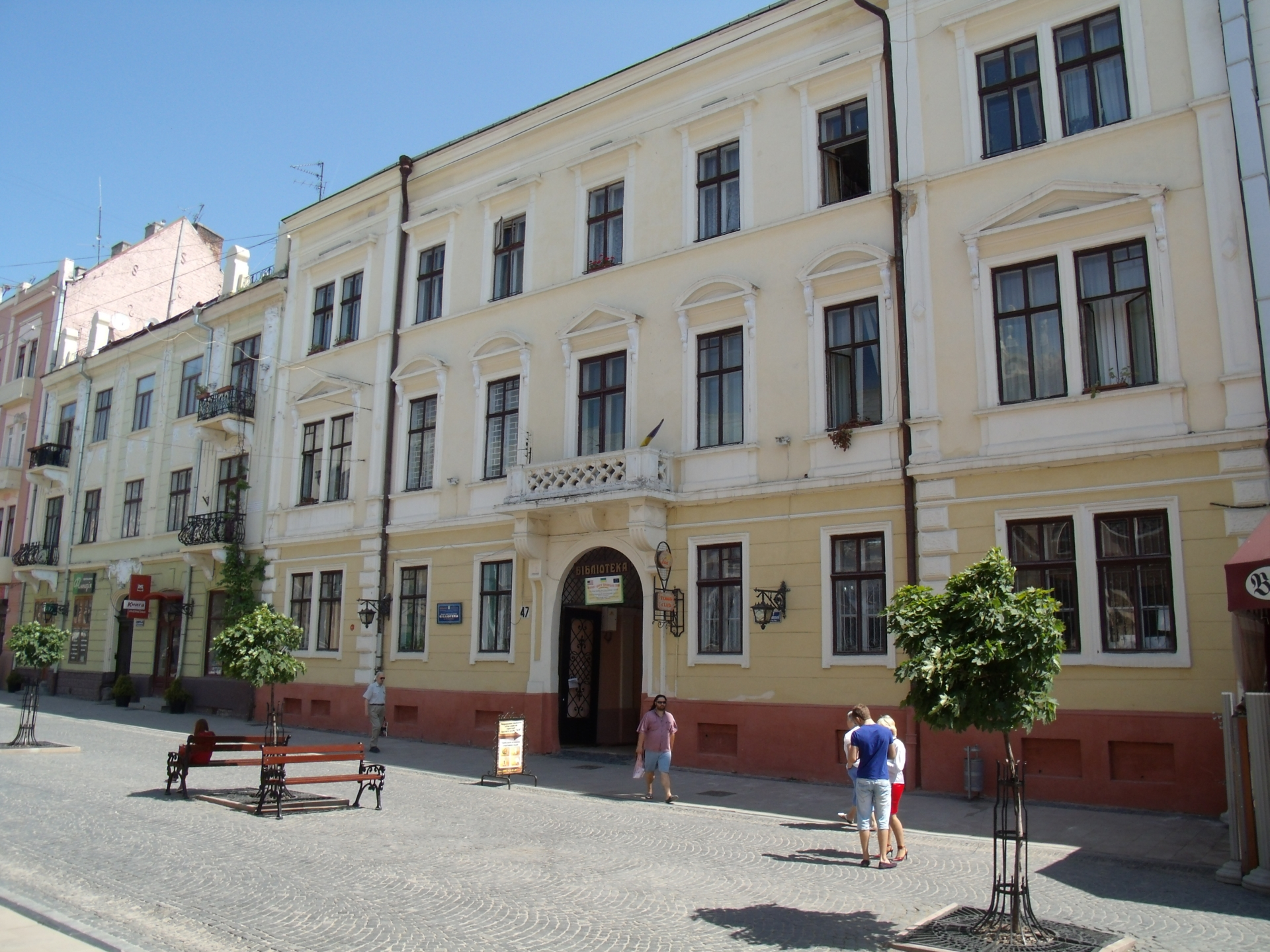
Будинок № 47

Будинок має широкий заїзд у двір, який колись був дуже гарно доглянутий, чого сказати про його нинішній вигляд навряд чи можна. Перша знайдена згадка датується 1924 роком. Вона свідчить про те, що у той час в будинку розміщувався Буковинський сільськогосподарський банк. А у рекламній листівці за 1928 рік значиться, що тоді тут була редакція німецькомовної газети «Чернівецький щоденник». За Румунії у будинку розмістилась адміністрація електрокомпанії, а згодом — туристичне аґентство, яке організовувало поїздки до Карпат.

За радянських часів до будинку № 47 перенесли обласну бібліотеку, яка до того розміщувалась у польському домі. Вона так і залишилась у цьому приміщенні до наших днів — нині це обласна наукова бібліотека ім. М. Івасюка. Окрім того, в одному з приміщень будинку № 47 розташувалось товариство «Вікно в Америку».
Будинок № 49 — давня споруда, зведена наприкінці XIX ст. За окремими даними, тут у різний час діяли магазин з продажу електротоварів, молочний магазин та курси крою і шиття, а також перукарня. Єдиною точною інформацією, яка міститься у рекламній листівці того часу, є те, що 1939 року тут працював лікар, що спеціалізувався на внутрішніх хворобах — доктор І. Мороряну.
Нині у будинку № 49 — кав'ярня «Віденська кава» та кафе-кондитерська, а також крамничка «Все для дому».

Будинок № 51 спочатку значився під № 47. 

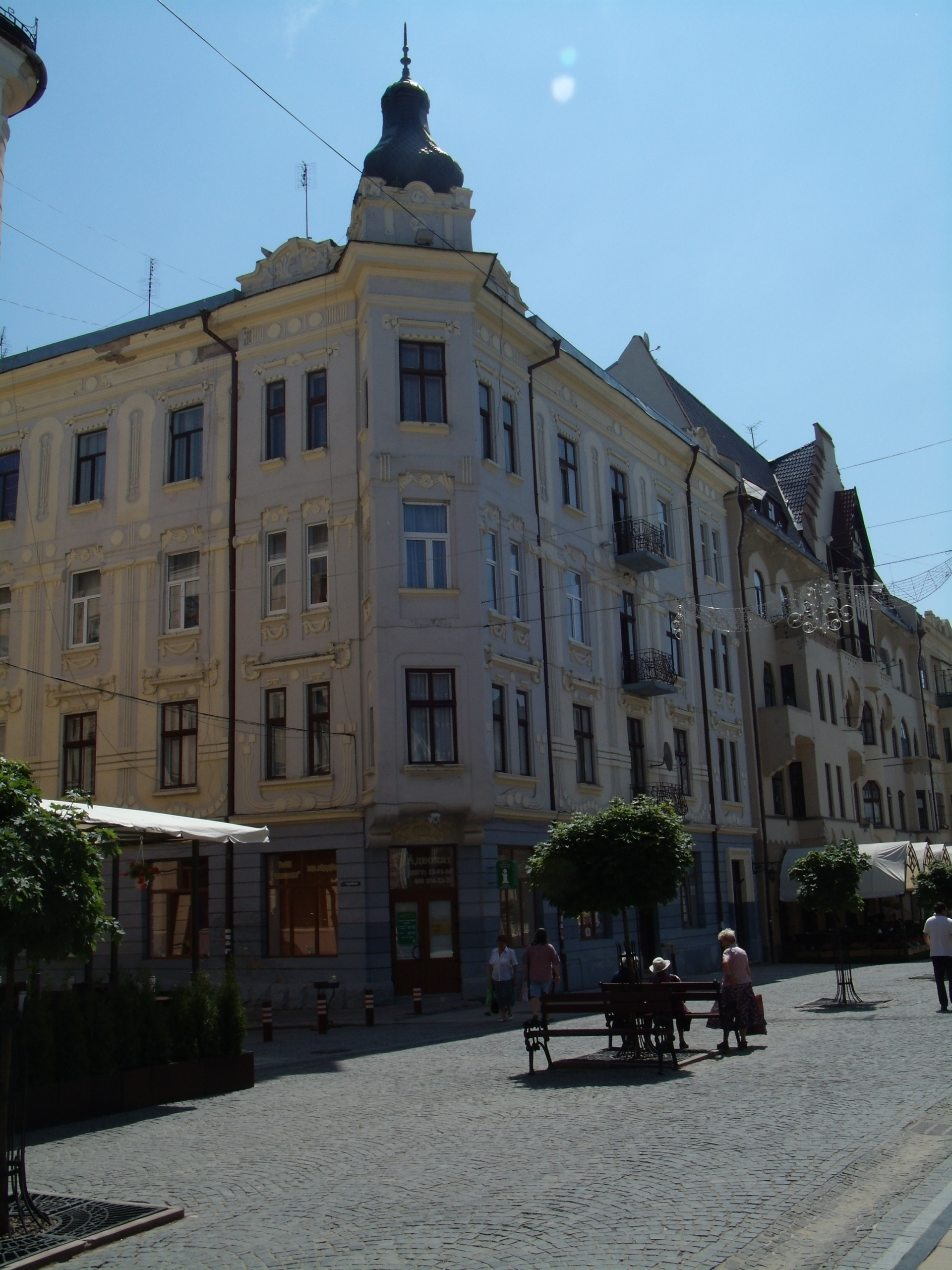
Будинок № 51

Приваблива елеґантного вигляду чотириповерхова споруда розташована на розі двох вулиць. Верхній поверх будинку вінчає витончена башта, яка бере свій початок на рівні другого поверху. Приблизно на цьому ж рівні над вхідними кутовими дверима розміщений пам'ятний медальйон з вказанням року побудови — 1907 . Загалом архітектурний стиль будинку можна визначити як модерн, але при детальнішому огляді помітні численні елементи інших стилів. Проте це не порушує цілісності споруди, усі деталі гармонійно поєднуються у єдину композицію, завдяки чому будинок справляє неповторне враження величності та довершеності архітектурного мистецтва. Схоже, що будівля свого часу добудовувалася і перебудовувалася. А оскільки вона має чимало спільних із сусіднім німецьким домом елементів, зокрема загальну велику залу, виникає логічне припущення, що обидва будинки належали колись одному й тому ж німецькому товариству. 

Аналізуючи архітектуру будинку, можна дійти переконливих висновків стосовно того, що він таки справді перебудовувався. Про це свідчать, перш за все, балкони цієї споруди. Балкон на третьому поверсі на перший погляд є точною копією балкона на другому. Але придивившись уважніше, можна помітити різницю. Під балконами частково обсипалась штукатурка, і в цьому місці видно, що балкон другого поверху закріплений методом заливання бетону, та місцями там проглядається металева конструкція. Так само й на балконі третього поверху, проте видима частина металевої конструкції зовсім інша, бетонні плити виготовлені окремо і закріплені пізніше. Крім того, під балконом другого поверху зберігся бордюр, а на балконі третього його взагалі немає. А уже балкон четвертого поверху майже нічого спільного з попередніми не має.

Стосовно спільної у двох будинків — № 51 та «німецького дому» — великої зали можна сказати, що це вже окрема історія. За радянської влади німецький дім було незаконно привласнено. На рівні другого поверху стіну між сусідніми будинками розібрали й таким чином утворилася велика спільна зала, в якій невдовзі розмістили кінотеатр, відомий усім чернівчанам під назвою «Україна». За привабливістю свого оформлення ця зала не мала аналогів у місті, завдяки чому кінотеатр називали «головним першокласним кінотеатром не тільки міста, а й області». При кінотеатрі працював дуже талановитий художник, який гарно малював афіші. Йому безкоштовно надали відомчу квартиру в німецькому домі, платили високу зарплатню та гонорари.

Кінотеатр свого часу був дуже популярним серед любителів кіно. Тоді тут демонструвались найкращі художні стрічки, запровадили навіть нічні сеанси, які давали кінотеатру доволі високі прибутки. І внаслідок надмірного перевантаження кіноапаратури, яку експлуатували і вдень, і вночі техніка вийшла з ладу, а електропроводка ще австрійських часів загорілася й спричинила сильну пожежу. Таким чином місто втратило першокласний кінотеатр. Одна з найкращих глядацьких залів згоріла дотла в буквальному розумінні слова. Згоріла навіть підлога.
З часом відремонтоване приміщення на першому поверсі віддали під ательє з пошиття одягу. Упродовж тривалого періоду ремонт приміщення головної зали кінотеатру завершити не вдавалося.

А звернувшись до давніх рекламних листівок, знаходимо окремі свідчення з історії будинку. Вдалося з'ясувати, що власником будинку був пан Вільгельм Тутман. Він утримував бакалійну крамницю, яка розміщувалась на першому поверсі будинку. А рекламна листівка за 1926 рік вказує на те, що у той період перший поверх будинку займало «Технічне бюро по електричним приборам». Власником цього закладу був той же В.Тутман.

На сьогодні велику німецьку залу врешті відремонтовано, більшою мірою завдяки німецькому спонсорству.

Будинок № 53, т. зв. «Німецький дім» . Проект споруди здійснив інженер Густав Мюллер. 

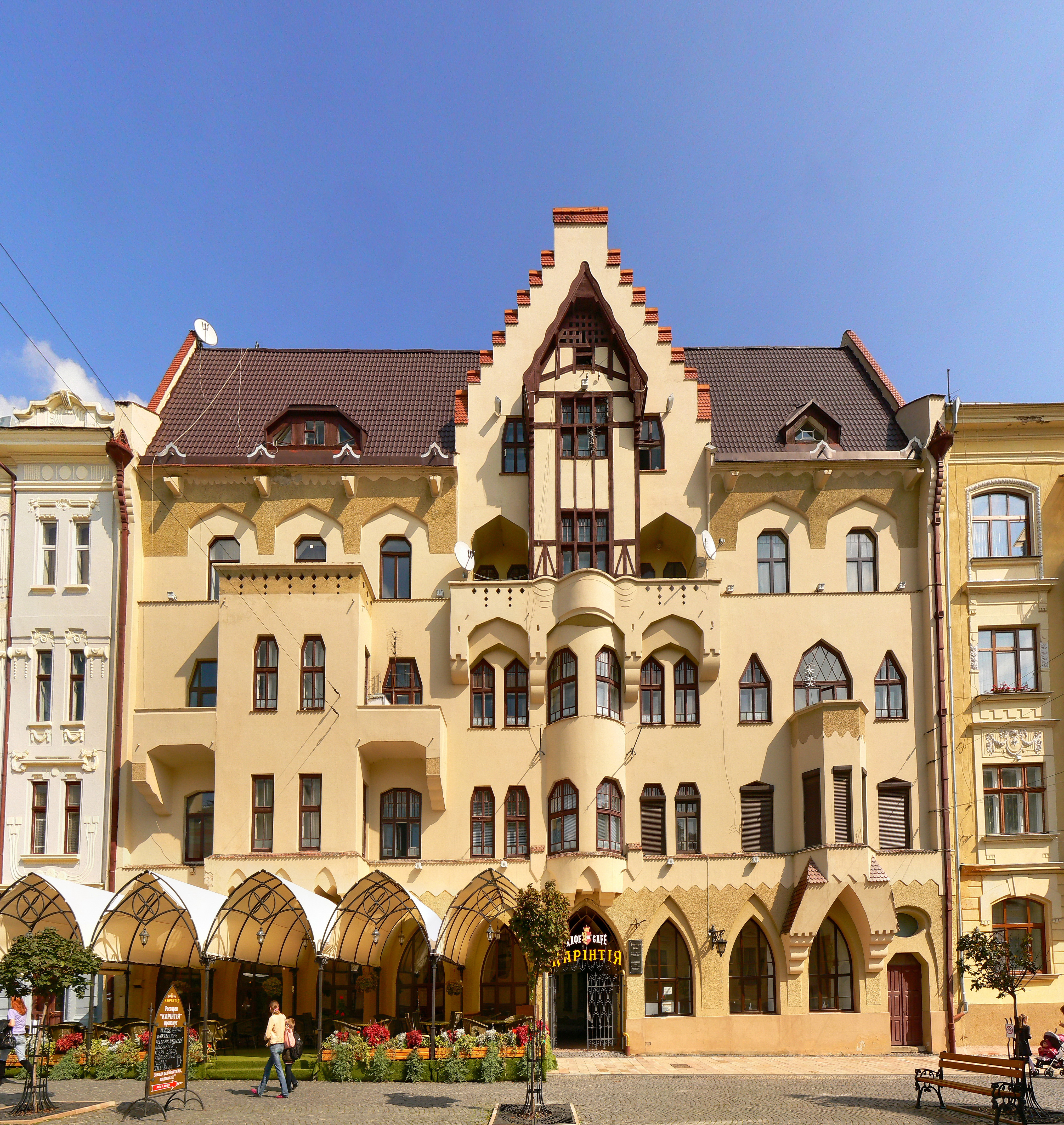
Будинок № 53

Будівництво було остаточно завершено 5 червня 1910 року. «Німецький дім» став осередком громадського життя німецького товариства. Витримана у стилі південно-німецької класичної готики початку XX ст.,

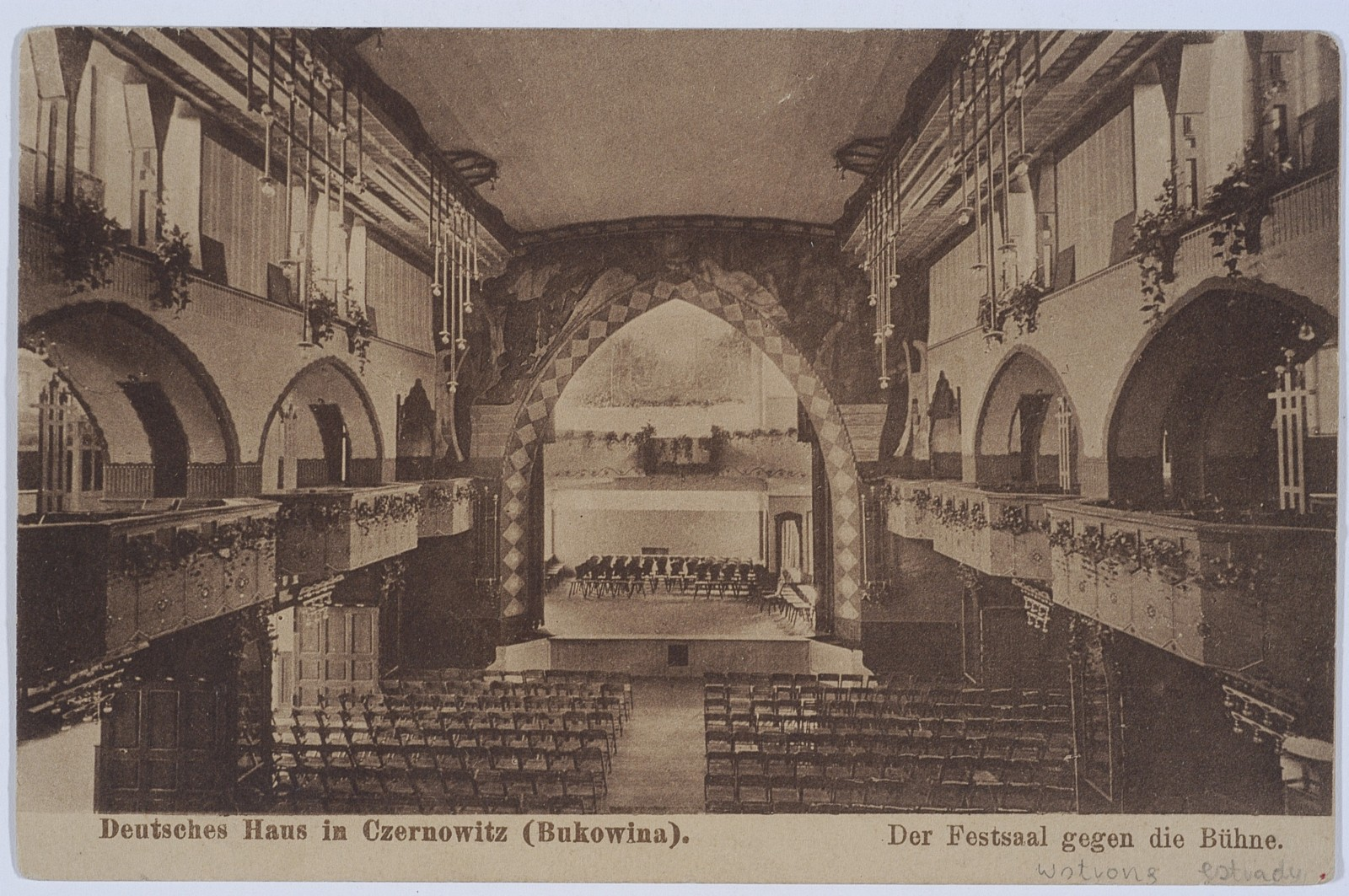
Зала Німецького дому, 1910 рік

 висотна будівля з гостроверхим дахом велично піднялась над цілою Панською вулицею і стала справжньою її окрасою. На той час вона була найвищою з-поміж інших, адже чотириповерхових будинків тоді тут ще не було — дво- та триповерхові сусідні будинки ніби применшувались перед величчю цієї споруди. Крім чотирьох основних поверхів, будинок має п'ятий горішній поверх.
Стриманість готичного стилю особливо відчутна у зовнішньому оформленні будинку — тут немає перевантаження архітектурними прикрасами та оздобленням. Кілька строгих балконів та лоджій складають основне доповнення фасаду цього будинку. Існує каретний заїзд до двору, в якому колись був розкішний сад та просторий майданчик, на якому в ті давні часи танцювали фрау зі своїми кавалерами під романтичні мелодії духового оркестру.

Колись «Німецький дім» був осередком активного громадського і культурно-просвітницького життя не тільки буковинських німців, а й представників інших націй, які населяли Буковину. Різні зібрання та культурно-розважальні заходи приваблювали сюди різних людей, які цікаво та з приємністю проводили тут свій вільний час, знайомилися, спілкувалися, відпочивали та милувалися привабливою спорудою. В Німецькому домі тоді був і свій банк, і власна друкарня, де видавалися різні книги, брошури, газети та журнали, зокрема популярна на той час газета «Німецький щоденник». 1937 року в Німецькому домі відкрився винний погріб, а також кафе «Віденська кухня». 1940 року в цьому будинку розмістилася жіноча перукарня, власницею якої була пані Геллена Анні. Був тут також і затишний ресторан, і бібліотека з читацькою залою, спеціальні кімнати для різних розваг, окремі приміщення для гостей. Та найвизначнішою окрасою Німецького дому була, безперечно, його простора, гарно оформлена зала, де проводились найрізноманітніші заходи різних товариств: конференції, зустрічі з видатними особами, лекції та інші громадські зібрання. Сюди приходили люди різних національностей та різних конфесій. На сцені великої зали виступали талановиті актори, демонструючи глядачам різноманітні театральні дійства, а також аматори сцени. Зала привертала увагу відвідувачів не тільки гарним оформленням, а й надзвичайною акустикою. Тому тут часто влаштовували різні урочистості, театральні вистави і концерти, святкові вечори, які завершувалися танцями. 

Загалом «Німецький дім» — один з небагатьох будинків Панської вулиці, якого не торкнулись руки перебудовників та завдяки чому він зберіг свій первісний вигляд до нашого часу. 

На верхньому, т. зв. п'ятому поверсі Німецького дому є одна кімнатка, у якій нині розміщується невеличкий музей Георгія Дроздовського — відомого письменника, який народився на Буковині й тут відбулося становлення його особистості як літератора. 1934 року в Чернівцях вперше вийшла друком збірка його ліричних творів під назвою «Поезії».

У іншій кімнаті на цьому ж поверсі колись була кімната спеціально для чоловіків та молодих хлопців, куди жінкам заходити суворо заборонялося. Посередині цієї кімнати стояв широкий пень, біля якого на окремому столику лежав металевий клевець та мідні цвяхи. Парубок напередодні одруження приходив до цієї кімнати, запрошував сюди своїх приятелів і тут влаштовувалася парубоцька вечірка.

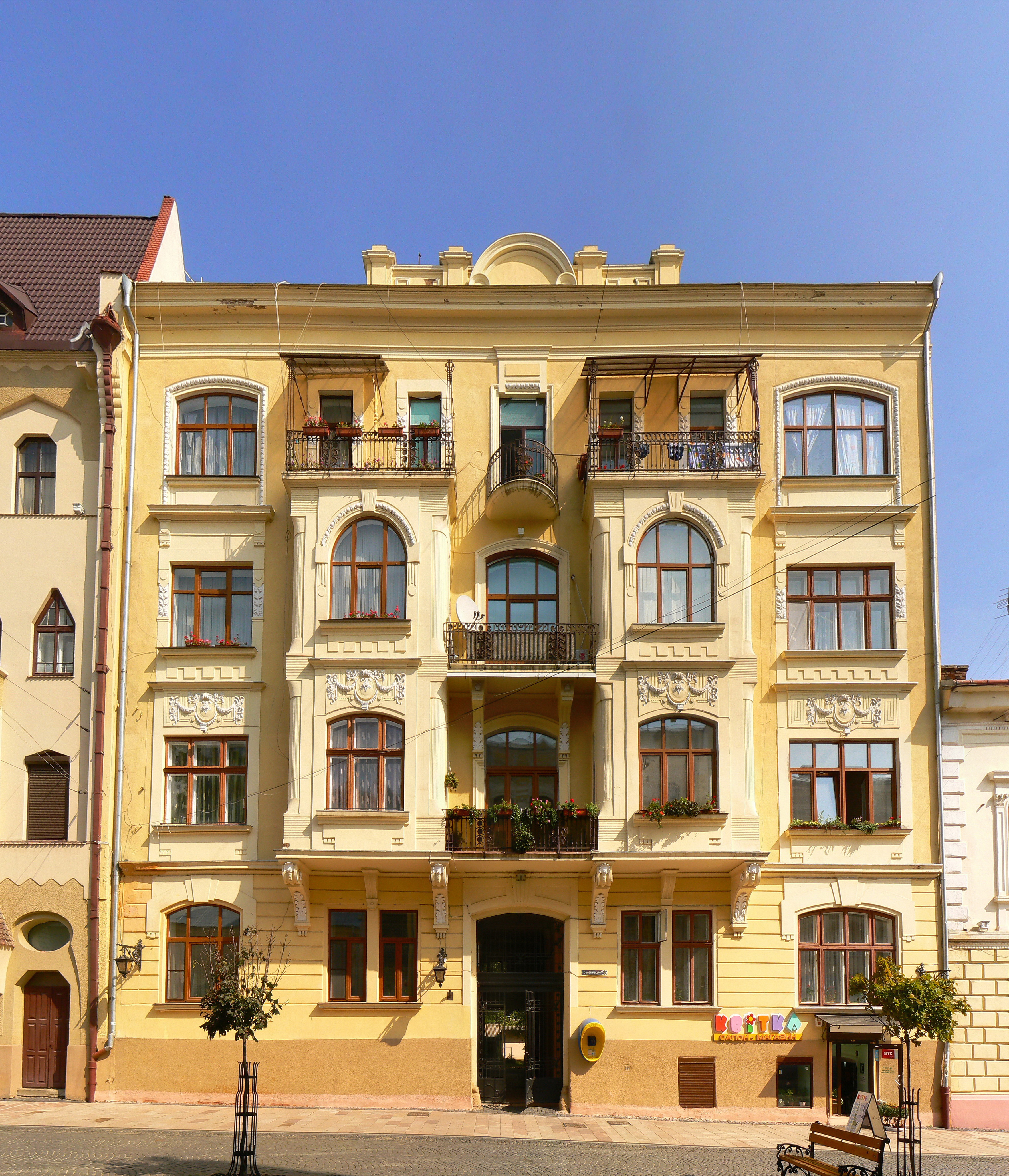
Будинок № 55

Будинок № 55 зведений на початку XIX ст., це споруда житлового призначення. До 1930 року будинок значився під № 51. Доволі вишукана архітектура, в якій гармонійно поєднуються елементи різних стилів, справляє враження на чернівчан та гостей міста. Спочатку будівля навряд чи була чотириповерховою, останні поверхи, ймовірно, добудовувалися пізніше. Проте добудова не спотворила архітектурної досконалості будинку, навпаки — вдало доповнила та прикрасила його первісний вигляд. Різні деталі та архітектурні елементи гармонійно поєднуються в єдину композицію, неповторну та прекрасну. Будинок є справжньою окрасою Панської вулиці та історичного центру міста загалом. Тут ми бачимо вікна та двері п'яти різних форм та розмірів, гарні внутрішні та зовнішні балкони вдало вписуються у загальний вигляд будинку, прикрашаючи як фасад, так і ту частину будинку, яка виходить у двір. Всього балконів п'ять: по одному на другому та третьому, та три — на четвертому поверсі. Широкий каретний заїзд веде до просторого двору, де колись були доглянуті алеї, а тепер залишилось тільки кілька дерев, які, схоже, були посаджені значно пізніше. Була тут і криниця, але з часом її не стало. Колись у цьому дворі торгували різною худобою, проте, незважаючи на численну кількість покупців, продавців та різних відвідувачів так званого міні-ярмарку, двір завжди був прибраний та доглянутий, люди намагались дотримуватись порядку та належно дбати не тільки про своє помешкання, а й про довколишню територію. Вони цінували і шанували свої будинки, двори, вулиці, загалом місто, не те що тепер.

У будинку № 55 колись був і ресторан, і філія банку, і каси, і спеціальні кімнати відпочинку для гостей. Вхід на поверхи був з обох боків будинку: центральний вхід з фасаду та додатковий — з двору. Первісно може скластися враження, що каретний заїзд ділить будинок на дві окремі частини, проте це помилкове припущення.

Коли уважно придивитися до фасаду, можна помітити, що крайні вікна на усіх поверхах різної ширини, отже, це дає підстави для припущення, що верхні поверхи добудовувалися пізніше, а фасад першого поверху неодноразово перероблявся.
1912 року при цьому будинку існувало торговельне товариство з продажу худоби. 1926 року, за Румунії у власному будинку Вільгельма Тутмана розміщувалося «Технічне бюро по електричним приборам», «Магазин з продажу друкарських машинок та різних електричних товарів» — тут можна було придбати люстри, світильники, електролампи.
Будинок № 57 (до 1930 року значився під № 53). Побудований цей двоповерховий цегляний будинок наприкінці XIX ст. і належить до числа тих небагатьох споруд старої частини міста, які не зазнали з дня створення особливих змін і перебудов, а зберегли свій первісний вигляд майже у незмінному стані. 

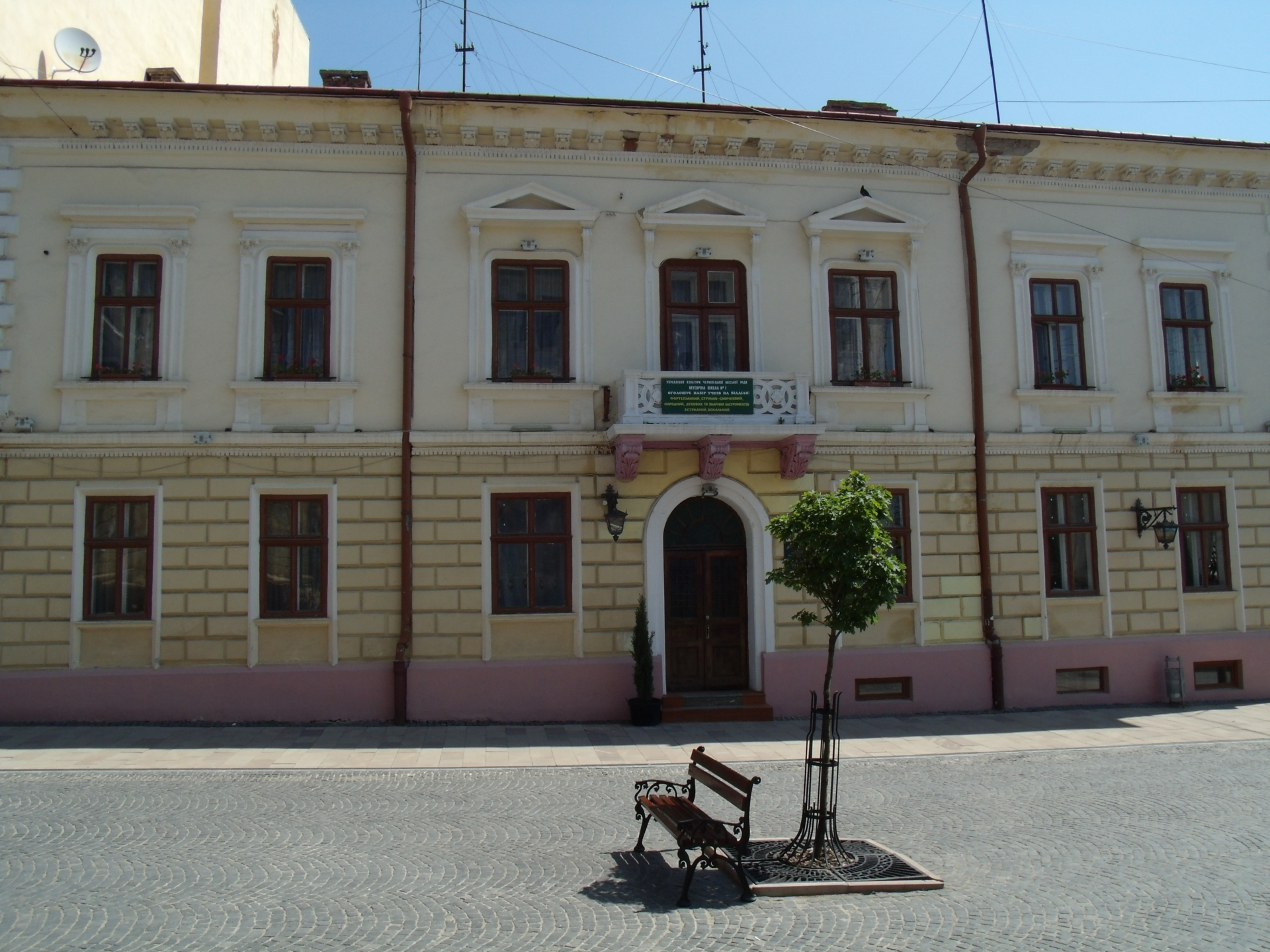
Будинок № 57

Щоправда, помітно, що була замінена покрівля будинку та додатково зроблено декоративні керамічні орнаменти, розміщені під самим дахом будівлі, виготовлені значно пізніше часу її зведення. Первісно будинок, ймовірно, був покритий рогозом або драницею, що згодом замінили на бляху. У напівпідвальному приміщенні будинку, за свідченнями рекламних листівок, колись торгували овочами і фруктами. Центральний вхід до будинку раніше розміщувався з боку вул. Шевченка.

За радянської влади напівпідвальне приміщення передали Чернівецькому художньому комбінату під скульптурні майстерні. Тут працювали скульптори: Олег Топчієв, Василь Капшук, Писничевський, Клігер, Горен та інші, а завідував цією творчою установою Ліпник. З часом майстерню перевели в приміщення по вул. Руській, 24 (у дворі), де раніше ремонтували карети та підковували коней. Зовнішній вхід до підвального приміщення буд.№ 57 закрили, залишився тільки вхід з двору.
Нині в будинку № 57 розміщується Чернівецька музична школа № 1.